# Nikolaj Gavrilovič Černyševskij
Nikolaj Gavrilovič Černyševskij, in russo  Николай Гаврилович Чернышевский? (Saratov, 24 luglio 1828 – Saratov, 29 ottobre 1889), è stato un filosofo, scrittore, lessicografo, giornalista e politico russo; guida spirituale degli intellettuali progressisti e uno tra i leader del movimento rivoluzionario democratico degli anni sessanta dell'Ottocento.
Pur restando nella legalità, fu arrestato a San Pietroburgo nel luglio 1862 e processato, dopo due anni di reclusione nella fortezza Pietro e Paolo, per attività sovversiva. Anche se la pena iniziale gli fu ridotta, Černyševskij trascorse complessivamente sette anni di prigione nel distretto minerario di Nerčinsk, e diciotto di confino, di cui dodici sempre in Siberia e gli ultimi sei ad Astrachan'. Riacquistata la libertà, rientrò a Saratov per morirvi dopo soli quattro mesi.

## Biografia

### Origini familiari e primi anni

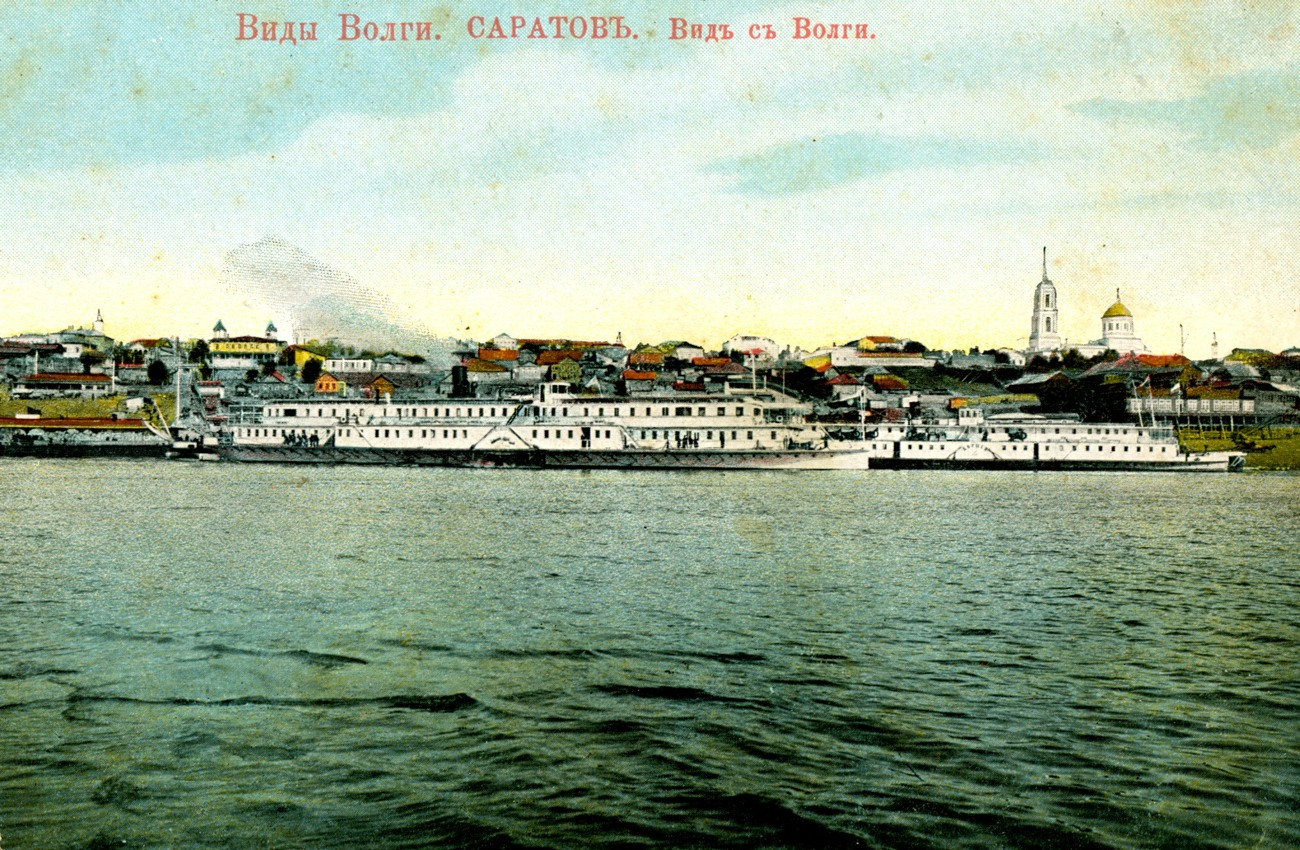
Panoramica di Saratov vista dal Volga

Il Nostro nacque a Saratov, una povera città della provincia contadina sul corso inferiore del Volga, alle nove di mattina del 12 (24) luglio 1828, da Gavriil Ivanovič Černyševskij (1793-1861) e Evgenija Egorovna Golubeva (1803-1853). L'unico altro figlio della coppia, il primogenito, era morto durante la prima infanzia.
Il nome originario della famiglia paterna non è noto: nei documenti i membri maschi sono indicati con nome e patronimico e si può risalire fino al quadrisavolo Vasilij, tutti diaconi e, a partire dal bisnonno Vasilij Savvič, originari del villaggio di Studënki, a 130 verste da Penza. Il nonno, Ivan Vasil'evič, nato nel 1763, a quindici anni si era trasferito con i genitori e i fratelli nel vicino villaggio di Černyševo (o Černyšovo) che sorgeva sulle rive del fiume Sjuvernja e che presumibilmente deve il nome a un servo della gleba di proprietà del conte Razumovskij, suo fondatore.
Secondo la versione del primo biografo di Černyševskij, Flegont V. Duchovnikov (1844-1897), poi ripresa da altri e risalente alla tradizione orale, Gavriil Ivanovič, rimasto orfano di padre da bambino, era stato affidato dalla madre, che non aveva mezzi per garantire il suo sostentamento, al vescovo di Tambov. Più tardi il ragazzo era stato trasferito al seminario di Penza, e qui aveva preso il nome dal villaggio ove era nato, nell'omonimo governatorato, Černyševo. Ma le fonti documentarie raccontano una storia diversa. Nel 1803 il decenne Gavriil Ivanovič era stato raccomandato al vescovo Feofil Raev (1737-1812) dallo zio Nichanor e dal nonno paterno perché entrasse in seminario, nonostante il protocollo prevedesse un esame d'ammissione e il consenso genitoriale firmato. La richiesta era stata accolta dopo due suppliche — sembra per le gravi condizioni di salute del padre — e la verifica del livello di preparazione raggiunto dal ragazzo. Non si sa invece perché Gavriil Ivanovič, anziché a Tambov, sia stato iscritto al seminario di Penza, e fu qui che, come d'uso negli istituti religiosi ortodossi, cominciò a chiamarsi Černyševskij, dal nome del villaggio natio.
Nell'aprile 1812, considerato l'ottimo profitto e la penuria di docenti al seminario, il giovane Gavriil era stato assunto, ancora studente, in qualità di insegnante di greco per le prime classi, mentre due anni dopo, conclusi gli studi, sarebbe passato alle classi superiori come docente di Poesia russa. Nel 1818 Egor Ivanovič Golubev (nato nel 1781), sacerdote della chiesa di Sergio, in quel di Saratov, era venuto a mancare e, stando alla versione di Duchovnikov, il governatore, Aleksej Davidovič Pančulidzev (1758-1834), aveva fatto richiesta al vescovo di Tambov che gli fosse inviato, per ricevere la carica, «lo studente migliore del seminario», il quale fosse persona dotta, degna e povera, così da poterlo impiegare anche come precettore per i suoi figli, e la scelta del vescovo era giocoforza caduta su Gavriil Ivanovič. Pare invece che sia stato lo stesso Gavriil Ivanovic a proporsi per l'incarico, e che il concistoro ecclesiastico di Penza abbia approvato. Poiché, secondo la tradizione, il nuovo prete doveva sposare la figlia del defunto predecessore, Gavriil Ivanovič, il 7 (19) giugno 1818, si era unito in matrimonio con la non ancora quindicenne Evgenija Egorovna per entrare in carica un mese dopo, e assumere anche il ruolo di precettore dei figli del governatore, tenuto in precedenza dallo stesso Golubev.
La carriera di Gavriil Ivanovic sarebbe avanzata rapidamente. Nel 1820 era divenuto insegnante di greco, storia sacra e aritmetica presso la Scuola Teologica, appena inaugurata a Saratov Intanto la sorella minore di Evgenija, Aleksandra, era stata maritata nel 1822 a Nikolaj Kotljarevskij, un ufficiale da cui ebbe tre figli e con cui visse vagando di provincia in provincia, fino al 1828, quando l'uomo morì di tifo in Bessarabia. Nel 1830 la ventiquattrenne Aleksandra si risposò con il nobile Nikolaj Pypin e inizialmente visse con i Černyševskij nello stesso appartamento, ma poi la crescita numerica della sua famiglia consigliò il trasferimento in un'altra ala della casa, più tardi conservata e convertita in museo, che s'affaccia sullo stesso cortile.

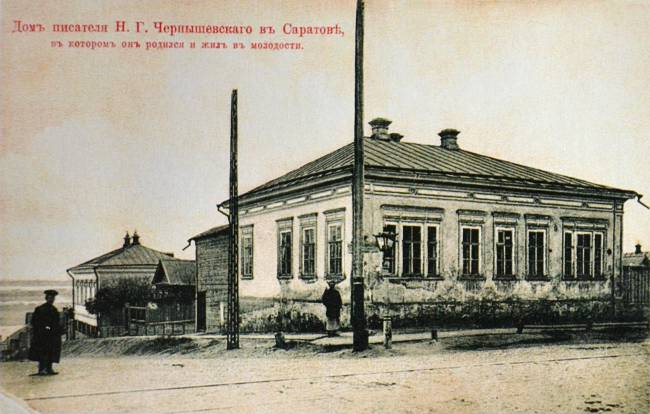
Casa natale di Černyševskij in una cartolina risalente ai primi anni del XX secolo

L'infanzia di Nikolaj trascorse in questa famiglia allargata, tra l'austera delicatezza del padre, prodigo di concessioni libertarie al figlio, cui facevano da contrappunto l'amore morboso e apprensivo della madre, restia ad assecondare tanta indulgenza, e le storie narrate da nonna Golubeva, Pelageja Ivanovna (1780-1847). Costei amava ingannare il tempo giocando a dama con il nipote, e quando era impegnata a sferruzzare, gli raccontava vecchie storie di famiglia. Furono in particolare due aneddoti, tra i tanti uditi, a colpire la fantasia del piccolo Černyševskij. Un lontano parente era stato catturato dai kirghisi-kazaki, mentre era lontano dal villaggio per lavoro. Riuscito poi a fuggire, era stato inseguito dai temibili cavalieri della steppa, e ciò nonostante aveva fatto perdere le proprie tracce celandosi per ore tra le canne del fiume. La seconda storia aveva per protagonista un altro membro dei Golubev, famiglia di lunga tradizione ecclesiastica, diacono di Saratov al tempo in cui era un villaggio quasi desertico e sovente attaccato dai lupi. L'ingegnoso ministro del culto aveva costruito nella foresta una capanna, con delle fessure in luogo delle finestre, aveva chiuso la porta dall'interno con una barra, e rafforzato il tetto con alte assi di legno. Nei pressi del fortino legava di volta in volta o un maiale o un'oca e aspettava l'arrivo dei lupi, uccidendone agevolmente diversi senza alcun rischio personale. Ma un giorno la capanna era stata messa sotto assedio da tutto un branco che per poco non ebbe la meglio sul cacciatore, salvato in extremis dall'intervento provvidenziale degli abitanti del villaggio, partiti alla ricerca del diacono di cui da troppo tempo non avevano notizie.
Vivace e loquace in famiglia, Nikolaj era timido e impacciato con gli estranei, complice una forte miopia manifestatasi già nella prima infanzia. Pur avendo qualche difficoltà a partecipare ai giochi degli altri bambini, non per questo rinunciava, nel periodo invernale, al loro passatempo preferito. In genere senza il permesso dei genitori, ospiti dei vicini nelle lunghe serate, i bambini sulle loro slitte di legno, ricavate da una mezza botte, si davano appuntamento su una stradina abbandonata e si lanciavano in discesa verso il fiume. Nikolaj amava anche passeggiare lungo le rive del Volga, costellate da capanne di fango, rigurgitanti miseria e risonanti le tristi melodie dei burlaki (gli alatori). Testimone di tanta desolazione e indigenza, vide transitare a Saratov anche centinaia di deportati, per lo più contadini che avevano partecipato alle rivolte, e che suo padre volentieri ospitava a casa.
Nel 1836, all'epoca in cui Nikolaj sarebbe dovuto entrare in seminario, il genitore decise che per i primi tempi lo avrebbe educato in casa. Memore della sua personale esperienza, voleva risparmiare al figlio tante sofferenze. Il seminario di Saratov non era meno opprimente e imbarazzante di quello di Penza. Gli insegnanti facevano uso smodato della frusta e giocavano a carte; l'edificio era fatiscente, sporco e privo di riscaldamento; il rettore, beveva. Così, Gavriil Ivanovič iscrisse il suo ragazzo nei registri dell'Istituto religioso, ma Nikolaj non lo frequentò quasi mai, se non per dare gli esami.
Grande divoratore della biblioteca paterna, molto ben fornita soprattutto in materia di storia e letteratura, Nikolaj vi lesse opere di Puškin, Gogol', Žukovskij. Il poeta preferito era all’epoca Lermontov. Presto sviluppò un amore appassionato per le lingue. Nel corso della sua vita avrebbe imparato a leggere in latino, greco, inglese, francese, tedesco, polacco, italiano e, in minor grado, ebraico, tataro, arabo e persiano. A parte il latino, che apprese alla perfezione dal padre, quasi tutto il resto lo assimilò da sé, ma doveva la conoscenza della maggior parte delle lingue orientali a un professore del seminario. Quanto alle altre, il persiano se lo fece insegnare da un commerciante di frutta persiano, con cui era entrato in rapporto e a cui in cambio diede lezioni di russo, mentre il tedesco gli fu impartito dal suo maestro di musica, madrelingua, al quale in precedenza Gavriil Ivanovič aveva trasmesso il russo. A dodici anni, nell'inverno del 1840, l'occupazione principale di Nikolaj fu quella di controllare dall'originale, pagina per pagina, la traduzione che Tredjakovskij aveva fatto de l'Histoire romaine depuis la fondation de Rome jusqu'à la bataille d'Actium di Charles Rollin, rintracciandovi molti errori.

### Il seminario
Nel 1842, a quattordici anni, Nikolaj Gavrilovič entrò in seminario dove prese a frequentare il corso di retorica, ma senza mai provare alcun genuino interesse a causa del basso livello dell’insegnamento ricevuto, condizionato anche dal malanimo serpeggiante tra docenti e amministrazione. Tuttavia, uno di questi docenti, l'orientalista Gordij Semёnovič Sablukov (1803-1880), fu da lui amato e ricordato con affetto per essere stato uno studioso valido e disinteressato.
La disciplina era meno severa di quanto non lo fosse ai tempi di Gavriil Ivanovič, benché qualche insegnante ricorresse ad abusi fisici e punisse gli studenti costringendoli a mettersi in ginocchio in un angolo e a chinarsi petto a terra. In particolare, il professore di latino aveva l'abitudine di sbattere i libri sulla testa dei ragazzi, di tirare loro i capelli e, una volta, per poco non ne rese uno invalido per averlo fatto ruzzolare dalle scale.

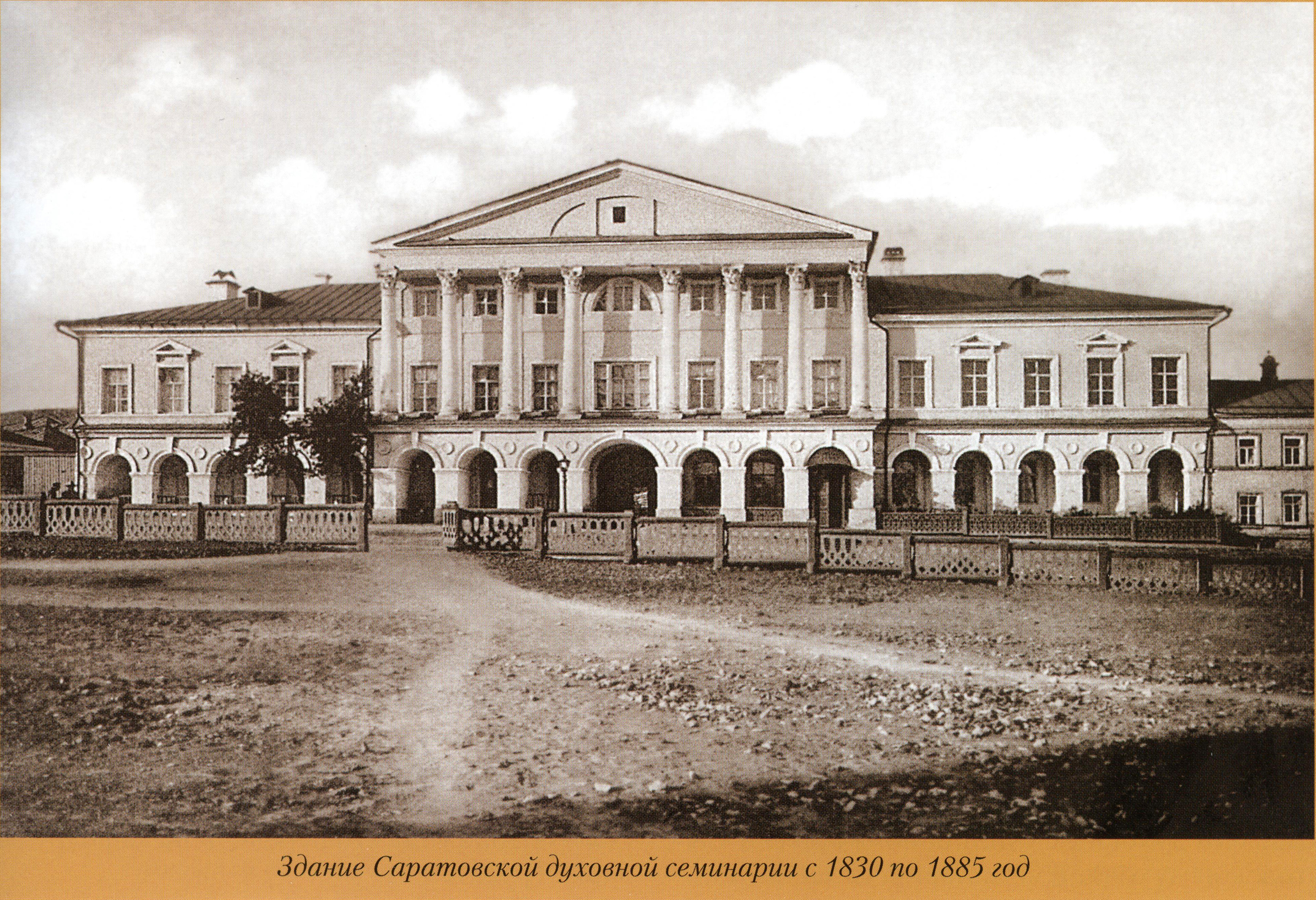
Il Seminario Teologico di Saratov tra il 1830 e il 1885

Nikolaj era molto amato e rispettato dai condiscepoli. Lui, figlio di un arciprete membro del concistoro, più istruito e, sebbene non benestante, in migliori condizioni economiche, li soccorreva come poteva. Ai più poveri regalava qualche soldo e dei vestiti, e a chiunque glielo chiedesse dava lezioni di latino, venendo in classe anche un’ora prima del dovuto. Così ce lo descrive un compagno di classe: «A quel tempo era un po’ più alto della media, con un’inconsueta, dolce fisionomia femminile, capelli biondo chiari, ondulati, morbidi e belli, la sua voce era pacata, il discorso, piacevole… Sfortunatamente per lui, era molto miope; doveva tenere il libro davanti agli occhi e scrivere stando curvo sul banco». Non pago di aiutare i compagni del seminario, Nikolaj dava una mano pure agli allievi del liceo di Saratov dove studiava il cugino, Aleksandr Nikolaevič Pypin (1833-1904).

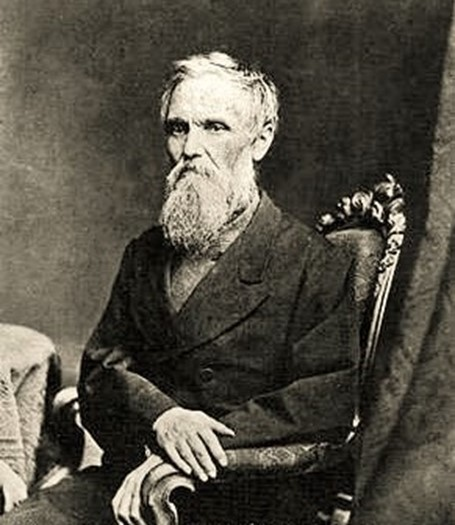
Il professore di orientalistica presso il Seminario, Gordij Sablukov

Il miglior amico di Nikolaj al seminario fu Michail Levickij, suo vicino di banco. Era un giovane poverissimo, molto intelligente e irruente. Di lui Černyševskij conservò un caro e doloroso ricordo e chiamò con il suo nome il rivoluzionario protagonista del romanzo Prologo. Mentre era ormai a San Pietroburgo per frequentare l'università, fu informato che a Levickij, avuto un diverbio con il professore di ebraico, era stato tolto il sussidio governativo, pochi rubli che gli consentivano di sopravvivere, e indovinò che la sua disperazione avrebbe avuto sfogo nel bere, come accadeva a tanti sventurati annichiliti dall'indigenza. E infatti Levickij morì alcolizzato in giovane età.
Concluso il quarto anno di corso sui sei contemplati, Gavriil Ivanovič acconsentì al desiderio del figlio di avere un'educazione laica, vale a dire più completa di quella religiosa che pure, con le capacità di Nikolaj, assicurava una promettente carriera. Ruppe così con la tradizione ecclesiastica della famiglia. Non fu una scelta facile, e forse un qualche peso dovette averlo l'esclusione dal concistoro di Černyševskij padre avvenuta nel 1844, per un errore compiuto nella redazione dei registri battesimali. Ma più di tutto c'era la volontà di offrire a Nikolaj la possibilità di realizzarsi come meglio preferiva. Un ruolo non indifferente nella scelta di proseguire gli studi a San Pietroburgo, e non a Mosca o a Kazan, lo ebbe il professor Sablukov, tanto che in un primo momento Černyševskij pensò di iscriversi alla facoltà di Studi orientali, ma poi, nel dicembre del 1845, presentò domanda di ammissione a quella di Filosofia.
Il 18 (30) maggio 1846 Nikolaj Gavrilovič, accompagnato dalla madre, partì da Saratov per quello che sarebbe stato un viaggio di trentadue giorni, ricco di soste e di incontri. Nel villaggio di Balanda, ora Kalininsk, il diacono Protasov, conoscente del padre, gli augurò di poter in futuro essere utile alla Russia, di poterla educare. Queste parole colpirono Černyševskij perché, prima di mettersi in viaggio, il pope di Saratov gli aveva rivolto un analogo auspicio, di tornare cioè a casa con la fama di «professore e grand'uomo», e lui iniziò a sentirsi investito di una missione da compiere. A Mosca furono ospiti per due giorni del sacerdote Grigorij Klientov; Nikolaj si trovò a considerare quanto fosse triste il destino della giovane Aleksandra, figlia dell'ecclesiastico, fanciulla colta e sensibile che, essendo vedova, era dovuta tornare a casa per occuparsi del padre e dei nipoti, senza avere più speranza di rifarsi una vita. Volendo almeno portarle un po' di gioia, pregò la madre di convincere l'uomo a farle fare il viaggio con loro fino a San Pietroburgo, per poi tornare indietro con Evgenija Egorovna.
All'alba del 19 giugno (1º luglio) i tre giunsero nella capitale. Nikolaj si sistemò in via Gorochovaja, nella stanza abitata dal cugino di secondo grado del padre, Aleksandr Raev (1823-1901), all'epoca studente di giurisprudenza. Il 2 (14) agosto iniziò gli esami che gli avrebbero consentito di accedere al dipartimento di Storia e Filologia della facoltà di Filosofia. Il test d’ammissione fu brillantemente superato il 14 (26) agosto con il punteggio di quarantanove, su un minimo di trentatré punti e un massimo di cinquantacinque. Una settimana dopo Nikolaj si separava dalla madre che tornava a casa.

### Il periodo universitario a San Pietroburgo

#### Stile di vita, amicizie, primo amore, e studi

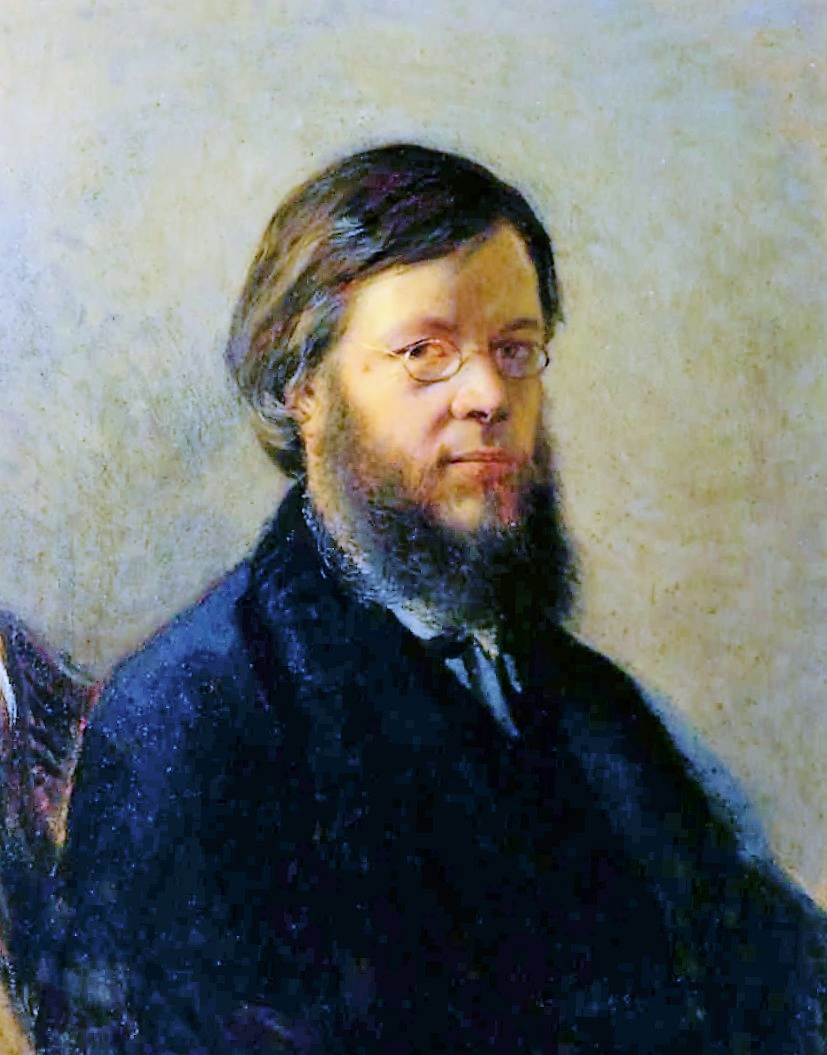
Aleksandr Pypin, ritratto nel 1871 da Nikolaj Ge

Negli anni dell'università Černyševskij fu sempre tormentato dal pensiero che non sarebbe mai riuscito a far fronte alle spese richieste dal suo soggiorno nella capitale. Potrebbe parer strano che un arciprete avesse difficoltà a mantenere agli studi l'unico figlio, ma si dà il caso che l'economia domestica delle famiglie Černyševskij e Pypin fosse in comune, quindi parte delle risorse che Gavriil Ivanovič poteva stornare a favore di Nikolaj erano assorbite dal nucleo familiare allargato. Ci fu anzi un momento in cui fu messa in discussione l'iscrizione all'università di Aleksandr Pypin per consentire a Nikolaj di completare gli studi senza problemi, ma il futuro rivoluzionario si oppose decisamente a questa soluzione che avrebbe compromesso il futuro del più giovane cugino.
Quando Raev si laureò, Černyševskij andò a vivere da sua cugina, Ljubov' Nikolaevna Kotljarevskaja (1824-1852), con la quale da piccolo era solito leggere brani di letteratura, sposa di Ivan Tersinskij (1814-1888), che nel 1846 aveva concluso gli studi all'Accademia Teologica di San Pietroburgo. La convivenza non fu delle più felici. Man mano che si approfondiva il disincanto di Nikolaj per la religione, gli diventava sempre più insopportabile l'ipocrisia morale della coppia che soleva sparlare di tutto e tutti. Dal momento che in casa vigeva la regola parsimoniosa di usare una sola candela, Nikolaj era ad esempio costretto a studiare in salotto, mentre i due conversavano e leggevano le riviste.
È altresì vero che Nikolaj condusse una vita all'insegna della frugalità e della rinuncia per il dovere che sentiva di dedicarsi interamente allo studio, tanto da non assistere agli amati spettacoli teatrali, e di obbedire alle massime morali che s’era date. In un primo tempo emanazione diretta dei suoi principi religiosi, non si discostò dall’osservare il suo codice etico pure quando abbracciò il materialismo filosofico, e restò fedele, tra gli altri, al precetto di astenersi dalle pratiche sessuali fino al matrimonio.

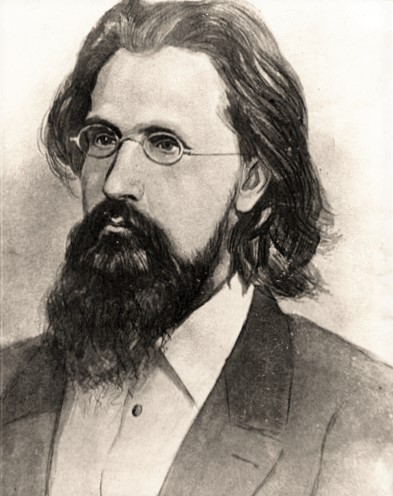
Michail Michajlov

Se in seminario Nikolaj era il punto di riferimento dei compagni, all'università si trovò nell'anomala posizione di dover essere lui ad attingere dagli altri. Nell'agosto del 1847 strinse amicizia con Michail Michajlov, un grande conoscitore della letteratura straniera, campo in cui aveva pochi eguali, poeta egli stesso e che poteva già vantare qualche lavoro pubblicato, sia composizioni originali che traduzioni. Michajlov e Černyševskij, che un decennio dopo avrebbero collaborato al Sovremennik e rivestito un ruolo centrale nel movimento rivoluzionario, erano due caratteri diversi. Quanto più uno era estroverso, emotivamente mutevole, elegantissimo nel vestire, l'altro era trattenuto, più fermo nelle manifestazioni dell'umore, semplice nel porsi. Quando nel 1848 Michajlov dovette lasciare l'università per lavorare nel pubblico impiego a Nižnij Novgorod, si rafforzò il legame che Černyševskij aveva instaurato con un altro compagno, Vasilij Petrovič Lobodovskij (1823-1900).
Questo giovane più grande parve a Černyševskij persona estremamente buona e umile, maltrattata dal destino. Cacciato dal seminario per aver rivolto un'insolenza verbale a un insegnante, dettaglio che gli ricordava l'amico Levickij, Lobodovskij era stato il bistrattato precettore di un ricco proprietario terriero, aveva fatto lo scrivano, era vissuto per la strada. Istruito in filosofia, poliglotta, poteva citare a memoria poesie di Lermontov e Puškin, aveva talento letterario e, quando conobbe Černyševskij, stava lavorando alla traduzione de La sposa di Corinto di Goethe, e pensava di cimentarsi con il Faust. L'impressione iniziale col tempo dovette affievolirsi, ma Nikolaj continuò a stimare il suo amico perché voleva contrastare la propria inclinazione a togliere in fretta dal piedistallo chi, con la stessa celerità, vi aveva collocato. Nondimeno, l'atteggiamento di Lobodovskij nei confronti di Černyševskij era cambiato. Faceva l'indifferente, si lamentava delle avverse circostanze, e rimarcava la sorte migliore toccata al compagno, le cui spalle erano protette dalla famiglia.
Mentre viveva questa forte crisi interiore, Lobodovskij conobbe Nadežda Egorovna, una giovane fanciulla figlia del capostazione e, in uno slancio dettato dall'impulsività, la chiese in sposa. Se ne pentì un attimo dopo, ma il senso dell'onore gli impediva di rimangiarsi la parola e andò fino in fondo. Černyševskij incontrò la ragazza a nozze avvenute e ne restò affascinato. La trovò ricca di luce interiore e di pura intelligenza, niente affatto limitata come Lobodovskij gliel'aveva invece descritta. Provò per lei un sentimento profondo e desiderò essere da lei amato almeno come un fratello. Da quel momento, volendo portare sollievo alle finanze dell'amico, credendo che così sarebbe stato un marito migliore, cominciò a dargli del denaro, finché quasi non ne ebbe più per sé. Il paradosso fu che la famiglia di Nadja supponeva, ignorando la verità, che Lobodovskij non fosse troppo affidabile e frequentasse le taverne perché su di lui agiva la nociva influenza del giovane Černyševskij. Il quale, per temperamento, soffriva in silenzio e sopportava a lungo prima di risolversi a far valere le proprie ragioni. In quella particolare circostanza, a trarlo d'impiccio fu l'approssimarsi dell'esame di laurea che assorbì tutta la sua attenzione.

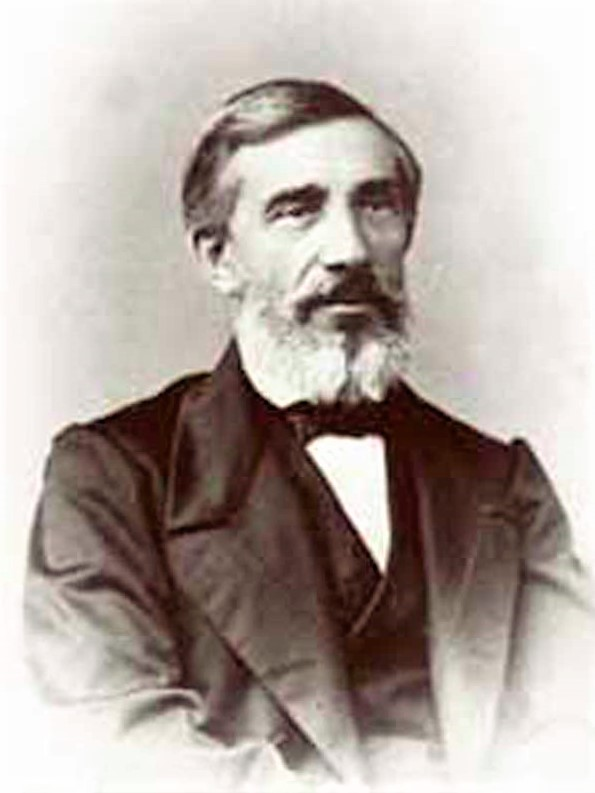
Il professor Izmail Sreznevskij

Il clima che si respirava nelle aule universitarie durante il regno di Nicola I era arido. Poche le occasioni di dialogo tra studenti e professori, i quali si contentavano di divulgare un sapere imbalsamato. E la situazione dopo il 1848 non poté che peggiorare, sotto la spinta di una reazione tesa solo ad arginare la penetrazione di idee sovversive provenienti dall'Occidente. Ma naturalmente ci furono delle eccezioni e Černyševskij ebbe buone relazioni, anche proficue, con il professore di letteratura russa, Aleksandr Vasil'evič Nikitenko (1804-1877), e con quello di filologia slava, Izmail Ivanovič Sreznevskij (1812-1880).
L'entusiasmo, che nel corso del primo anno lo aveva animato, andò affievolendosi nel seguente. Allora decise che la frequenza assidua alle lezioni non era affatto necessaria, e che avrebbe impiegato meglio il suo tempo nella biblioteca pubblica. Il terzo anno i dissapori con alcuni professori si acuirono e la sua scarsa presenza in aula gli attirò l'antipatia dell'ispettore scolastico, il colonnello Aleksej I. Fictum von Ėkštedt, che controllava decoro e cura della divisa nonché l'aspetto dello studente, una nota dolente per Černyševskij, amante dei capelli lunghi. La volta che fu colto con un bottone della giacca slacciato e senza spada (l'arma era parte integrante della divisa studentesca), dovette restare agli arresti dopo la fine delle lezioni.
Su raccomandazione di Sreznevskij, lavorò per qualche tempo come collaboratore di un ricercatore scientifico membro della Società geografica, il quale stava facendo studi sulla Siberia, e compilò centinaia di vocaboli in lingua slava medievale, un impegno certosino che portò alla pubblicazione nel 1853, a cura dell'Accademia Imperiale delle Scienze, di un dizionario per la Ipat'evskaja letopis' (Cronaca di Ipat'ev), una delle più antiche cronache sulla storia della Russia tra il IX e il XIII secolo.
La sessione degli esami finali del terzo anno coincise con un sempre maggiore impegno politico di Černyševskij e, parallelamente, con un netto ripensamento della sua fede religiosa, di modo che dedicò meno tempo allo studio. Ciò nonostante, a eccezione del greco, ottenne il punteggio massimo — il cinque — in tutti gli esami. Il 10 (22) aprile 1850, con gli esami di filosofia, psicologia e logica, iniziarono le verifiche conclusive sulle singole discipline, e a giugno presentò la sua tesi di laurea in letteratura dal titolo «A proposito de Il brigadiere di Fonvizin», con Nikitenko per relatore.

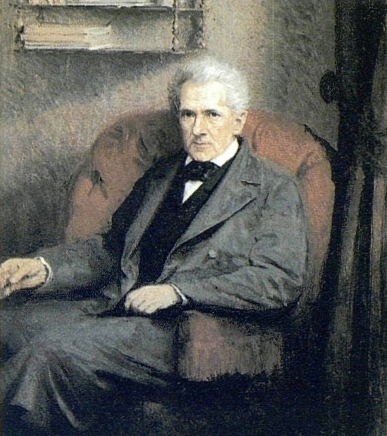
Il professor Aleksandr Nikitenko, in un ritratto di Ivan Kramskoj del 1877

In estate era giunta notizia da Saratov che il professore di lettere del liceo era morto e che il posto, vacante, poteva essere occupato da lui. Černyševskij informò Sreznevskij, e questi gli assicurò che ne avrebbe parlato con il fiduciario del distretto scolastico di Kazan', competente sul territorio di Saratov, perché gli fosse conferito l'incarico. Il piano era di insegnare per uno-due anni, nella terra natia e, nel frattempo, continuare il lavoro al dizionario e preparare la tesi di dottorato, anch'essa concordata con Nikitenko. Sennonché, parlando con Irinarch Ivanovič Vvedenskij (1813-1855), il promotore del circolo che da dicembre lo vedeva saltuariamente ospite, fu incoraggiato a inviare domanda scritta per l'insegnamento della Letteratura russa in una delle due accademie militari della capitale.
Nell'attesa, tornò verso la fine di luglio a Saratov, passando per Mosca dove rivide Aleksandra Klientova e scoprì che da ragazza era stata amica intima della moglie di Herzen. Trascorso un mese, assieme a Aleksandr Pypin, che doveva iniziare gli studi universitari, ripartì per San Pietroburgo. Durante il viaggio fecero sosta a Nižnij Novgorod, e Černyševskij poté riabbracciare Michail Michajlov, il quale lesse in quell'occasione ai due visitatori il suo racconto Adam Adamyč, poi stampato e coronato dal successo, circostanza che avrebbe consentito al suo autore di lasciare la provincia per dedicarsi seriamente all'attività letteraria.
Rientrato a San Pietroburgo l'11 (23) agosto, Nikolaj Gavrilovič venne presto a sapere che gli era stato assegnato il posto di insegnante al liceo di Saratov.

#### Il 1848. Evoluzione del pensiero politico e filosofico
L'incontro con Michail Michajlov aveva avvicinato Černyševskij ai problemi di ordine socio-politico discussi nei circoli degli intellettuali, ma l'evento decisivo che orientò il suo pensiero verso il socialismo fu lo scoppio della rivoluzione di febbraio in Francia, seguita sul Journal des débats, che riportava anche i discorsi infuocati di Louis Blanc. In estate scriveva sul suo diario che aderiva senza riserve all'ideale socialista e che era pieno d'ammirazione per l'Occidente, al cui confronto i russi non contavano nulla, essendo capaci di produrre solamente una spaventosa forza militare e il vuoto assoluto sul piano del pensiero. A quale corrente socialista sentisse di appartenere non è chiaro. Il socialismo era per lui all'epoca un sentimento generico di fratellanza universale, un ideale che garantiva con forme eque di governo la scomparsa della miseria, e che andava oltre le libertà politiche, di per sé «capaci di eliminare le leggi che parlano d'ineguaglianza, ma non di toccare quell'ordine sociale nel quale nove decimi del popolo è costituito da schiavi e proletari». La lettura di Blanc indubbiamente lo persuase che il liberalismo e il socialismo fossero concezioni antitetiche tra loro e lo introdusse ai temi economici. L'Histoire de dix ans gli fece capire quanto fosse irrazionale un sistema, quale quello capitalista, che escludeva dal benessere la maggioranza.

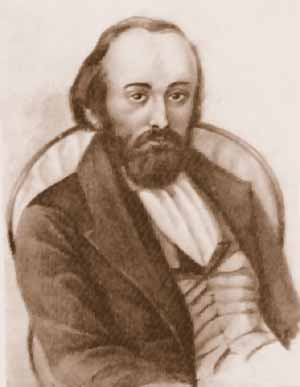
Michail Petraševskij

Tra novembre e dicembre del 1848 Černyševskij entrò in familiarità con Aleksandr Vladimirovič Chanykov (1825-1851), uno studente prima di Orientalistica e poi di Diritto, che, espulso per cattiva condotta, propagandava all'interno del circolo di Michail Petraševskij (1821-1866), le idee di Charles Fourier. Nikolaj si mise a studiare il filosofo francese, che lo conquistò per la sfida alle convenzioni religiose, come moralista e psicologo in riferimento alla sua «teoria delle passioni», ma non come scrittore politico, di cui accolse unicamente il modello associazionista attuato nel falansterio, del resto comune a gran parte della tradizione socialista.
Da Petraševskij, che aveva raccolto nella sua biblioteca varia letteratura proibita, si riunivano ogni venerdì dalle quindici alle trenta persone. Erano funzionari, sia civili che militari, e intellettuali. Fino a tarda ora discutevano dei temi scottanti all'ordine del giorno in Russia, di religione, della piaga del servaggio, della generale insoddisfazione per l'ordine esistente e della necessità di un cambiamento radicale. I contrasti nel circolo non tardarono a sorgere tra chi voleva creare una società segreta e passare all'azione, e chi propendeva per l'immobilismo. Černyševskij restò ai margini di questo gruppo, annientato dagli arresti nella primavera del '49. Petraševskij, Chanykov, Ippolit Matveevič Debu (1823-1890), traduttore di Marx e Engels, Pleščeev, Dostoevskij, furono condannati a morte, graziati sul luogo dell’esecuzione, e quindi inviati ai lavori forzati e all'esilio.

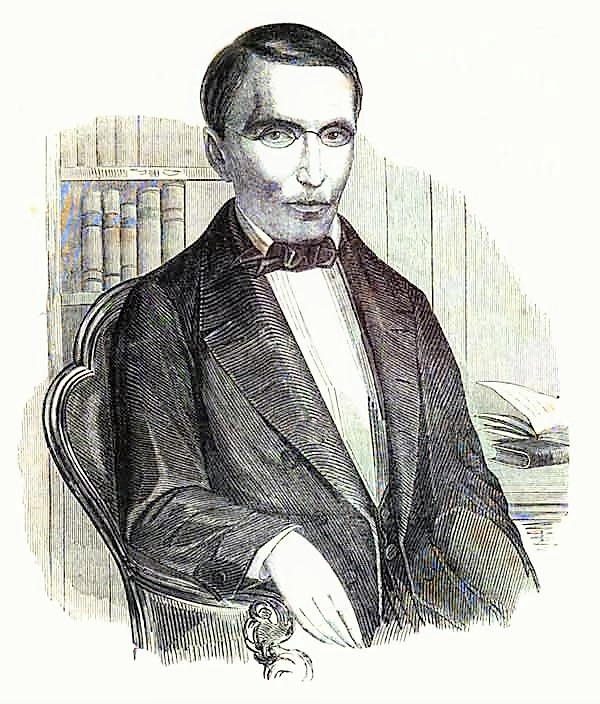
Irinarch Vvedenskij

I mesi che precedettero la laurea furono per Černyševskij gravidi di studio, di speranze deluse, di sofferti e profondi ripensamenti, che fecero di lui un rivoluzionario e gli permisero di acquisire il definitivo abito mentale fondato su una visione materialistica del mondo.
Tutte le speranze legate al movimento rivoluzionario caddero una dopo l'altra sotto i colpi della reazione, e ogni colpo Černyševskij avvertì con dolore. Pianse alla notizia della fucilazione di Robert Blum, s'indignò per l'intervento francese contro la repubblica romana, e per quello russo contro la rivoluzione ungherese, giungendo alla radicale conclusione che il potere dovesse andare «non de jure, ma de facto nelle mani della classe più bassa e più numerosa: contadini, salariati e artigiani».
Il primo approccio di Černyševskij con Hegel era stato mediato dagli autori russi che interpretavano il suo pensiero nello spirito della sinistra hegeliana, e lo aveva mosso a simpatia per il filosofo di Stoccarda. L'approfondimento fatto sul testo originale della Filosofia del diritto lo indusse, tuttavia, a rinnegare la concezione della storia elaborata da Hegel, la quale, intesa come autorealizzazione della ragione, era sempre buona e giusta. Hegel gli apparve «schiavo dell'attuale struttura della società», e incapace di promuovere nella realtà viva delle cose il movimento dialettico da lui stesso teorizzato, il superamento del dualismo, ossia del conflitto, nell'unità superiore della sintesi, rappresentata storicamente dal passo in avanti, che è sviluppo concreto.
Fondamentale fu la lettura de L'essenza del cristianesimo di Feuerbach, consigliata a Černyševskij dal suo amico Chanykov. Da lì cominciò il graduale e irreversibile allontanamento dalla religione che si compì nel settembre del 1850, quando poteva scrivere sul suo diario di essere «con tutta l'anima devoto alla dottrina di Feuerbach». A favorirne la ricezione era stato il contemporaneo studio delle opere di Herzen e, soprattutto, di Belinskij, la cui accentuazione posta sul legame inscindibile tra corpo e spirito toglie all'intelletto la possibilità di esistere separato dal supporto materiale, e lo rende non più altro da esso, ma parte di esso.
L'occasione che consentì a Černyševskij di approfondire questi due autori fu la sua partecipazione, dal dicembre del '49, ai mercoledì letterari di Irinarch Vvedenskij.
Allievo al seminario di Saratov e studente dell'Accademia teologica di Mosca, da cui era stato espulso cinque mesi prima di poterla terminare, Vvedenskij aveva vissuto in strada a San Pietroburgo per un anno e mezzo, fino a quando non era stato ammesso all'Università dove aveva conseguito la laurea. Insegnante di letteratura in entrambe le accademie militari della città e traduttore di Dickens, aveva aperto le porte della sua casa a studenti, scrittori e intellettuali, molti dei quali di nobile origine, anche se non particolarmente benestanti. Černyševskij non si sentiva a suo agio e non lo nascondeva. Incapace di dissimulare la propria indifferenza per le sterili preoccupazioni di quei letterati che, aspirando a far carriera, apparivano superficiali nei loro atteggiamenti e nelle loro analisi, si distingueva per l'appassionata enunciazione delle proprie idee. Un ospite anonimo delle serate lo descrive come «il giovane dalla chioma fulva che con voce lamentosa e stridula difendeva accanitamente le fantasie dei comunisti e dei socialisti». Sebbene in quest'ambiente, ancora orbitante intorno al pensiero ufficiale dell'Impero, non potesse sperare di trovare intelletti affini al suo, ebbe comunque modo di esprimersi, di confrontarsi con un pubblico sui temi che lo interessavano, e di precisare il contenuto delle proprie riflessioni in senso politicamente socialista e filosoficamente materialista.

### Il ritorno a Saratov. Insegnamento e matrimonio

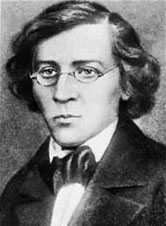
Il giovane Černyševskij

Il professor Sreznevskij, alla vigilia della partenza di Černyševskij per Saratov, gli raccomandò di entrare in relazione con lo storico Kostomarov, ivi confinato per la sua partecipazione alla congiura ucraina di stampo nazionalista, come membro della Confraternita dei santi Cirillo e Metodio. Così fece Nikolaj Gavrilovič e, benché i due fossero divisi dalla religione e dalla fede politica — Kostomarov era credente e liberale —, a unirli c'era la passione per la storia, la letteratura, gli scacchi e le conversazioni colte.
Nelle parole di Kostomarov, il destino lo aveva messo in «rapporti amichevoli e tra i più intimi» con Černyševskij, nonostante le loro opinioni fossero «non solo discordanti, ma anche in costante antagonismo e contesa». Nikolaj Gavrilovič «era una persona estremamente dotata, che possedeva in sommo grado la capacità di affascinare e attrarre con la sua genuina, manifesta dolcezza, con la modestia, la ricchezza del sapere e un eccezionale ingegno».
Le sue lezioni trascinavano i ragazzi nelle discussioni, che scaturivano dall’introduzione di un argomento ricavato dalla lettura dei libri scolastici e perfino da scritti non consentiti dalle autorità. Uno degli studenti e più tardi suo segretario e redattore al Sovremennik, Michail Alekseevič Voroncov (1840-1873), ricorda che Černyševskij leggeva con enfasi e sentimento le opere di Puškin, Žukovskij, Gončarov, Gogol' e Lermontov, come se le avesse vissute in prima persona. Le letture erano il pretesto per trattare temi d’attualità: il servaggio, la riforma della scuola, la giustizia. La letteratura veniva quindi a svolgere un concreto ruolo civile, e l'istruzione, più in generale, lungi dall'esaurirsi in un'arida trasmissione di nozioni, doveva comunicare alti e nobili ideali, e preparare i giovani a combattere le dure battaglie della vita.

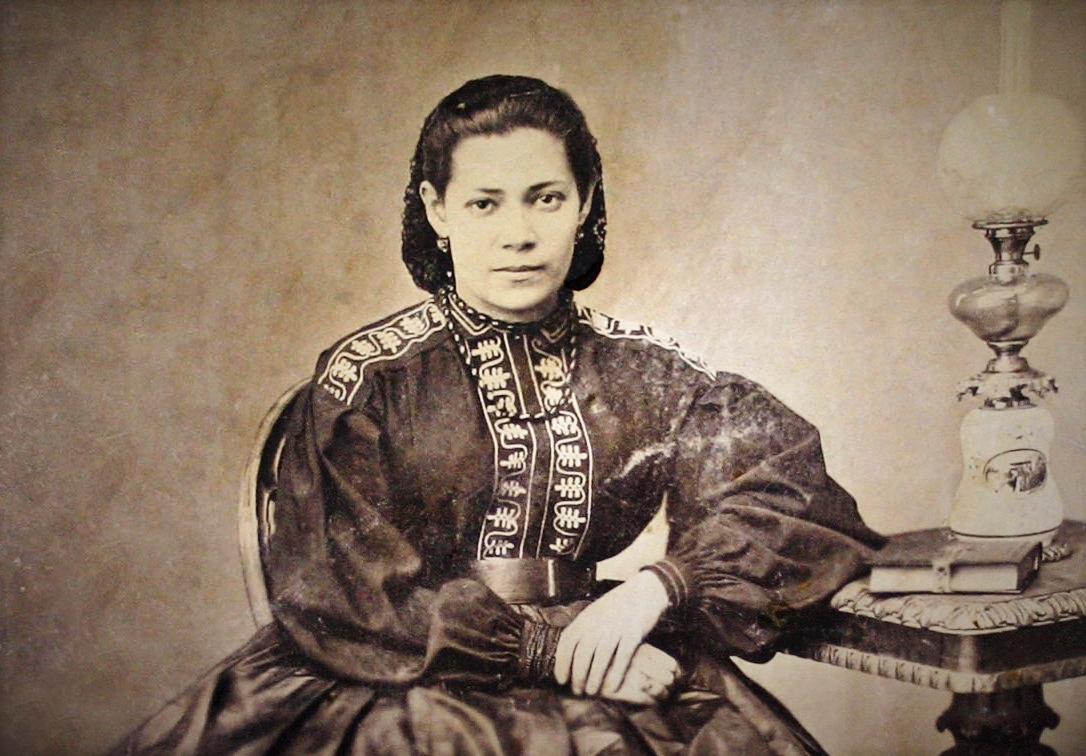
Ol'ga Černyševskaja

Černyševskij invitava gli studenti a casa sua e, in collaborazione con Kostomarov, li avviava a uno studio più ragionato dei problemi discussi, prestandogli i suoi libri. Gli studenti, a loro volta, al termine delle lezioni, accompagnavano l’amato insegnante a casa e lo scambio d’idee poteva continuare all'aria aperta. Una peculiare caratteristica di Černyševskij era che, oltre a occuparsi di letteratura, faceva frequenti intrusioni nelle altre discipline, quali le scienze, la geografia e la storia, integrando il lavoro dei colleghi che era carente, frammentario, distorto dai rigidi paletti eretti dal ministero dell'Istruzione. Emblematico, in tal senso, l'episodio di quando dovette spiegare agli studenti un elemento importante della Rivoluzione francese, ignorato dal professore di storia, e cioè quali partiti erano rappresentati alla Convenzione nazionale del 1793, e, per rendere più immediata la comprensione delle sue parole, disegnò l'aula parlamentare con l'indicazione del settore occupato dai singoli gruppi.
Il preside del liceo, Meyer, non sopportava l'atteggiamento scandalosamente moderno di Černyševskij, il quale non rispettava le forme, trattava gli studenti come suoi pari e si prendeva la libertà di dibattere in classe argomenti vietati. Presto la fama di svolgere propaganda rivoluzionaria tra gli studenti si fece insistente e gli valse le critiche del vescovo di Saratov, la cui casa, data la posizione della sua famiglia, frequentava. La provincia gli stava stretta e il ritorno a San Pietroburgo era cosa certa, ma forse l'incontro con Ol'ga Sokratovna Vasil'eva (1833-1918) accelerò i tempi.
Dopo la tenerezza provata per Aleksandra Klientova e l'infatuazione per Nadežda Lobodovskaja, Nikolaj Gavrilovič durante il primo anno di permanenza a Saratov e per diversi mesi si era infatuato dalla sorella di un suo allievo, ma la sua più autentica e ultima passione d'amore fu quella per Ol'ga.

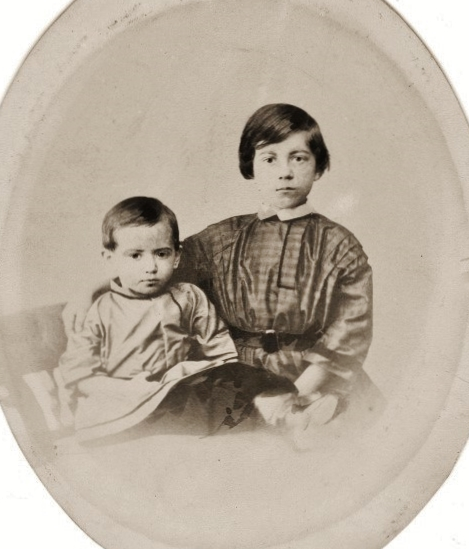
Michail (a sinistra) e Aleksandr, i figli di Černyševskij, in una fotografia del 1862

La conobbe in casa di un lontano parente dei Pypin il 26 gennaio (7 febbraio) 1853, e se ne innamorò all'istante. Ne aveva già sentito parlare da un amico come della ragazza che a una festa aveva alzato il calice e brindato alla democrazia, e questo fatto, unito all'avvenenza della fanciulla, fu decisivo. Pur di starle vicino spesso, entrò in una comitiva di giovani che «organizzavano feste e serate danzanti», e meno di un mese dopo averla vista, il 19 febbraio (3 marzo), a un ballo, le fece la sua proposta di matrimonio. A spingerlo verso di lei fu anche la considerazione che la ragazza non stava bene in famiglia, avendo contrasti con la madre e il fratello maggiore, malgrado fosse la beniamina del padre, un medico stravagante e dalla vita disordinata. In una pagina del suo diario Černyševskij scrive: «Una qualche sventura, un qualche dolore, mi muove a sentire più interesse per una persona, aumenta il mio affetto per lei. Se una persona è felice, io sono felice con lei. Ma se soffre, io condivido per intero il suo dolore, come ho condiviso la sua gioia, e la amo molto di più». Le spiegò, mentre si dichiarava, che genere d'uomo fosse, come la passione politica prodottasi in lui dall'impossibilità di accettare l'ordine costituito delle cose lo esponesse al rischio dei lavori forzati e della forca. Né poteva abbandonare questi pensieri, poiché era la sua natura a parlare così. Dubbioso della forza riposta nel suo animo, per un eccessivo scrupolo di coscienza, si diceva di «carattere timoroso», ma se l'incendio rivoluzionario fosse scoppiato, lui non poteva che prendervi parte.
Poco dopo le regalò il David Copperfield tradotto da Vvedenskij, e un libro di poesie di Kol'cov, con la seguente dedica: «Il libro dell'amore, candido come il mio amore, illimitato come il mio amore; il libro, in cui l'amore è fonte di forza e di operosità come il mio amore per lei, sia il simbolo del mio amore». Il matrimonio fu fissato per il 29 aprile (11 maggio) e dovette superare l'opposizione dei genitori di Černyševskij, contrari alle nozze a causa della poco invidiabile reputazione della ragazza, soprannominata l'ussaro in gonnella per la sua attitudine a prediligere la compagnia maschile a quella femminile e criticata per i suoi modi di fare civettuoli. La fermezza di Nikolaj vinse prima le resistenze del padre e poi quella della madre che, colpita da una malattia dal rapido decorso fatale, morì il 19 aprile (1º maggio). Tuttavia, il grave lutto non portò Černyševskij a posticipare le nozze, celebrate per il giorno stabilito. Poco dopo la coppia partiva alla volta di San Pietroburgo.
Dall'unione con Ol'ga, nacquero a Černyševskij due figli: Aleksandr (1854-1915) e Michail (1858-1924). Aleksandr, che si laureò in fisica e matematica all'università di San Pietroburgo nel 1876, era molto dotato, ma in quanto figlio di un criminale di Stato, non poté in patria vedere riconosciuto il proprio talento scientifico. Soffriva di un disturbo mentale che atteneva alla sfera comportamentale, con particolare riferimento ai rapporti interpersonali, e fu autore di una non irrilevante produzione letteraria. Morì a Roma senza lasciare eredi e fu sepolto nel cimitero acattolico del Testaccio (la sua tomba non si è conservata). Il secondo, Michail, si dedicò alla fotografia, partecipò a delle mostre, fu il primo direttore del museo di Saratov intitolato a suo padre ed ebbe quattro figli. Un terzo figlio, Viktor (1857-1860), gli morì infante di scarlattina.

### La tesi di laurea
I primi tempi a San Pietroburgo furono sotto il profilo economico piuttosto duri per Černyševskij. La pubblicazione del dizionario di lingua slava antica per la «Cronaca di Ipat'ev» non gli procurò alcun provento e servì solo ad accrescere la sua fama negli ambienti universitari. In proposito scrisse al padre: «Sarà la più noiosa, la più illeggibile e, insieme, quasi la più complessa tra tutte le produzioni letterarie colte che abbiano visto la luce in Russia». Visse di lavoretti letterari, come la revisione dei testi di storia della grammatica russa e slavo ecclesiastico, e insegnò alla scuola del secondo corpo dei cadetti. Vvedenskij, infatti, in partenza per l'estero, gli aveva affidato la maggior parte delle lezioni che teneva in Teoria della poesia, Letteratura russa e Storia universale. Da questo incarico, ricevette un sostegno economico più stabile, sebbene la gran parte dei cento rubli percepiti fosse spesa per vitto e alloggio. A luglio, gli sforzi di avviare una collaborazione permanente con le riviste diedero i primi frutti, e suoi scritti apparvero su Otečestvennye Zapiski, dell'editore Andrej Kraevskij (1810-1889), e in agosto si trasferì, assieme al cugino, nell'appartamento lasciato da Vvedenskij.

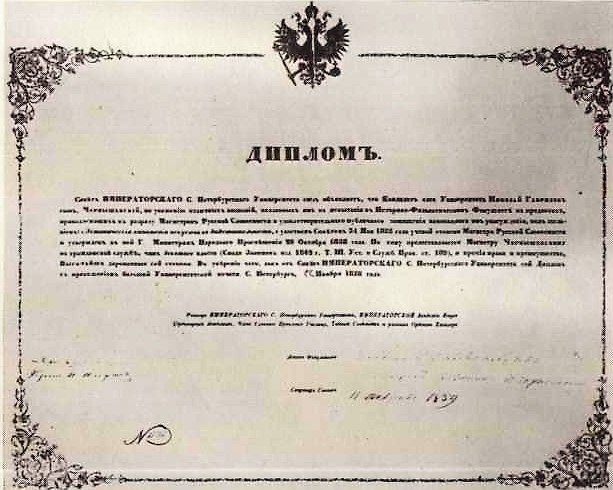
Diploma di laurea in Scienze storiche e filologiche, rilasciato a Černyševskij il 29 ottobre (10 novembre) 1858

In tutto questo fervore di attività letteraria, s'inseriva il lavoro specialistico per il conseguimento, presso la facoltà di Filosofia, della laurea in Scienze storiche e filologiche, che era stato concordato con il professor Nikitenko e aveva per titolo Ėstetičeskie otnošenija iskusstva k dejstvitel'nosti (I rapporti estetici tra arte e realtà). La critica letteraria era, durante il regno di Nicola I, l'unico campo in cui era consentito dire qualcosa e palesare, pur tra infingimenti linguistici, le proprie convinzioni. La tesi rappresentò dunque l'esordio di Černyševskij nell'arena politica, fu il luogo dove, per la prima volta, proclamò la sua professione di fede materialistica e annunciò il crollo dell'idealismo tedesco.
La prima parte della dissertazione era stata consegnata a Nikitenko già nel mese di settembre del 1853, e la seconda lo fu poco dopo. La lettura completa dell'opera fornì chiaramente a Nikitenko la cifra per la corretta interpretazione dello scritto e cioè che mirava a rovesciare la tradizionale visione dell'arte, ponendosi pericolosamente contro la posizione ufficiale. Per quasi un anno, Nikitenko fece mancare la sua approvazione e accampò varie scuse per giustificare il ritardo. Procurò, inoltre, che le materie da dare prima di presentare la tesi fossero dilazionate nel tempo, così che Nikolaj fu messo in condizione di fare il colloquio sull'ultimo esame solo nella primavera del 1854, ma anche allora il saggio di estetica continuò a giacere nell'ufficio del professore.
L'evento che consentì di superare la lunga fase di stallo fu la morte, nel bel mezzo della disastrosa guerra di Crimea, il 18 febbraio (2 marzo) 1855, di Nicola I. Finalmente, nel nuovo clima di maggiore distensione venutosi a creare all'ascesa del nuovo zar, Alessandro II, Nikitenko diede il suo assenso alla tesi di Černyševskij, che provvide all'immediata stampa del manoscritto. Ottenuta l'approvazione anche del Consiglio dell'università, la discussione sulla dissertazione fu concordata per il 10 (22) maggio. Una settimana prima, il direttore dell'Istituto pedagogico, molti dei cui allievi erano ex studenti di Černyševskij provenienti dal ginnasio di Saratov, ebbe modo di leggere una copia dell'elaborato e si affrettò a informare il ministro dell'Istruzione Norov (1795-1869) che, non avendo tempo a disposizione per agire, si limitò a rimproverare il rettore dell'Università Pletnev.
Il 10 (22) maggio, un'ora dopo mezzogiorno, alla presenza del furente Pletnev, di fronte a un pubblico che comprendeva Ol'ga, Pypin, Tersinskij, Vvedenskij, Raev, Nikolaj Černyševskij difese il suo saggio in non più di mezz'ora. Quando concluse, Pletnev non lo gratificò delle congratulazioni di prammatica e la tesi, il cui senso profondo è reso dalla frase «la bellezza sublime è racchiusa soltanto nella vita», fu confinata negli archivi. Ciò che il ministero dell'Istruzione riuscì a fare per punire l'arditezza di Černyševskij, fu di accordargli il titolo di magister solo nell'ottobre del 1858, quando Norov fu sostituito da Kovalevskij (1790-1867).

### IlSovremennik

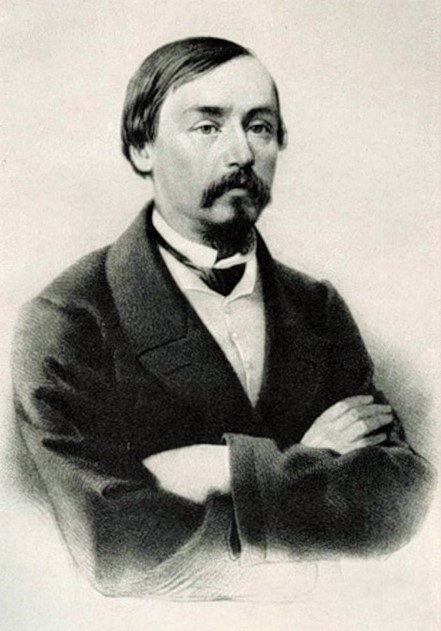
Nikolaj Nekrasov

Nel periodo in cui Černyševskij cercava di lavorare per le riviste più importanti, contattò anche il Sovremennik. Era l'autunno del 1853, quando ne incontrò il direttore, Nikolaj Nekrasov, nel suo appartamento che fungeva da redazione del giornale e che ospitava pure il condirettore Ivan Panaev. Si era recato lì per consegnare i suoi primi due articoli, l'uno, un'analisi dei romanzi e racconti di Michail Avdeev (1821-1876), e l'altro una recensione de Tri pory žizni (Le tre età della vita), novella della scrittrice Evgenija Tur (1815-1892), nella speranza, non delusa, che fossero accettati.
Presto le audaci opinioni espresse, anticonformiste e che non guardavano in faccia nessuno, produssero la vivace reazione dei conservatori, cui Černyševskij rispose con un pezzo, Sulla sincerità della critica, nel quale sosteneva che spesso i critici non avevano il coraggio di pronunciarsi contro un'opera artisticamente debole, se a scriverla era stata la penna di uno scrittore di fama.
Tra il 1853 e il 1854, Černyševskij fu molto occupato. Ogni mese doveva scrivere almeno centoventi pagine per entrambi i giornali, il Sovremennik e le Otečestvennye Zapiski, e procedeva così: nelle prime due settimane raccoglieva il materiale, e nelle ultime due confezionava gli articoli. L'anno successivo, Kraevskij lo costrinse a scegliere per quale rivista lavorare e lui, in aprile, optò per il Sovremennik, nonostante allora non avesse un contorno ideologico preciso, eccettuata una tendenza filo-occidentalista.
In quel frangente, critico letterario della rivista era Aleksandr Družinin e il suo atteggiamento nei confronti di Černyševskij fu subito negativo, tanto da spingerlo prima a collaborare con altre riviste, cosa che comportò l'intervento risanatore di Nekrasov nell'agosto del '55, e poi ad allontanarsi definitivamente dal Sovremennik, non senza lanciare strali contro Nikolaj Gavrilovič, i cui articoli — così si esprime in una lettera a Ivan Turgenev — «emanano un odore di cadavere disseppellito». Il disagio, misto a livore, manifestato da Družinin a lavorare con Černyševskij, al quale non potevano essere perdonate le irriverenti teorie estetiche, era condiviso, sebbene con sfumature diverse, da Tolstoj, Ostrovskij, Grigorovič e Turgenev, i quattro grandi scrittori che avevano accettato di dare in esclusiva i propri scritti a Nekrasov, in cambio di una buona partecipazione agli utili. Uno alla volta, entro il 1860, tutti lasciarono il Sovremennik, senza tuttavia essere rimpianti da Nekrasov che, grazie alla linea radicale impressa da Černyševskij al giornale, lo aveva visto crescere fino a doppiare il numero degli abbonati del suo principale concorrente, il Russkoe slovo (La parola russa). Turgenev, l'unico ad aver tentato una qualche coesistenza con la giovane generazione e che si era sentito in dovere di rispondere alle calunnie di Družinin scrivendogli che se Černyševskij «capisce male la poesia», era comunque «utile», giacché comprendeva «le esigenze della reale vita contemporanea», fu l'ultimo a defilarsi dalla rivista fondata da Puškin. Su ciò Černyševskij scrisse semplicemente: «Ci è parso che l'ultimo racconto di Turgenev non fosse in linea con la nostra visione delle cose, come anche prima, quando la sua tendenza non ci era così chiara e la nostra posizione non lo era a lui. E ci siamo separati».
Il primo a lasciare il Sovremennik era stato nel 1857 Tolstoj, autore di un feroce attacco personale, intriso di un certo disprezzo aristocratico. Scrisse infatti: «È un vero fastidio avere intorno quest'uomo che puzza di cimici. Non è possibile sopportare la sua vocetta sottile e sgradevole che dice tutte quelle sciocchezze che secondo lui sarebbero arguzie; e ciò che lo induce a balbettare accaloratamente nelle conversazioni è il fatto che egli non sa parlare». Eppure Černyševskij si era espresso in termini abbastanza lusinghieri su di lui, e gli aveva riconosciuto una «profonda comprensione dei moti segreti della vita psichica e l'immediata purezza del sentimento morale», che se parevano dare allora «una peculiare fisionomia» alla sua opera, col tempo avrebbero finito col rappresentarne il tratto distintivo.

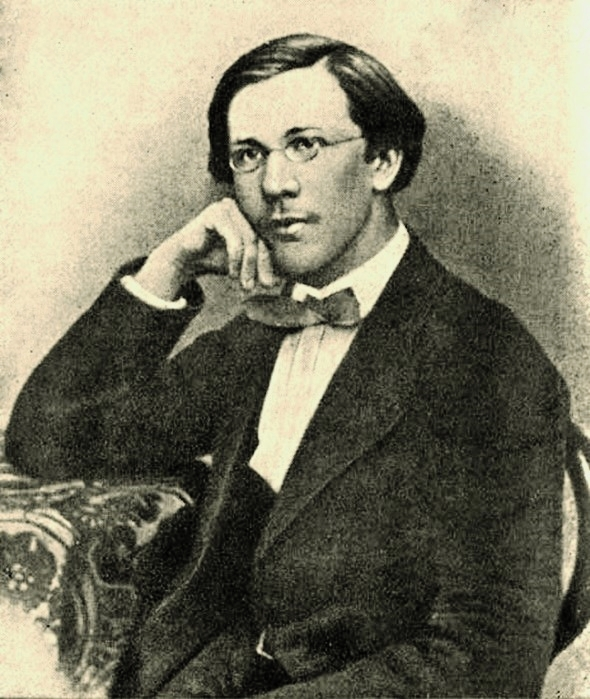
Nikolaj Dobroljubov nel 1857

Verso la metà del 1856 Černyševskij era un collaboratore stabile del Sovremennik, ma niente di più. Nello stesso periodo, Nikolaj Turčaninov, uno dei suoi ex studenti di Saratov che, come molti altri, era a San Pietroburgo per frequentare l'Istituto pedagogico, gli aveva mostrato un articolo dal titolo Sobesednike ljubitelej rossijskogo slova (L'interlocutore degli amanti della parola russa), opera di un amico, per capire se fosse adatto a essere edito dalla rivista. L'articolo fu accolto e Černyševskij volle conoscerne l'autore, Nikolaj Dobroljubov, scoprendo che si trattava di uno dei giovani di cui gli aveva parlato, poco tempo addietro il professor Sreznevskij, uno di quelli che, trovati con un numero del Kolokol di Herzen, avevano rischiato di incorrere nella repressione del rigido direttore dell'Istituto pedagogico, Davydov, ma erano stati salvati dall'intercessione di diversi insegnanti universitari. Soprattutto Sreznevskij aveva elogiato il grande e precoce talento di Dobroljubov, come Nikolaj Gavrilovič, figlio di un prete ortodosso ed ex seminarista.
Tra questo giovane e Černyševskij, benché ci fossero otto anni di differenza, l'intesa spirituale fu totale e l'amicizia profonda. Dobroljubov era un giovane dal pensiero estremamente maturo per la sua età, possedeva variegata e vasta cultura, ampiezza di vedute, integrità morale e coerenza intellettuale, soffriva di una perenne insoddisfazione di sé. Sapendo che molto probabilmente non avrebbe vissuto a lungo per via della tisi, produceva una grande massa di lavoro e ampliava con incredibile celerità il volume del suo sapere. Se Černyševskij creò l'orizzonte politico entro il quale la giovane generazione doveva muoversi, Dobroljubov fu colui che infiammò questo spazio col suo entusiasmo, l'estro, l'ironia. Scrittore efficace e potente, seppe comunicare le idee di Černyševskij con una passione estranea al suo stile e, così facendo, penetrare con più energia negli animi della gioventù e farle sentire l'invincibile bisogno di tradurre in azione le idee proclamate.
Nel dicembre del 1856 Nekrasov era partito per un lungo viaggio terapeutico all'estero, e aveva lasciato la direzione del Sovremennik a Černyševskij che, poco dopo la conclusione degli studi di Dobroljubov, potendo contare sul suo permanente contributo, gli affidò la critica letteraria e riservò per sé argomenti di filosofia, storia, economia e politica (estera). Con il rafforzarsi della sua posizione nella rivista, dovuto al sostegno di Nekrasov, Černyševskij diede più spazio a Michajlov, il quale ebbe modo di pubblicare poesie e traduzioni, specie di Heinrich Heine, e poté permettersi di paragonare, scrivendo a Turgenev, i letterati amanti dell'arte per l'arte a «banderuole che volgono da una parte e dall'altra come capita». Durante la sua assenza, Nekrasov si tenne in contatto epistolare con Černyševskij, il quale da parte sua ne esaltava l'opera poetica per l'alto contenuto civile, e al suo ritorno fece di Nikolaj Gavrilovič e di Dobroljubov i suoi più stretti coadiutori. Intanto il Sovremennik, sotto l'effettiva direzione di Černyševskij, favorito in ciò dalla morte di Nicola I e dalla conseguente pallida apertura all'opinione pubblica del suo erede, lo zar Alessandro II, si stava trasformando in una rivista precipuamente socio-politica, da letteraria che era sempre stata.

### La lotta per l'abolizione della servitù
Il rescritto al governatore di Vilnius, Kovno, e di Grodno, generale Nazimov (1802-1874), del 20 novembre (2 dicembre) 1857, fu il primo passo concreto sulla via dell'emancipazione dei servi fatto da Alessandro II. In esso lo zar invitava la nobiltà di tali province a riunirsi in comitati locali per discutere secondo quali modalità dovesse essere concessa la liberazione ai lavoratori della terra. Si apriva così un dibattito che avrebbe sensibilizzato l'intelligencija del paese e messo Černyševskij e il Sovremennik in prima linea nella difesa degli interessi dei contadini.
Nel primo articolo che Nikolaj Gavrilovič scrisse dopo la pubblicazione del documento, edito nel febbraio del 1858, si salutava l'iniziativa imperiale con un entusiasmo perfino maggiore a quello manifestato da Herzen in analoga occasione, e si paragonava Alessandro II a Pietro il Grande, le cui riforme avevano avuto, se non altro, il merito di far uscire la Russia dal suo stato di secolare arretratezza. In questa fase sperava che l'intelligencija abbandonasse le vecchie controversie tra occidentalisti e slavofili e unisse tutte le sue forze per indurre il governo a realizzare una riforma, a un tempo in grado di non penalizzare i contadini e di promuovere la crescita economica delle campagne. Ma era un pio desiderio non solo ipotizzare l'unità della classe colta, quanto l'auspicio che le autorità si lasciassero condizionare dagli umori della società civile.
I primi entusiasmi evaporarono quando, a gennaio del 1858, apparve subito chiaro che il vero problema erano i termini in cui, verosimilmente, sarebbe stata attuata la riforma. La liberazione non avrebbe comportato il possesso della terra, che i contadini avrebbero lavorato come fittavoli o braccianti, e anche l'abitazione sarebbe stata da loro acquisita solo mediante riscatto. Inoltre, sempre riuniti nella comune agricola, avrebbero continuato a essere sottoposti alla polizia privata dell'antico padrone. Con la censura che lasciava poco spazio alla discussione e che solo saltuariamente si allentava, Černyševskij iniziò la sua battaglia in difesa dell'obščina non tanto per garantirne la sopravvivenza nella sua forma attuale, quanto per spiegare i modi attraverso cui sarebbe stato possibile trasformarla in un moderno sistema cooperativistico, capace di sfruttare le «conquiste tecniche» del capitalismo senza replicarne le brutture: la concorrenza spietata e la diffusa miseria. Abolita la servitù, accanto a «isole piccole e grandi» di terre in mano ai privati, ci sarebbero state porzioni ancora maggiori di terre statali e collettive, che dovevano «soddisfare il diritto incancellabile d'ogni cittadino» ad avere un proprio campicello da cui trarre i mezzi di sussistenza. La proprietà collettiva avrebbe protetto i contadini dalla fame e assicurato il diritto al lavoro. Naturalmente la sua speranza era che la Russia avrebbe fatto tesoro dell'esperienza occidentale per saltare «tutte le fasi intermedie» dello sviluppo capitalista, o almeno alleggerirne la drammatica portata, e passare alle forme economiche di tipo socialista.

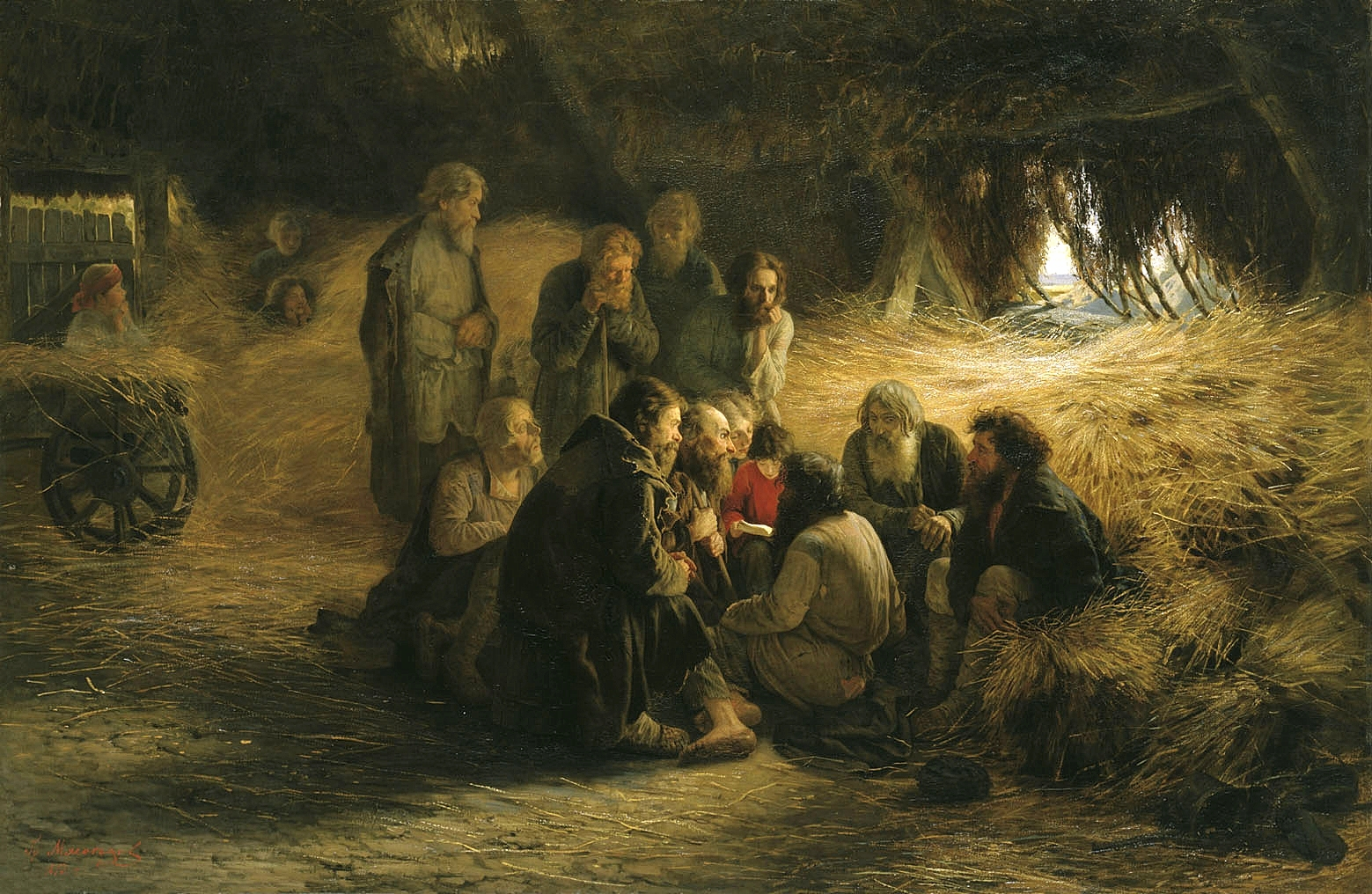
«Čtenie Položenija 19 fevralja 1861 goda» (Lettura del Manifesto del 19 febbraio 1861), opera di Grigorij Mjasoedov conservata alla Galleria statale Tret'jakov di Mosca

Giudicando che l'emancipazione accordata senza la terra avrebbe comportato la proletarizzazione di masse enormi di contadini, con il conseguente grave rischio di sommosse, Černyševskij ritenne opportuno far fronte comune con i liberali. Nell'aprile del 1858 si dichiarò favorevole alla cessione delle terre ai contadini dietro indennizzo, nonostante il suo vero pensiero fosse che non dovesse esserci alcun riscatto, e pubblicò sul Sovremennik un prospetto di riforma scritto dal precettore dello zarevič Nikolaj Aleksandrovič, lo storico, scrittore e giurista liberale Kavelin (1818-1885), di cui apprezzava l'accento posto sul passaggio ai contadini della terra che avevano sino ad allora coltivata, e il principio che il governo dovesse aiutare gli ex servi a pagare il riscatto. Lo zar reagì alla provocazione licenziando Kavelin in tronco, e proibendo a tutti gli organi di stampa di accennare alla questione del rimborso.
L'azione congiunta dei liberali e dei radicali riuscì nell'intento di spingere il governo a liberare i contadini accordando loro la terra che avrebbero coltivato, e non solo la casa, ma Černyševskij si avvide presto che quella ottenuta era forse una vittoria illusoria. Restava infatti da capire secondo quali criteri sarebbero stati decisi sia la ripartizione dei terreni da concedere, vista la diffusa volontà di ridurre le dimensioni delle parcelle di terra nelle aree fertili, che il prezzo del riscatto, e la sua battaglia, nel 1858-1859, si focalizzò su questi temi di natura economica, mentre la costola liberale del fronte emancipazionalista si ritenne soddisfatta del risultato politico e giuridico raggiunto con la liberazione.
Nel 1859 la riforma era nei suoi caratteri generali compiuta e non andava affatto a beneficio dei contadini, costretti a comprare le terre, il cui prezzo era esoso e gravava unicamente sulle loro spalle, secondo un principio iniquo fortemente avversato da Černyševskij che aveva prospettato la partecipazione di tutte le classi sociali e dello Stato alle spese del riscatto. Costretti a pagare anche se non avevano soldi, i contadini restavano nell'orbita del padrone dal quale continuavano a dipendere, e a queste condizioni si poteva ben considerare vana, se non nociva, la liberazione. Oltre a ciò appariva sempre più evidente che l'autocrazia usciva rinsaldata dalla complessa riforma, senza aver cambiato nella sostanza gli equilibri sociali, economici e politici della Russia.
L'editto di emancipazione fu firmato da Alessandro II il 19 febbraio (3 marzo) 1861 e reso ufficiale il 5 (17) marzo. Furono giuridicamente affrancati pressappoco quarantatré milioni di contadini, di cui appena più della metà di proprietà di circa trentamila famiglie nobili, due milioni che prestavano servizio nelle terre dei Romanov, e diciannove milioni appartenenti allo Stato. La terra fu accordata a condizioni troppo gravose in termini economici, e in quantità notevolmente ridotta sia rispetto a quella che era stata lavorata dai contadini per conto del padrone, che rispetto a quella coltivata in proprio. In realtà, all'incirca metà della terra rimase ai proprietari. Le disposizioni che dovevano regolare la spartizione e altre questioni inerenti alla complessa questione dei rapporti feudali, confuse e inconcludenti, divennero oggetto di contenzioso da risolversi nei due anni successivi. Nel frattempo, i contadini avrebbero continuato a fornire prestazioni di lavoro gratuito. Quando poi avrebbero cominciato a riscattare i terreni, lo avrebbero fatto ratealmente e allo Stato — che si era assunto l'onere di risarcire subito i proprietari tramite buoni del tesoro —, in un periodo di quarantanove anni. Complessivamente, con gli interessi che presero ad accumularsi, i contadini finirono col pagare le terre la metà in più del loro reale valore di mercato.

### L'attività politica e la prima «Zemlja i Volja»
Anche le maglie della censura, man mano che la riforma veniva precisandosi, tornarono a stringersi. Nikolaj Gavrilovič dovette di nuovo parlare di letteratura, e quando riprese a scrivere di politica, poté farlo solo trattando di altri paesi, quali la Francia, l'Italia e l'Inghilterra, nonostante un occhio acuto riuscisse facilmente a cogliere i riferimenti al suo paese. Nello stesso periodo, tra il 1858 e il 1859, con il venir meno delle attese in merito al progetto di abolizione del servaggio, Černyševskij prese le distanze dai liberali e cominciò con il dire quel che pensava ai letterati che collaboravano al Sovremennik. In una recensione al racconto Asja di Turgenev, dichiarava che il difetto tipico dell'intelligencija russa non erano tanto le idee sbagliate, quanto la «mancanza d'ogni idea», non i sentimenti malvagi, bensì la «debolezza d'ogni senso intellettuale e morale..., d'ogni interesse sociale». Ne seguì una spiacevole polemica con Turgenev che accusava Černyševskij e Dobroljubov, sempre più ideologicamente vicini, «di voler cancellare dalla faccia della terra la poesia».

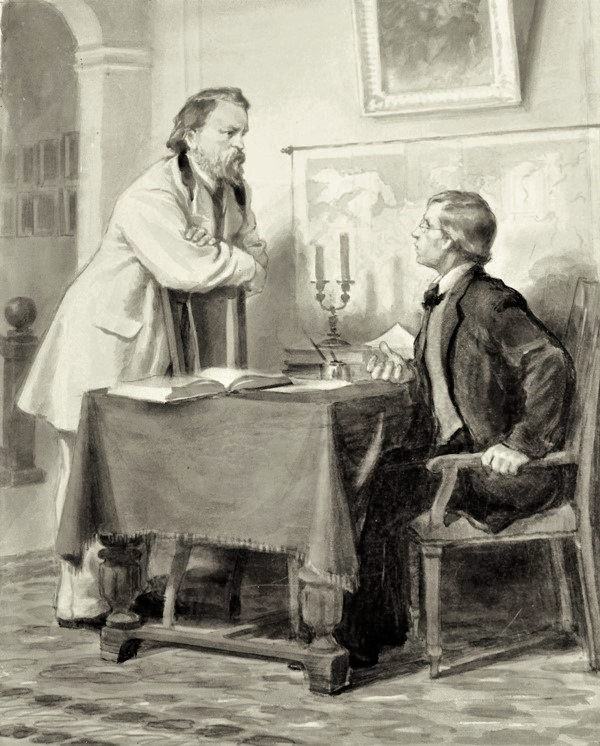
«Černyševskij a Londra da Herzen», acquerello su carta di Jurij Kazmičev (1907-1980). L'opera è conservata al Museo statale di storia locale di Astrachan'

Se questo fu uno dei primi colpi sferrati da Černyševskij all'indirizzo dei liberali, colpevoli di acquiescenza nei confronti della politica riformatrice di Alessandro II, uno dei più devastanti, per lo scandalo che ne seguì, fu lanciato nel marzo del 1859, nella nuova rubrica da lui curata sul Sovremennik, «Politica», allorché derise quei liberali occidentali che accoglievano a Londra, come martiri della libertà, Poerio, Settembrini e gli altri partecipanti alla rivoluzione del 1848 dopo anni di penosa detenzione. Il re di Napoli, Ferdinando II di Borbone — spiegava Černyševskij con ironia paradossale — aveva incarnato perfettamente il suo ruolo di monarca assoluto e agito come doveva nei loro riguardi. Li aveva lusingati per averli dalla propria parte, e quando il pericolo era passato, li aveva giustamente puniti e incarcerati. Erano stati poco logici, semmai, questi patrioti a fidarsi ingenuamente delle promesse liberali di un tiranno. La loro onestà non bastava a compensare la «mancanza di una visione politica chiara», che li aveva dissuasi dall'intraprendere una lotta aperta contro il potere e ne aveva fatto degli acconci strumenti nelle sue mani. Si può cogliere in questo scritto il rammarico dello stesso Černyševskij, anche lui pochi anni prima reo di aver accordato credito all'imperatore autocrate.
I feroci e ripetuti attacchi ai liberali da parte del Sovremennik apparvero insostenibili a Herzen, che rispose il 1º giugno con un velenoso articolo sul Kolokol intitolato «Very dangerous!!!». Herzen accusava la rivista di Nekrasov di fare il gioco dei reazionari e si spingeva fino a ipotizzare che presto i suoi redattori sarebbero stati stipendiati dalla polizia politica. L'allusione malevola fece indignare Dobroljubov, che pretendeva un duello riparatore, e la moltitudine dei circoli radicali gravitanti attorno al Sovremennik. Herzen sembrava essersi schierato con i liberali e contro l'unico centro di reale opposizione al regime, e Černyševskij, non potendo rispondere adeguatamente a causa della censura, ritenne necessario un incontro privato. I denari per il viaggio furono resi disponibili dal Sovremennik a fine giugno, e Černyševskij poté allora partire per Londra. Vide Herzen a quanto pare non più di due volte e ne ebbe un'impressione negativa. Parlando di lui disse che «intelligente, era intelligente... ma anche retrogrado. Crede tuttora di fare il brillante nei salotti di Mosca... e invece il tempo passa con spaventosa rapidità: un mese di oggi vale dieci anni di prima. E lui resta sempre un signore seduto nei salotti di Mosca». La permanenza londinese di Černyševskij fu breve: ripartì dopo soli quattro giorni, non ritenendo di aver altro da dire a un uomo che era ormai prigioniero di illusioni liberali. Certo, il viaggio non era stato inutile e Herzen, già nel numero successivo del Kolokol, ammise di aver espresso opinioni sbagliate sul conto dei «fratelli» del Sovremennik.

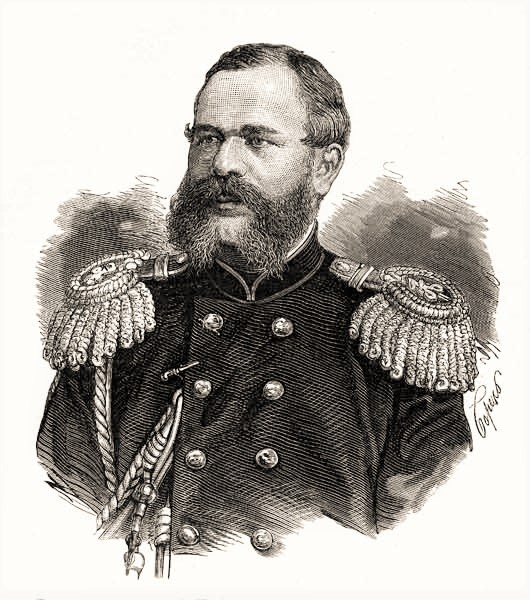
Nikolaj Obručev nel 1877

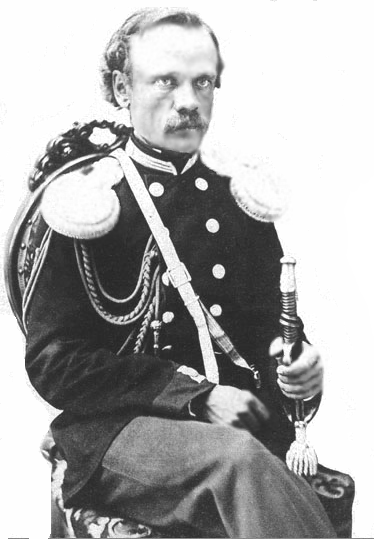
Sigizmund Serakovskij nel 1860

Nei settori radicali dell'intelligencija il proclama di emancipazione dei servi aveva aperto, invece che chiudere, la questione agraria. Nell'ultimo periodo che gli restava da vivere libero, Černyševskij s'adoperò moltissimo per la causa come scrittore e «guida morale» di quegli «uomini nuovi» che con le sue idee aveva formato e chiamato all'azione. Se è abbastanza sicuro in ogni caso che ebbe un ruolo di rilievo nell'organizzazione clandestina del nascente movimento rivoluzionario, l'abilità da lui mostrata nel celare le tracce del proprio coinvolgimento hanno reso impossibile agli storici quantificarne l'entità, con l'esclusione della sua ovvia influenza morale. Certo è che tutti coloro di cui conosciamo i nomi e che presero parte alla cospirazione del 1861-1863 erano legati a Černyševskij e orbitavano attorno al Sovremennik.
Nel gennaio del 1858 Nikolaj Gavrilovič era divenuto condirettore, insieme a Nikolaj Obručev (1829-1901) del Voennyj sbornik (la Rassegna militare), una rivista sponsorizzata dal ministero della Guerra nella persona del suo programmatore e futuro ministro, conte Dmitrij Miljutin (1816-1912). La scelta di affiancare Černyševskij, la cui erudizione era nota e apprezzata, a Obručev, all'epoca un giovane capitano di Stato Maggiore e insegnante nella stessa Accademia militare, fu presa dal liberale Miljutin per allargare gli angusti orizzonti culturali degli ufficiali, reduci dalla fallimentare avventura in Crimea anche a causa della loro mancanza di comprensione della realtà. La collaborazione di Černyševskij non era durata più di un anno, avendo egli rassegnato le dimissioni, ma era servita a far penetrare le nuove idee sociali nell'esercito. Obručev giocò una parte non irrilevante nel processo rivoluzionario di quegli anni e fu l'artefice di un circolo clandestino di ufficiali a San Pietroburgo. Uno dei suoi allievi all'Accademia di Stato maggiore fu Sigizmund Serakovskij (1826-1863), un ufficiale di origine polacca benché ucraino di nascita, che lottò dapprima contro le punizioni corporali nell'esercito e poi per la liberazione della sua patria. Era stato anche esiliato nel battaglione di Orenburg, per aver tentato di passare illegalmente il confine russo-austriaco in Galizia, e qui aveva conosciuto il poeta Ševčenko, del quale divenne amico. Nel 1858 Serakovskij, che nel frattempo aveva studiato all'Accademia militare, aveva organizzato un circolo di ufficiali polacchi dalla mentalità rivoluzionaria e si era avvicinato al Sovremennik. Černyševskij era infatti persuaso che la ribellione polacca, indebolendo l'autocrazia, potesse contribuire al successo del movimento rivoluzionario in Russia e che questo, a sua volta, potesse guadagnare alla causa del socialismo la Polonia. Nella primavera di quell'anno giunse a San Pietroburgo Ševčenko, e quasi certamente fu il suo vecchio amico Serakovskij a presentarlo a Černyševskij. I due ebbero diversi incontri e Ševčenko fu ospite nella dacia dei coniugi Černyševskij a Ljuban', dove colse l'occasione per fare il ritratto a Ol'ga Sokratovna.

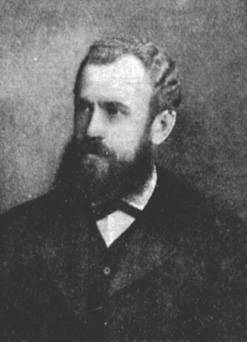
Vladimir Obručev

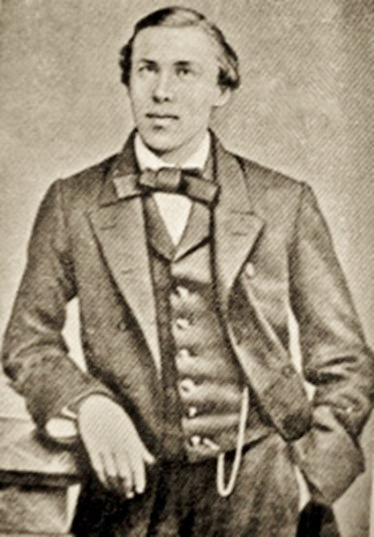
Nikolaj Serno-Solov'evič

Un cugino di Obručev, Vladimir Aleksandrovič (1836-1912), dopo aver interrotto la carriera militare per essere stato assegnato ai modesti Corpi di approvvigionamento invece che allo Stato maggiore, nonostante i brillanti studi all'Accademia, prestò qualche collaborazione al Sovremennik, dove manifestò sincere convinzioni rivoluzionarie e un carattere deciso che gli conquistarono la stima di Černyševskij, il quale lo prese poi a modello per la caratterizzazione del protagonista del racconto Alfer'ev, scritto nella fortezza Pietro e Paolo. Era un abituale frequentatore della casa di Nikolaj Gavrilovič, come lo erano i fratelli Nikolaj e Aleksandr Serno-Solov'evič, organizzatori, soprattutto il primo, ideatore dello slogan «Tutto per il popolo e al popolo», del nascente movimento, nonché un impiegato della Seconda sezione della Cancelleria imperiale, Aleksandr Slepcov (1836-1906), uomo di fiducia di Nikolaj Obručev e trait d'union tra Herzen e Černyševskij.
Nell'autunno del 1861 le basi dell'organizzazione rivoluzionaria che si chiamò poi Zemlja i Volja e che legava gli ambienti radicali facenti capo al Sovremennik al centro dell'emigrazione russa rappresentato dal Kolokol di Herzen, erano state poste. Qualche timida reazione al manifesto di liberazione, che ebbe l'episodio più clamoroso a Bezdna nel governatorato di Kazan', con l'intervento dell'esercito costato la morte a cinquantuno contadini, l'esplosiva questione polacca, il malcontento generale per le riforme, avevano infatti indotto a pensare che la rivoluzione fosse imminente. Proprio in previsione di ciò erano stati stampati alcuni proclami e il Velikoveruss (Il Grande russo), primo tentativo di creare un foglio d'opposizione in patria. Il poeta Michajlov e il suo amico, lo scrittore Nikolaj Šelgunov (1824-1891), anch'egli editorialista del Sovremennik, Nikolaj Obručev, Nikolaj Ogarëv, i fratelli Serno-Solov'evič, lo stesso Černyševskij furono, per quanto se ne sa, tra gli autori dei manifesti rivoluzionari.
Černyševskij sembra abbia scritto, nel marzo del 1861, un proclama rivolto ai contadini dal titolo Barskim krest'janam ot ich dobroželatelej poklon (Il saluto ai nobili contadini da chi gli vuole bene), nel quale con un linguaggio semplice spiega quali sarebbero state per gli ex servi le reali implicazioni dell'editto di liberazione, e tenta di dimostrare la necessità della lotta contro l'assolutismo facendo una comparazione tra la Russia e i paesi occidentali, dove la democrazia consente al popolo di sostituire chi governa se la sua azione non convince. Il manifesto si conclude con l'invito ai contadini di non iniziare la rivolta anzitempo, prima cioè di aver trovato agganci nell'esercito e tra i pubblici ufficiali, e prima di aver raggiunto un alto grado di organizzazione. In realtà, l'autore del proclama porta ad esempio di una società libera la Francia di Napoleone III, e l'accenno a un modello prettamente dittatoriale, per di più in aperto contrasto con quanto scritto in precedenza, ha indotto alcuni studiosi a ritenere che Černyševskij non ne sia il vero estensore.
Questo volantino fu stampato nella sua casa di Mosca da Vsevolod Kostomarov (1837-1867), uno scrittore aiutato da Michail Michajlov nella carriera letteraria ai primi mesi del 1861, dopo che Aleksej Pleščeev lo aveva raccomandato al Sovremennik. Šelgunov, a sua volta, lo aveva presentato a Černyševskij come l'uomo che, disponendo di un torchio a mano, poteva offrire un valido contributo nello sviluppo della stampa clandestina. A lui furono dati da stampare anche due proclami indirizzati ai soldati, scritti da Šelgunov, mentre un terzo, diretto agli studenti, K molodomu pokoleniju (Alla giovane generazione), redatto in collaborazione con Michajlov, fu da questi portato a Londra e fatto uscire dalla tipografia di Herzen in seicento esemplari. Celati nel doppio fondo di un baule, i manifesti giunsero in Russia, ma Michajlov commise l'imprudenza di darne una copia a Kostomarov, il quale, denunciato da suo fratello Nikolaj e arrestato il 25 agosto (6 settembre) 1861, si mise subito a disposizione della polizia.
Per quanto l'attività di Zemlja i Volja si ridusse alla sola stesura e stampa di proclami rivoluzionari, pensati appositamente per le diverse categorie sociali, il che rivela l'adozione di una tattica rivoluzionaria, e sebbene non ebbe il tempo di evolvere in qualcosa di più di un embrione di organizzazione, sappiamo che era composta da cellule di cinque persone e che — pare su suggerimento di Černyševskij — avrebbe dovuto rappresentare le diverse regioni russe, nel rispetto della storia e delle tradizioni di ciascuna. Nikolaj Gavrilovič faceva parte della «cinquina centrale» di San Pietroburgo, assieme a Nikolaj Serno-Solov'evič, Aleksandr Slepcov, Nikolaj Obručev, e da un altro elemento proveniente dallo Stato maggiore, il colonnello Aleksandr Dmitrievič Putjata (1828-1899).

### L'arresto
A partire dalla seconda metà del 1861, la Terza sezione aveva iniziato la sorveglianza sistematica dell'appartamento di Černyševskij, la Casa Esaulov al № 6 della via Bol'šaja Moskovskaja, interno 4, con la compilazione di elenchi relativi ai visitatori, e inviò a tutti i governatorati l'ordine di non rilasciare il passaporto al sospetto, onde scongiurare l'ipotesi di una fuga all'estero. Fino al momento dell'arresto di Černyševskij, furono consegnate alla Terza sezione ben 113 informative, cui devono essere aggiunti i rapporti forniti alla polizia, che lo pagava, da un servitore impiegato nella casa.
Il 14 (26) settembre, su indicazione di Kostomarov, fu arrestato Michail Michajlov, e il 4 (16) ottobre era imprigionato Vladimir Obručev, segnalato invece alla gendarmeria dal suo vetturino. Nel mezzo, dopo che il governo aveva emanato il divieto di riunione e ridotto il numero delle borse di studio da destinare agli universitari poveri, gli studenti entrarono in agitazione e il 24 settembre (6 ottobre) organizzarono una dimostrazione cui aderirono circa novecento persone, dispersa dalla polizia che fermò i presunti leader. Il giorno successivo, le spie segnalavano che alcuni studenti si erano recati da Černyševskij per ragguagliarlo sulla dimostrazione. Uno dei documenti che aveva eccitato la reazione degli studenti Pravitel'stvo brosilo nam perčatku (Il governo ci ha lanciato il guanto di sfida), fu attribuito a Nikolaj Gavrilovič, ma molto probabilmente era stato scritto da Nikolaj Utin (1841-1883). In generale, la società civile e le autorità guardavano a Černyševskij come al principale ideologo del movimento rivoluzionario, come alla mente organizzatrice e ispiratrice di qualsivoglia espressione di dissenso antigovernativo.

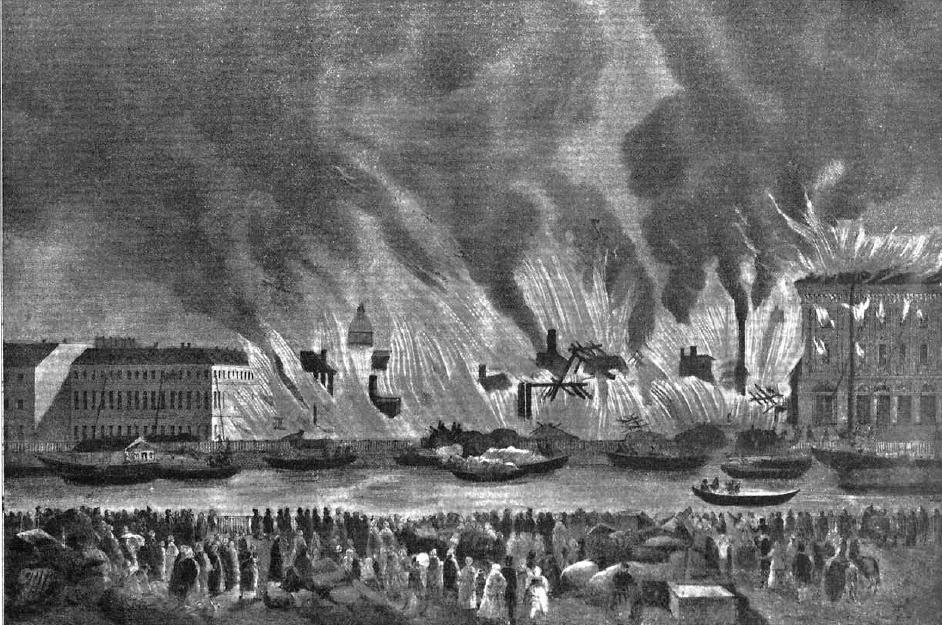
L'incendio del centro commerciale Apraksin nel 1862

Le voci su un suo imminente arresto erano così insistenti che in una lettera del 3 (15) ottobre, Černyševskij si sentì in dovere di rassicurare il padre, malato di cuore, che non c'erano seri rischi. Venti giorni dopo, Gavriil Ivanovič morì. Fu un periodo di gravi lutti: in quel mentre Černyševskij perse anche un figlio, oltre all'amato amico Dobroljubov, che spirò la notte tra il 16 e il 17 (28-29) novembre, lui presente. Tre giorni dopo, al funerale del giovane, che negli anni a venire non poté mai ricordare senza piangere di commozione, disse che la sua fine era stata affrettata dalla dolorosa visione delle ultime violenze messe in atto dalle autorità. Intanto, la stampa reazionaria lo avversava da più parti. Michail Katkov, il direttore del Russkijj vestnik (Notiziario russo), era tanto abile nel mascherare la denuncia politica con la polemica letteraria, che Marx lo accusò di essersi così guadagnato un posto presso la Terza Sezione. Ma il giornale di Katkov era solo la punta di diamante di un attacco sistematico condotto dalla pubblicistica vicina al governo, che comprendeva altri periodici, tra i quali la Severnaja počta (Posta del Nord), il Naše vremja (Nostro tempo), la Severnaja pčela (L'ape del Nord), la S. Peterburgskie vedomosti (Gazzetta di San Pietroburgo).
Nel gennaio del 1862 Černyševskij fondò, e ne fu uno dei principali animatori, nella casa Eliseev,, al № 15 del Nevskij Prospekt, un Club degli scacchi, che, frequentato da un centinaio di persone, era in realtà, come appurarono le autorità, un luogo aperto alla discussione politica e che consentiva agli studenti di incontrare gli esponenti più noti dell'intelligencija radicale.
Poi, dal 16 (28) maggio, San Pietroburgo con cadenza quotidiana fu teatro di una serie di incendi, l'ultimo e il più devastante dei quali distrusse, nella notte tra il 28 e il 29 maggio (9-10 giugno), l'Apraksin dvor, un importante centro commerciale, e l'area limitrofa, lasciando migliaia di persone all'addiaccio. Il governo, individuata la matrice dolosa, fece ricadere la responsabilità dei gravi atti criminosi sulla gioventù progressista, anche per sciogliere le mani alla neoistituita Commissione speciale per le indagini voluta dal capo della Terza sezione, il generale Vasilij Andreevič Dolgorukov (1804-1868), e che fu affidata al principe Aleksandr Fëdorovič Golycin (1796-1864). Dostoevskij fu uno di quelli che diedero credito alla versione ufficiale e si recò personalmente da Černyševskij per pregarlo di usare la sua influenza sui nichilisti, in modo da persuaderli a porre fine agli incendi.
Il ministro per gli Affari interni, Valuev (1815-1890), il 7 (19) giugno inviò alla Terza Sezione una nota in cui asseriva ci fosse uno stretto legame fra gli incendi e i recenti manifesti. Il riferimento era al proclama intitolato Molodaja Rossija (La giovane Russia), il cui estensore, sconosciuto alle autorità, era il giovanissimo Pëtr Zaičnevskij. Si voleva quindi suggerire che i radicali fossero all'origine dei fuochi di San Pietroburgo, al fine di usare questi fatti, mai realmente chiariti, come «pretesto» — così scrisse l'anno successivo Valuev in un rapporto allo zar — per attuare la repressione.

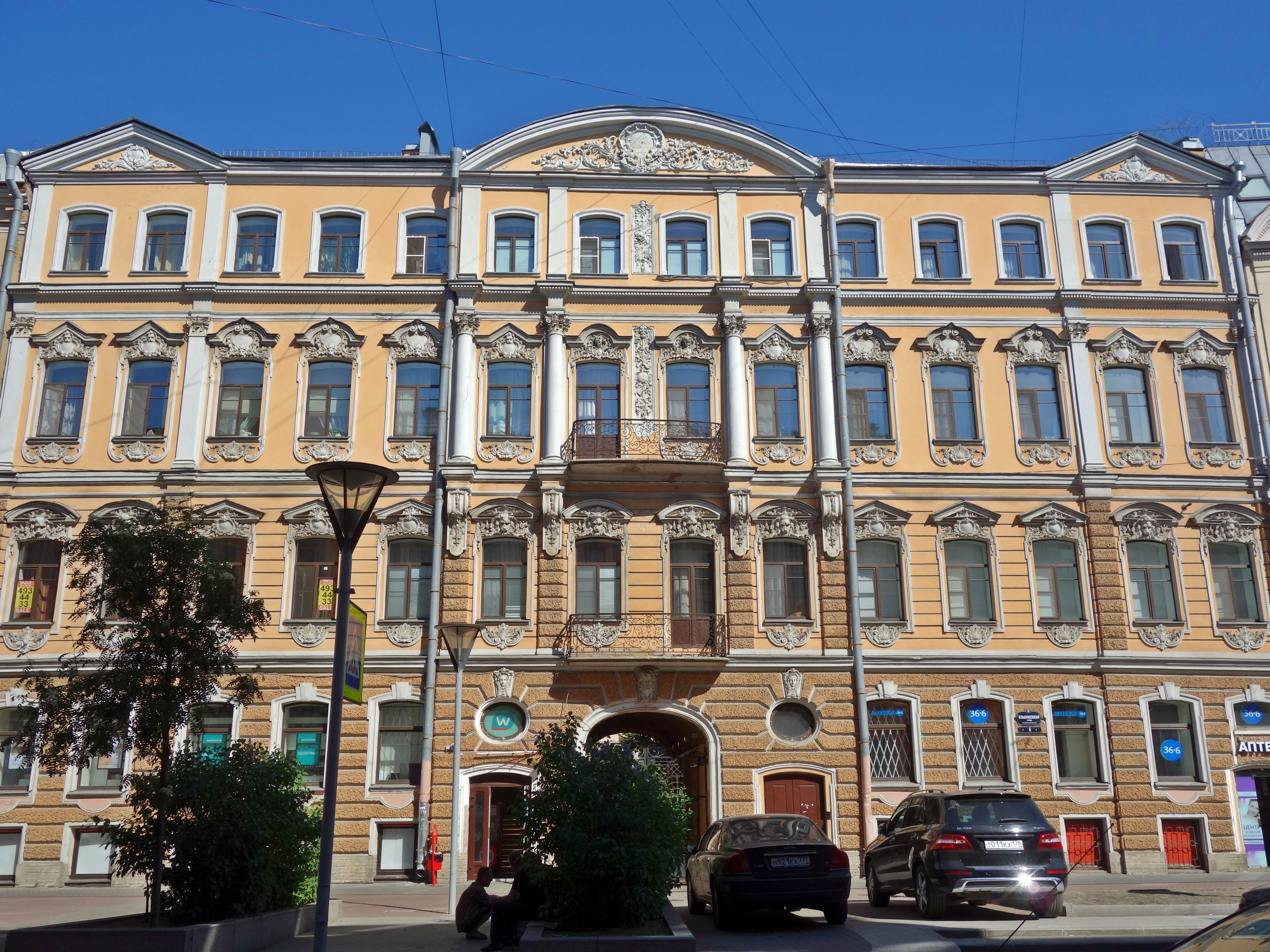
L'edificio sulla Bol'šaja Moskovskaja nel quale Černyševskij visse dal 20 giugno 1861 al 19 luglio 1862, quando fu arrestato

Chiuso già da tempo il Club degli scacchi, il 19 giugno (1º luglio) fu annunciata la sospensione per otto mesi del Sovremennik e della Russkoe slovo (la Parola russa), per aver sostenuto «pericolose teorie contro la religione e il governo». Tre giorni prima, Černyševskij era stato convocato negli uffici della Terza sezione dal generale Aleksandr L'vovič Potapov (1818-1886), allora alto funzionario della polizia politica e in seguito suo massimo dirigente, apparentemente per ricomporre l'incidente con il capitano Ljubeckij, reo di aver offeso pubblicamente Ol'ga Sokratovna e sua sorella. Ma il vero motivo era il desiderio di Potapov di vedere in faccia l'uomo per il quale monitoraggio la Terza sezione stava pagando diverse spie, e che si preparava ad arrestare. Černyševskij chiese se non avesse per caso qualcosa da imputargli e ricevette in risposta rassicurazioni, cui non prestò fede, in ciò giustificato dalla quasi immediata notifica della lunga interruzione imposta al Sovremennik. La reazione di Černyševskij, espressa in una lettera a Nekrasov, fu di totale rassegnazione all'inevitabile corso degli eventi, spinto sulla via della repressione e tale da rendere inutile qualsiasi tentativo di sottrarvisi.
Nonostante le informazioni raccolte in circa un anno di accurata sorveglianza, la Terza sezione non disponeva di una valida motivazione legale per procedere con l'arresto, finché essa non fu prodotta da una sventatezza di Herzen. L'esule londinese, infatti, consegnò alcune lettere a Pavel Aleksandrovič Vetošnikov, suo emissario in Russia, in presenza di un'altra persona, lo scrittore Grigorij Grigor'evič Peretz (1823-1883), un agente della Terza sezione. Quando Vetošnikov giunse a Kronštadt, il 3 (15) luglio, a bordo della nave inglese Passifik, fu arrestato dalla polizia, messa sull'avviso da Peretz. In una delle missive sequestrate, scritta da Herzen e da Ogarëv, e indirizzata a Nikolaj Serno-Solov'evič, si leggeva: «Siamo disposti a pubblicare il Sovremennik con Černyševskij, qui o a Ginevra».
Il 7 (19) luglio 1862, mentre Černyševskij era in casa con un impiegato del Sovremennik, Maksim Antonovič, venuto a discutere della prossima pubblicazione degli scritti di Dobroljubov, e con il dottor Pëtr Ivanovič Bokov (1835-1915), assenti la moglie e i figli, in vacanza a Saratov, comparvero in via Bol'šaja Moskovskaja due ufficiali di polizia. Uno di essi, il colonnello Rakeev, che aveva nel 1837 accompagnato la salma di Aleksandr Puškin in segreto da San Pietroburgo a Mikajlovskoe, nell'Oblast' di Pskov, ed era il responsabile degli arresti di Michajlov e di Obručev, curò la perquisizione dell'appartamento.
Černyševskij fu preso in custodia e condotto alla Fortezza di Pietro e Paolo, dove fu imprigionato nella cella № 11 del rivellino Alekseevskij, raggiunto poco dopo da Nikolaj Serno-Solov'evič, rinchiuso nella cella № 16. Alle due di notte, Potapov riferì degli arresti al capo della Terza sezione Dolgorukov, e aggiunse che se «Vetošnikov e Serno-Solov'evič erano in preda a una grande confusione», Černyševskij, al contrario, «se lo aspettava».

### La fortezza, il processo, l'esecuzione civile

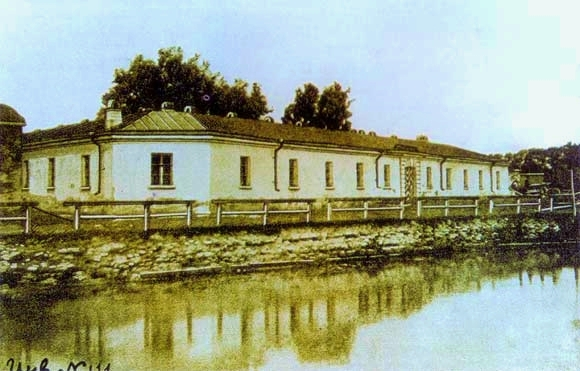
Il rivellino di Alessio in cui Černyševskij scrisse il romanzo Che fare?

Solo dopo quattro mesi dall'arresto, il 30 ottobre (11 novembre) 1862, Nikolaj Gavrilovič fu convocato per il primo interrogatorio e informato delle accuse a suo carico, di essere cioè in «rapporti con gli esuli russi e con altri personaggi, e di diffondere propaganda pericolosa». Dalle domande rivoltegli, capì che le autorità non avevano prove contro di lui e scrisse allo zar e al governatore generale di San Pietroburgo, perché si arrivasse al processo in tempi ragionevoli. A ottobre gli era stato concesso di acquistare libri di sua scelta e di riceverli dai parenti, mentre il permesso di vedere la moglie, negatogli a lungo, gli fu accordato a febbraio, per aver intanto intrapreso uno sciopero della fame.
Nella fortezza Černyševskij lesse, tradusse e scrisse molto. Quando acquistò e chiese il consenso a poter tradurre in russo il XVI volume della Storia del mondo di Friedrich Schlosser (1776-1861), informò chi di dovere che stava scrivendo un romanzo di fantasia, sentimentale, senza riferimenti politici. Le prime parole di Che fare? furono scritte il 14 (26) dicembre 1862, data emblematica che segna l'inizio della rivolta decabrista e già questo era un indizio che avrebbe dovuto allarmare i censori, i quali non scorsero dietro le apparenze romantiche dell'intreccio, le forti implicanze politiche: era nato quello che sarebbe presto divenuto il vademecum delle future generazioni di rivoluzionari, la loro educazione ideologica. A gennaio era già pronta la prima parte del romanzo, che, confortata dal beneplacito della Commissione preposta alla censura, fu consegnata a Nekrasov, per la stampa, dal cugino di Černyševskij, Pypin. Il 6 (18 aprile) fu consegnata da Černyševskij l'ultima parte del suo fondamentale scritto.
L'accusa, non riuscendo in alcun modo a trovare riscontri che supportassero il proprio, inconsistente, impianto accusatorio, alla fine optò per la fabbricazione di prove false. Strumento di detta macchinazione fu Vsevolod Kostomarov. Dopo l'arresto, l'investigatore Ivan Dmitrievič Putilin (1830-1893), che dal governatore di San Pietroburgo, principe Suvorov (1804-1882), era stato affiancato al generale Potapov per contrastare la dilagante propaganda rivoluzionaria, lo aveva infatti convinto a collaborare e così alleggerire la propria posizione. La sua testimonianza era stata decisiva per la condanna di Michajlov e gli fu pertanto chiesto di incastrare Černyševskij.
Il 16 (28) marzo 1863 Nikolaj Gavrilovič fu dunque interrogato una seconda volta e subito si accorse che qualcosa era cambiato, che se prima le accuse erano piuttosto sommarie, ora erano formulate in termini più precisi. Fu invitato a riferire dei suoi rapporti con Michajlov, Šelgunov e V. Kostomarov, dei manifestini editi dalla stampa clandestina e, soprattutto, di quello, mai diffuso, scritto per i contadini, la cui bozza, in ogni caso, non era di sua mano.
L'istruttoria, a quel punto, procedette con insolita rapidità e a maggio era già conclusa con l'invio delle carte al senato, perché pronunciasse la sentenza. Kostomarov aveva dichiarato di conoscere Černyševskij e che con lui aveva ammesso di essere lui l'autore del proclama ai contadini. A dare manforte alla sua affermazione, fu fatto venire da Mosca un mercante che, sotto giuramento e in evidente stato d'ebrezza, senza che questa condizione fosse ritenuta dai senatori giudicanti ragione sufficiente a inficiarne le parole, confermò di aver ascoltato una conversazione tra i due durante una visita di Černyševskij nella vecchia capitale, nell'estate del 1861, in merito appunto alla stampa di detto manifesto, ancora da rivedere. Furono poi presentate, a corollario delle deposizioni verbali, prove documentarie, dei falsi prodotti da Kostomarov imitando la grafia di Černyševskij. Si trattava di «un appunto che dava istruzioni a Kostomarov su alcune correzioni da apportare al testo del proclama», e di una lettera al poeta Pleščeev in cui si sosteneva la necessità di assumersi dei rischi nella situazione attuale, quali potevano essere quelli relativi all'organizzazione di una stampa illegale. La macchinazione era fin troppo evidente, anche perché Kostomarov fino a pochi mesi prima, aveva attribuito la paternità del proclama diretto ai contadini a Michajlov. Inoltre, come faceva notare lo stesso Černyševskij, che messo a confronto con Kostomarov, restò sulle sue posizioni e dichiarò che poteva incanutire e morire, ma mai modificare le proprie asserzioni, era ben strano che, se ancora lavorava sul manifesto nel giugno del '61, non faceva cenno alcuno alla rivolta di Bezda, della primavera precedente.

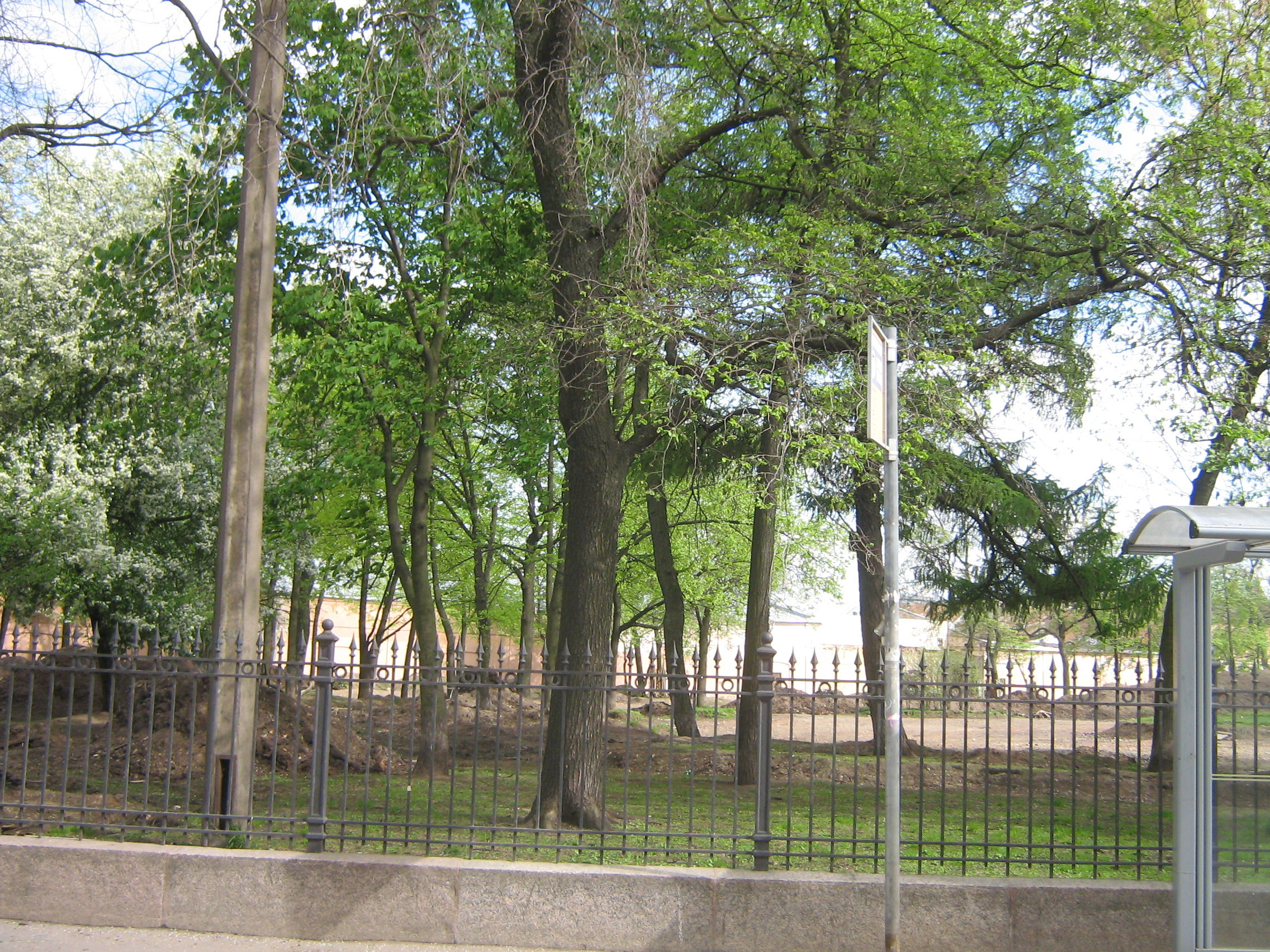
Il luogo in cui Černyševskij subì l'esecuzione civile, il giardino Ovsjannikovskij, anche conosciuto come giardino di Černyševskij

Ma il processo era stato truccato dalle false prove addotte dalla Terza sezione e, benché qualche perplessità non mancò tra i senatori, inevitabile era la sentenza di condanna, che fu pronunciata il 17 (29) febbraio 1864 in questi termini:
« Černyševskij, essendo un letterato e uno dei principali collaboratori del giornale Sovremennik, con la sua attività letteraria, ha avuto grazie ai suoi scritti un forte ascendente sulla giovane generazione, nella quale ha con perversa volontà sviluppato idee materialiste e, in sommo grado, socialiste, che pregnano le sue opere, e, mirando al sovvertimento del governo legittimo e del presente ordine, tramite l'attuazione delle sopracitate idee, si conferma un agitatore eccezionalmente pericoloso, e pertanto il Senato reputa giusto infliggergli una pena severa... Il Senato direttivo sentenzia: il consigliere titolare dimissionario Nikolaj Černyševskij, di anni trentacinque, per l'attività cospiratoria volta a rovesciare l'ordine costituito, per l'adozione di misure volte alla ribellione, per la stesura dello scandaloso manifesto "Ai nobili contadini" e per il suo rilascio alla stampa a fini di propaganda, è privato di tutti i diritti, dei beni ed è inviato ai lavori forzati nelle miniere per quattordici anni e, successivamente, in Siberia per sempre».
Alessandro II, cui fu sottoposto il verdetto, dimezzò in un secondo momento il periodo dei lavori forzati, da quattordici a sette anni. Il 19 (31) maggio, nei pressi di via Mytninskaja, ebbe luogo l'esecuzione civile di Černyševskij, ossia la cancellazione dei suoi diritti di cittadino. Nonostante la giornata di pioggia, una folla eterogenea si assiepò intorno alla barriera fatta dai soldati, gendarmi a cavallo e guardie civiche, innalzata attorno al palco. Giunse la carrozza con il prigioniero in catene, e con la scritta «Gosudarstevennyj prestupnik» (Criminale di Stato) su un cartello di legno appeso al collo. Salito sul palco, fu legato alla catena che pendeva dall'alta colonna nera fissata al centro, il boia gli tolse il berretto, e un soldato iniziò la lettura della sentenza. Černyševskij si guardò intorno, come se cercasse volti amici, e due o tre volte, chinò il capo, in cenno di saluto. Terminata la lettura della sentenza, Nikolaj Gavrilovič fu messo in ginocchio e il boia gli spezzò la spada sulla testa, quindi gli restituì il berretto, gesto per cui fu ringraziato dal prigioniero che si rimise in piedi e attese, in silenzio, la fine della triste cerimonia.
Quando fu riportato nella carrozza, la folla riuscì a rompere il cordone delle guardie e a circondare la vettura. Una ragazza lanciò un mazzo di fiori, che fu immediatamente sequestrato, e un giovane ufficiale gridò: "Addio Černyševskij!". Il prigioniero poté vedere, prima di lasciare per sempre San Pietroburgo, molti fazzoletti agitarsi e cappelli levarsi per accomiatarsi da lui.

### Nel distretto minerario di Nerčinsk

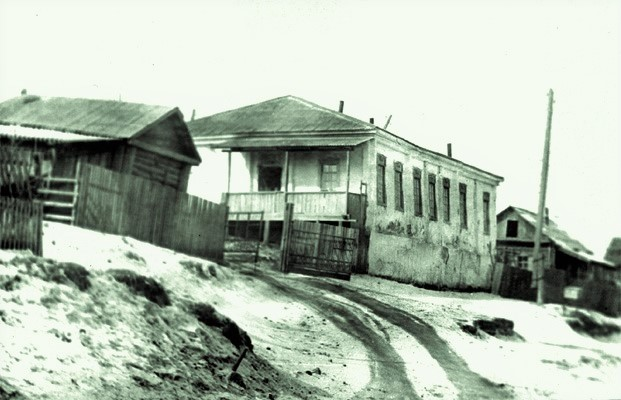
Gli edifici di Nerčinskij Zavod, oggi distrutti, che nel XIX secolo ospitavano i detenuti malati

Il giorno in cui fu compiuta l'esecuzione civile, Černyševskij fu visitato in carcere dalla moglie, dai cugini e da alcuni redattori del Sovremennik. A Pypin disse che la condanna gli era stata utile ad avere una percezione più netta dell'ingiustizia e ad Antonov espresse la sua speranza che quanto avrebbe scritto in futuro sarebbe stato pubblicato sul giornale, se non con il suo nome, con uno pseudonimo.
La sera del 20 maggio (1º giugno), su un carro postale e scortato da due gendarmi, Černyševskij fu segretamente inviato nella prigione di Tobol'sk, dove pervenne il 5 (17) giugno con lo status di prigioniero in attesa di trasferimento. Il 2 (14) luglio era a Irkutsk dopo un viaggio durato tre settimane. Il 10 (23) fu condotto dai gendarmi nella colonia penale di Usol’e-Sibirskoe sulle rive del fiume Angara, ma alle autorità locali parve che le condizioni detentive fossero troppo morbide per un così importante "criminale di Stato", e il 23 luglio (4 agosto) Černyševskij partì in direzione di Čita, per giungere il 3 (15) agosto a Nerčinskij Zavod, dove fu deciso che la sua destinazione finale sarebbe stata il bagno penale di Kadaja, a poca distanza dal confine con la Cina. Nel corso della visita medica cui fu sottoposto, gli furono diagnosticati lo scorbuto e uno stress nervoso con ripercussioni cardiache, incompatibili con il lavoro nelle miniere. Il giorno appresso raggiunse Kadaja e fu collocato nel piccolo ospedale locale. Qui Černyševskij ritrovò Michail Michajlov e fu assieme a lui finché, trascorsi pochi mesi, non fu dimesso. Ma l'amico, gravemente malato di tubercolosi associata a complicanze renali, dovette restare in ospedale.

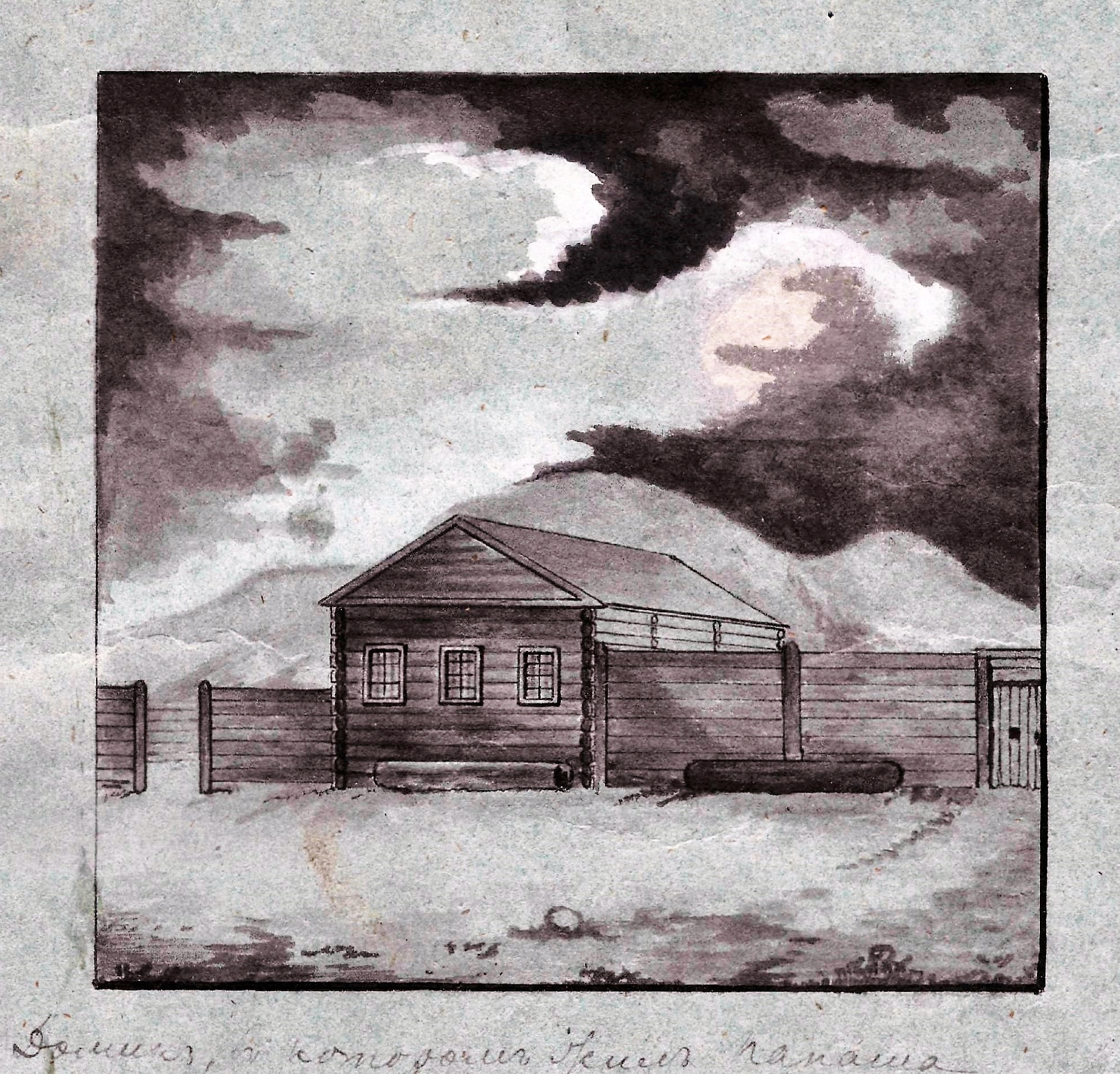
La casa in cui visse Černyševskij a Kadaja con i garibaldini, nell'illustrazione di un prigioniero polacco

Per alcuni mesi Nikolaj Gavrilovič abitò in una casetta di legno dalle pareti fatiscenti insieme a due "garibaldini" che avevano partecipato alla rivolta polacca anti-russa del 1863: il bergamasco Luigi Caroli (1834-1865) e il francese Emile Andreoli (1835-1900) (un terzo, Alessandro Venanzio, abitava in un edificio a parte). Quando Luigi Caroli si ammalò gravemente, Černyševskij gli cedette il suo letto e su questo giaciglio Luigi Caroli spirò all'alba dell'8 (20) giugno 1865.
Poco tempo dopo, la notte del 3 (15) agosto 1865, Černyševskij corse inutilmente in ospedale per abbracciare un'ultima volta l'amico Michajlov che però nel frattempo era già morto.
Nella primavera del 1866, Ol'ga Sokratovna, accompagnata dal figlio minore Michail e dal dottor Pavlinov, giunse a Irkutsk e inoltrò domanda al governatore per poter incontrare il marito. Siffatto genere di visite era permesso, ma in questo caso specifico si accumularono una serie di rinvii, e l'autorizzazione fu rilasciata solo ad agosto e per il periodo di un mese. Černyševskij però non sopportò il clima in cui si tenevano gli incontri con Ol'ga, sempre in presenza di una guardia, e dopo cinque giorni pregò la moglie di partire.
A fine settembre del 1866 Nikolaj Gavrilovič fu trasferito nel carcere del villaggio di Aleksandrovskij Zavod, dove si trovava anche una fabbrica per la lavorazione dell'argento estratto nelle miniere del distretto di Nerčinsk. In questa prigione erano rinchiusi, in particolare, insorti polacchi reduci dalla rivolta anti-russa del 1863 e membri del gruppo di Dmitrij Karakozov. Tra questi ultimi, Černyševskij fece amicizia soprattutto con Vjačeslav Šaganov (1839-1902) e con Pëtr Nikolaev (1844-1910). La cella in cui visse era piccola, isolata, e con sbarre di ferro. Quasi metà del suo spazio era occupato dal tavolaccio che fungeva da giaciglio e sulla cui sponda, appoggiandosi a un tavolino, Černyševskij sedeva per lavorare.
Nel giugno del 1867 ebbe il permesso di lasciare il carcere, e gli fu concesso di vivere nella casa di un diacono della chiesa, di fronte all'abitazione del comandante del carcere. Černyševskij trascorreva il suo tempo in occupazioni intellettuali, ma di tanto in tanto andava a pescare lungo il fiume Gazimur, e quando gli era consentito, cioè la domenica e nei giorni feriali, faceva visita ai prigionieri, cui leggeva i suoi scritti e parlava di storia. Aveva il dono dell'improvvisazione e sovente fingeva di leggere una storia da un quadernetto, ma in realtà stava inventando all'impronta. Le storie create da Černyševskij furono, non di rado, il soggetto di divertenti recite estemporanee.
L'11 (23) giugno 1868 l'ex colonnello Andrej Afanas'evič Krasovskij (1822-1868), un rivoluzionario accusato di aver diffuso tra i sottoposti del reggimento di Žytomyr proclami in cui li si invitava a non prendere le armi contro i contadini in caso di rivolta, e condannato a dodici anni di lavori forzati, poi scesi a otto, fuggì a cavallo da Aleksandrovskij Zavod, diretto in Cina. Tre giorni dopo fu trovato il suo cadavere nella foresta, e mai si è potuto appurare se sia stato ucciso per rapina dal cosacco che lo aveva aiutato nell'impresa, o se si sia suicidato perché il suo tentativo era fallito. L'episodio ebbe, quale ripercussione immediata, l'inasprimento delle condizioni detentive di Černyševskij, tanto era il timore che anche lui potesse evadere.

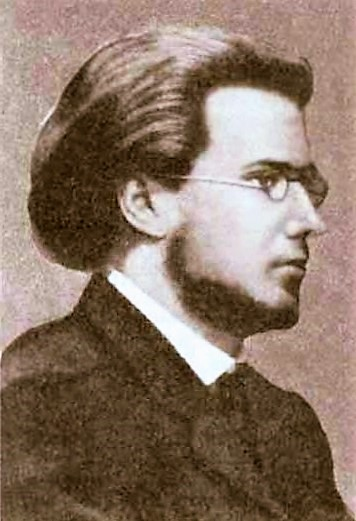
German Lopatin intorno al 1870

Secondo un recente decreto di Alessandro II, quanti erano stati condannati ai lavori forzati per reati politici prima del gennaio 1866 potevano essere mandati in esilio a scontare il resto della pena, ma questa disposizione reale non fu applicata a Černyševskij, né nel 1868, né il 10 (22 agosto) 1870, quando il periodo di detenzione giunse a termine e Nikolaj Gavrilovič già accarezzava il sogno di ricongiungersi alla famiglia in una città della Siberia come poteva essere Irkutsk.
Foto di Černyševskij venivano trovate tra gli effetti personali degli arrestati e le sue opere continuavano a essere diffuse clandestinamente; i giovani — così ragionavano le autorità — non lo avevano dimenticato e potevano ordire complotti finalizzati alla sua fuga. Il capo della polizia segreta, il conte Šuvalov, date queste premesse, espresse allo zar il proprio disagio per la scarcerazione di Černyševskij, che in libertà, sebbene al confino, sarebbe certamente divenuto il fulcro del movimento rivoluzionario. Alessandro II si disse d'accordo sulla necessità di continuare a monitorare i movimenti del «criminale» e ordinò di trasferirlo in un'area remota della Siberia, in modo da arginare il pericolo di evasione e da rendere impossibile alla «gioventù scalmanata» l'organizzazione di piani diretti alla sua liberazione.
In effetti un progetto del genere fu arrischiato da Lopatin, che all'epoca si trovava a Londra e stava traducendo il primo libro de Il Capitale di Karl Marx. Con un passaporto intestato al cittadino turco Sakič, Lopatin rientrò in patria, a San Pietroburgo, studiò le mappe della Siberia, si dotò di un nuovo documento a nome di Nikolaj Ljubavin e, sotto le mentite spoglie di un membro della società geografica incaricato di adempiere a una missione scientifica, si portò a Irkutsk. Non avendo contatti con i parenti di Černyševskij, non ne conosceva l'esatta ubicazione e per la raccolta delle informazioni impiegò pressappoco un mese. Nel frattempo, agenti russi all'estero avevano allertato la Terza sezione sull'arrivo in Siberia di un emigrato e, il 1º (13) febbraio 1871, Lopatin, sospettato di preparare la fuga di Černyševskij per poi farlo riparare oltre i confini dell'Impero, fu arrestato.
Non fu però il generoso sforzo di Lopatin a peggiorare il destino di Černyševskij, precedentemente deciso da Alessandro II. Il 21 dicembre 1871 (2 gennaio 1872), scortato dai gendarmi, dal villaggio di Aleksandrovskij Zavod fu condotto a Irkutsk e da lì a Viljujsk, un piccolo villaggio nell'estremo nord della Siberia, a 800 km da Jakutsk.

### L'esilio

#### A Viljujsk

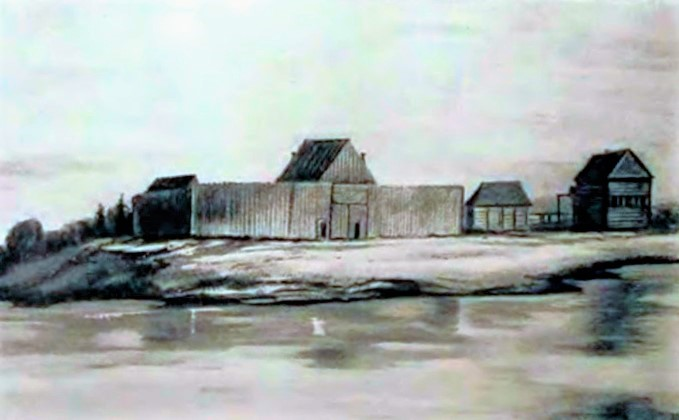
La prigione di Viljujsk

Il viaggio verso Viljujsk, molto faticoso e difficile, anche per il pericolo rappresentato dalle lastre di ghiaccio, era durato ventidue giorni. La sua residenza fu stabilita nella locale prigione, al momento vuota, un grande edificio di legno recintato, nei pressi della riva del fiume Viljuj. Dal punto di vista geografico, Viljujsk era una prigione naturale, immersa nella taiga e in un reticolo di piccoli fiumi e paludi. La popolazione non contava più di cinquecento abitanti, principalmente Jakuti, cosacchi e mercanti russi. Qualche funzionario e due preti costituivano l'intelligencija del posto. Le merci di prima necessità erano vendute porta a porta, giacché non c'erano spacci, ma alcuni importanti beni di consumo, come il sapone, erano sconosciuti.
«Viljujsk è chiamata una città», — scrive Černyševskij in una lettera alla moglie del 2 (14) dicembre 1872 — «ma in realtà non è neppure un villaggio nel senso russo della parola. È qualcosa di così deserto e piccolo che non v'è nulla di simile in Russia». Quanto agli abitanti, «c'è da chiedersi cosa siano, se gente o qualcosa di peggio di cani dimenticati, animali che non hanno nome... Non si può parlare con loro, son paurosi al punto di sospettare in ogni parola qualche menzogna rovinosa per loro. E così si comportano non soltanto con me, ma l'un con l'altro». La solitudine era una costante di vita pure tra gli abitanti. Non avevano altro passatempo che il solitario, e a furia di giocarci erano presi dalla malinconia e finivano con l'impiccarsi. Černyševskij così commenta, sempre in una lettera a Ol'ga del 17 (29) maggio 1872, la condizione d’isolamento peculiare alla cittadina siberiana: «Per me poco male, io ho la possibilità di non parlare con gli uomini, di non vederli. Il libro me li sostituisce. Ma per gli altri vivere qui sarebbe impossibile».
In questo distacco quasi assoluto dal mondo, Černyševskij visse per undici anni e sette mesi, conducendo una monotona esistenza priva di stimoli intellettuali. Si alzava tardi, verso mezzogiorno, beveva il tè, passeggiava, leggeva, fumava parecchio e tornava a letto. Una volta ogni due mesi aveva il conforto di ricevere la posta.
Nella primavera del 1872, per due giorni fecero sosta a Viljujsk, diretti in esilio a Olëkminsk, Šaganov e Nikolaev. Qualche tempo dopo, un giovane traghettatore di pauzok, di nome Lemeševskij, si presentò a Černyševskij come intermediario tra lui e gli esiliati di Olëkminsk: avrebbe provveduto a consegnare la corrispondenza e a far giungere suoi materiali scritti nella Russia europea, ma questo poi non accadde.

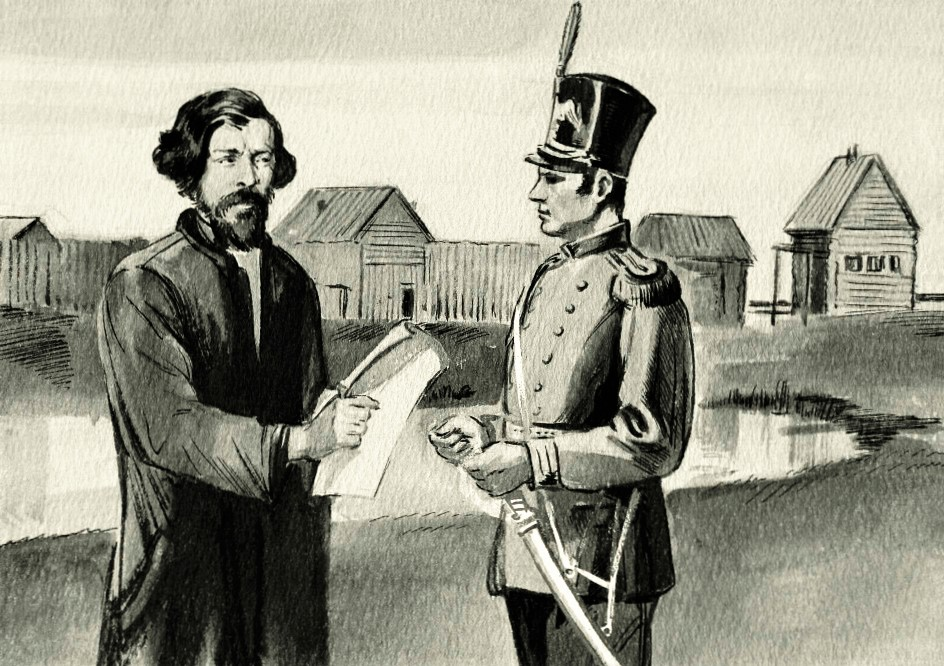
«Rifiuto della grazia», illustrazione di Boris Vasil'evič Milovidov (1902-1975)

Sul finire del 1873, al governatore generale di Irkutsk pervenne una lettera anonima in cui si affermava che Michail Bakunin e Nikolaj Utin (1841-1883) stavano pianificando di far evadere Černyševskij. Fu inviato a Viljujsk il colonnello Kupenkov, il quale fece un'accurata ispezione, appurò che non erano stati scavati cunicoli e simili vie di fuga, si convinse che il prigioniero era perfettamente sorvegliato e nel suo rapporto scrisse: «Ridotto all'osso e ingiallito, Černyševskij è eccentrico, strambo, poco comunicativo con la gente, mite e cordiale con le guardie, trascorre il suo tempo nella lettura e nella scrittura, distruggendo poi il suo lavoro. Non esegue il rituale ecclesiastico ortodosso, non va in chiesa, mangia poco, non fa uso di vino e di vodka».
Con il passare del tempo, Nikolaj Gavrilovič stabilì qualche contatto con i jakuti, cercò di venir loro incontro, anche dando qualche consiglio su come curare con semplici rimedi le malattie dei bambini, e aiutando a prosciugare aree paludose.
Nell'estate del 1874, su ordine del nuovo governatore generale della Siberia orientale, il barone Platon Aleksandrovič Frederiks (1828-1888), giunse a Viljujsk un suo emissario, G. V. Vinnikov, incaricato di convincere Černyševskij a chiedere clemenza allo zar, in modo da tornare a casa. Ma, contrariamente alle attese dell'inviato governativo, il prigioniero non si piegò e così giustificò la sua decisione: «Vi ringrazio. Ma vedete, per cosa dovrei chiedere la grazia? Questo è il punto. Mi pare che sia stato inviato qui solo perché la mia testa e la testa del comandante della gendarmeria Šuvalov sono su posizioni differenti, e per questo si può forse chiedere la grazia? Vi ringrazio per il disturbo. Rifiuto con fermezza la domanda di grazia».
L'ultimo evento di rilievo nel lungo esilio a Viljujsk fu un altro tentativo di liberarlo, anch'esso fallito, messo in atto nell'estate del 1875. Al funzionario di polizia Ivan Žirkov, il 12 (24) luglio dopo mezzogiorno, si presentò il tenente della polizia Meščerinov con un telegramma della gendarmeria di Irkutsk, nel quale si ordinava al comandante di Viljujsk di consegnare Černyševskij, oggetto di trasferimento a Blagoveščensk. Žirkov subito rilevò alcune incongruenze. Meščerinov non aveva con sé la podorožnaja, era sprovvisto di scorta e non disponeva di una dichiarazione scritta dal governatore di Jakutsk. In queste condizioni, rifiutò il rilascio del prigioniero e chiese a Meščerinov, cui affiancò due cosacchi, di procurarsi il documento a Jakutsk. Meščerinov, che era in realtà lo zemlevolec Ippolit Myškin, a 352 chilometri da Viljujsk, sparò contro uno dei cosacchi, ferendolo, e si diede alla fuga per essere catturato dopo tre giorni.

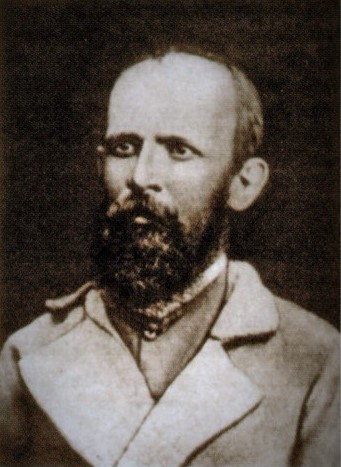
Ippolit Myškin

Intanto, oltre agli appelli della famiglia, nel numero del 15 (27) gennaio 1881 il giornale liberale Strana (la Nazione) chiese per Černyševskij il perdono. Poi il partito della Narodnaja volja, il 1° (13) marzo, giustiziò Alessandro II e il suo erede, temendo di subire la medesima sorte del padre, decise di trasferire la corte dal Palazzo d'Inverno a Gatčina. Nel 1882 ci furono i primi contatti tra la Svjaščennaja družina (Compagnia santa), un'organizzazione monarchica segreta della quale erano membri personaggi di primo piano del governo, (come il ministro della Corte imperiale, conte Voroncov-Daškov, il ministro per gli Affari interni, conte Ignat'ev (1832-1908), l'aiutante di campo del granduca Vladimir, conte Šuvalov (1847-1902), Vitte) e i rappresentanti di Narodnaja volja, miranti alla cessazione degli atti terroristici per consentire, in piena sicurezza, che la cerimonia d'incoronazione del nuovo zar, sospesa per la gravidanza della zarina avesse luogo. Mediatore nei colloqui fu il giornalista georgiano Nikolaj Jakovlevič Nikoladze (1843-1928), che a Parigi s'incontrò con Lev Tichomirov, coadiuvato dallo scrittore Michajlovskij, che a Char'kov ebbe un colloquio con Vera Figner, e una delle concessioni richieste dai rivoluzionari fu per l'appunto il ritorno dalla Siberia di Černyševskij. Il 26 novembre (8 dicembre) 1882 Alessandro III, su consiglio del nuovo ministro per gli Affari interni, conte Dmitrij Tolstoj (1823-1889), ordinò alla Compagnia santa di sciogliersi, ma Nikoladze, Šuvalov e Voroncov-Daškov proseguirono nel tentativo, agendo di concerto con la famiglia di Černyševskij. Il 9 (21) maggio 1883 fu firmata dai figli una domanda di grazia, dal 15 al 28 maggio (27 maggio-9 giugno) si svolsero senza inconvenienti i festeggiamenti per l'incoronazione dello zar, e il 6 (18) luglio Alessandro III approvò un decreto che consentiva a Černyševskij di rientrare nella Russia europea, disponendo il trasferimento ad Astrachan', che implicava a sua volta la restituzione dei diritti civili, ma non di quelli di proprietà.
Negli anni vissuti in questo remoto villaggio, tenuto sempre sotto stretta sorveglianza, Černyševskij riuscì a comunicare idee e pensieri solo nelle lettere ai figli. In esse ebbe modo di parlare di scienze naturali, matematica, filosofia e storia. Tutti i tentativi di far giungere i suoi manoscritti in Russia fallirono, giacché tutto ciò di lui che partì da Viljujsk fu intercettato dalla Terza sezione e scomparve nei suoi archivi.

#### Ad Astrachan'
Il 24 agosto (5 settembre) 1883, Černyševskij, scortato da due gendarmi, iniziò in tutta segretezza il viaggio che lo avrebbe riportato nella Russia europea, passando per Jakutsk, Irkutsk, Orenburg, Syzran' e Saratov. A Irkutsk scoprì quale sarebbe stata la sua destinazione finale, felice all'idea che si sarebbe finalmente ricongiunto con la famiglia, e durante la sosta a Saratov, il 22 ottobre (3 novembre), riabbracciò Ol'ga. La sera stessa ripartì in barca e pervenne ad Astrachan' il 27 ottobre (8 novembre), raggiunto subito dalla moglie.
Fu portato all'hotel Smirnov, nella principale area commerciale di Astrachan', e dopo tre giorni, accompagnato da Ol'ga, si trasferì in un appartamento di proprietà di un armeno, dove il 1° (13) novembre rivide i due figli, ormai adulti. Avrebbe desiderato che restassero con lui, ma questi avevano la loro vita a San Pietroburgo e, trascorsi pochi giorni, rientrarono nella capitale. Al cugino Aleksandr Pypin scrisse al riguardo: «La mia familiarità con i ragazzi è ancora scarsa. Sono venute da me persone completamente sconosciute. Nei sette o otto giorni che sono stati con me, cosa potevo mai scoprire delle loro attitudini? In particolare, Miša è stato per tutto il tempo occupato nelle faccende di ogni giorno, e ha avuto appena due, tre volte al giorno il tempo di scambiare con me qualche parola per pochi minuti. È arrivato, da sconosciuto a uno sconosciuto, ed è partito da quasi sconosciuto a un quasi sconosciuto».
Il primo pensiero di Černyševskij fu quello di lavorare, anche per pagare i debiti accumulati negli anni dalla famiglia. Iniziò a tastare il terreno per capire se potesse fare attività letteraria, magari con uno pseudonimo. Chiese consiglio a Pypin e questi gli spiegò che ancora non c'erano le condizioni e che nel frattempo non gli restava che tradurre testi scientifici. A dicembre del 1883 gli inviò pertanto un'opera di linguistica comparativa del filologo e storico tedesco Otto Schrader.

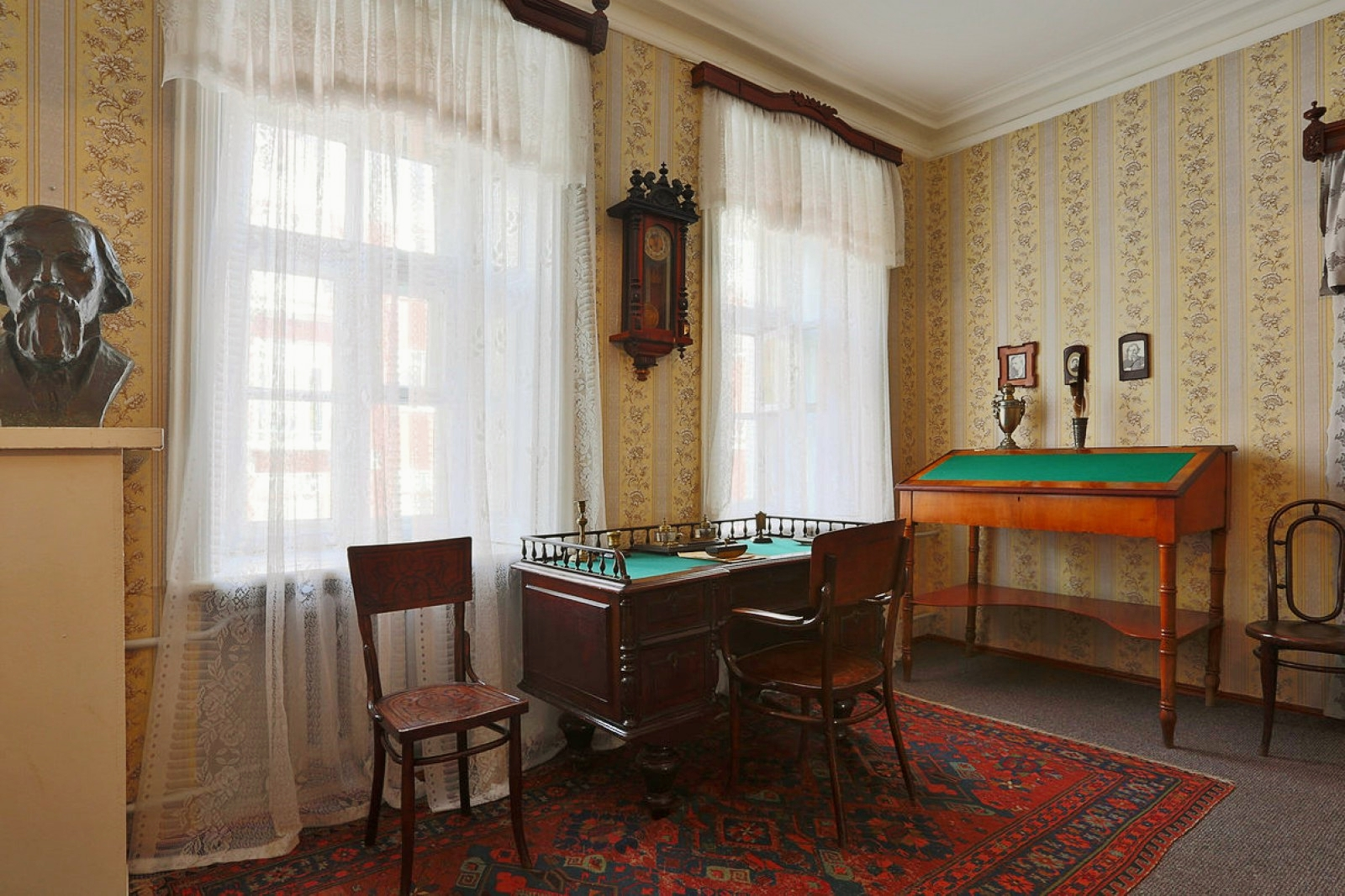
Interni della casa in cui visse Černyševskij ad Astrachan'

Černyševskij era sottoposto a una vigilanza molto stretta, attuata da tre agenti esterni, stipendiati per l'occasione e non facenti parte dell'organico delle forze di polizia, con un notevole incremento delle spese spionistiche per la città di Astrachan', le quali passarono da cento a milleseicento rubli annui. L'agente capo aveva il compito di osservare il sorvegliato a casa sua, e viveva perciò nelle sue vicinanze, in modo da riferire circa lo stile di vita, le occupazioni, i contatti. Le altre due spie pedinavano Černyševskij quando usciva di casa e raccoglievano informazioni su quanti giungevano ad Astrachan' per incontrarlo. Inoltre frequentavano ristoranti e altri luoghi pubblici per prendere nota di chi manifestava simpatia per Černyševskij o desiderio di conoscerlo. L'ossessione delle autorità restava una possibile fuga dello scrittore rivoluzionario, che fosse organizzata da lui o dall'esterno, e quando il 12 (24) gennaio 1884 gli studenti dell'università di Mosca indirizzarono a Černyševskij, la cui posta era intercettata, un telegramma, il direttore della polizia politica, Pleve, avviò subito le indagini per scoprire gli autori del gesto.
In questo quadro è chiaro che l'intervista di un giornalista del Daily News, fatta nella prima metà di dicembre, fu una mossa del dipartimento di polizia. All'epoca ancora nessuno conosceva l'indirizzo di Černyševskij, i russi ignoravano che fosse tornato dalla Siberia, a eccezione dei parenti, e il governo voleva presentare all'Europa il volto di uno zar benevolo e di un Černyševskij che aveva rinnegato le proprie idee. Nikolaj Gavrilovič sapeva di essere sotto controllo e stette al gioco, lui che era sempre molto cauto con gli estranei. Nell'intervista disse, per fare una citazione pertinente, che ai lavori forzati aveva portato le catene «solo per due giorni e per un equivoco», mentre sappiamo che le ebbe per un periodo di sei mesi. L'articolo, stampato in Europa e in Russia, presentò Černyševskij come un uomo che non nutriva «la pur minima ombra di risentimento contro il governo», e il cui solo desiderio era di «vivere in pace per il resto dei suoi giorni». Non mancava neppure un cenno alla salubrità del clima di Astrachan', descritta come una specie di località terapeutica per gli esuli politici, qui trasferiti per rimettersi in salute, mentre era vero il contrario. Il vento caldo, l'umidità, e il fango delle paludi, terreno di coltura della malaria, avevano effetti devastanti sul fisico, tanto che Astrachan' era uno dei posti più insalubri e con più alta mortalità dell'Impero.
Nonostante Černyševskij manifestasse a Pypin il desiderio di tradurre qualcosa che potesse incontrare l'interesse del pubblico, dal valore scientifico indiscusso e che non contrastasse troppo con i suoi principi materialistici, ai primi del 1884 il cugino gli inviò un saggio scritto da un naturalista idealista inglese, sostenendo che, per poter lavorare, non doveva badare al contenuto. A maggio e per quattro giorni, Pypin fece visita a Černyševskij. I due erano amici, ma ideologicamente distanti, essendo Pypin un liberale, e Nikolaj Gavrilovič fermo sulle sue posizioni, come aveva avuto modo di spiegargli per lettera. Černyševskij, in particolare, criticava il disinteresse del cugino per l'attualità politica.

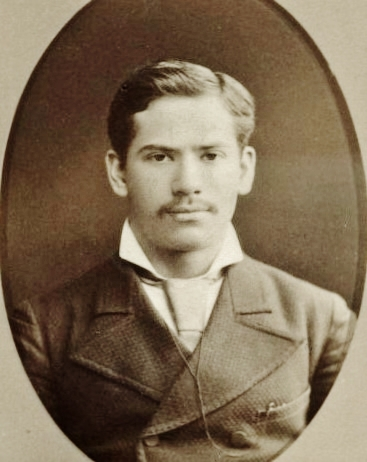
Michail Černyševskij

Il successivo lavoro di traduzione affidatogli fu l'opera di Herbert Spencer, Primi princìpi. Černyševskij non amava il filosofo positivista e unì alla traduzione note di commento, che poi gli furono però espunte, in cui spiegava i limiti del suo pensiero. Vennero poi tre mesi di stallo, senza guadagni, finché alla fine di agosto del 1884, non giunse ad Astrachan' Aleksandr Vasil'evič Zachar'in (1834-1892), un conoscente di vecchia data vicino agli ambienti radicali degli anni '60. La visita allertò Pleve che fece convocare Zachar'in, il quale illustrò lo stile di vita adottato da Černyševskij, improntato a un assoluto isolamento e dunque tale da poter tranquillizzare la polizia, e spiegò come, essendo il suo unico interesse quello di lavorare, intendeva aiutarlo a pubblicare. Il 26 novembre (8 dicembre) 1884, fu consentita a Nikolaj Gavrilovič l'attività letteraria a due condizioni: censura preventiva e uso di uno pseudonimo. Si trattava di gravi, ma prevedibili, restrizioni che consentivano a una persona di scrivere senza di fatto poter scrivere, giacché la libertà di espressione era annullata. Pure Černyševskij seppe in parte esprimere le sue vere opinioni.
A ottobre Černyševskij pensò che sarebbe stato utile tradurre La storia universale di Georg Weber (1808-1888), avanzò la proposta ai contatti che Zachar'in gli aveva dato, e a marzo del 1885 l'ufficio censura della polizia politica gli accordò il permesso. Fu trovato l'editore a Mosca, nella persona di Koz'ma Soldatënkov (1818-1901), e Černyševskij riuscì a tradurre e a pubblicare, celato dietro lo pseudonimo di Andreev, dodici dei quindici volumi di cui era composta l'opera complessiva di Weber. Questo immane lavoro, che condusse coadiuvato da vari segretari, primo tra tutti, Konstantin Michajlovič Fedorov (1866-1947), cui dettava la traduzione, spesso senza l'ausilio dei dizionari, lo accompagnò fino al 1888 e gli diede di che vivere.
Sempre a marzo del 1885, Zachar'in fece pubblicare sul Russkaja mysl' (Il Pensiero russo) una poesia di Černyševskij intitolata Gimn Deve Neba (Inno alla Vergine celeste), occasione nella quale debuttò il nome di Andreev. I pochi che conoscevano la vera identità dell'autore, si diedero subito a scoprirne il sotteso significato allegorico, che a quanto anni dopo dichiarò uno dei redattori della rivista consisteva nell'ammonimento che, persa la battaglia, non bisognava farsi prendere dallo sconforto. Nello stesso tempo, su un'altra rivista, Russkie vedomosti, uscì Charakter čelovečeskogo znanija (La natura della conoscenza umana), un articolo filosofico di matrice materialista, in cui le tesi dei conservatori erano tanto intelligentemente ridicolizzate che la censura non se ne avvide.
A questo punto Černyševskij credette di poter continuare a vedere pubblicati i suoi scritti sui giornali, ma così non fu e, per esempio, il Russkaja mysli non accettò il suo racconto Večera u knjagini Starobel'skoj (Serate dalla principessa Starobel'skaja), probabilmente uno di quelli che aveva steso a Viljujsk e poi distrutto. Non potendo vivere senza scrivere, perché sentiva di impazzire, era ricorso infatti al metodo di elaborare un testo e quindi, in attesa un giorno di poterlo riscrivere e darlo alle stampe, di memorizzarlo. Riuscì a mandare alle rotative solo un altro articolo nel 1888, quando l'editore del Russkaja mysl', Vukol Michajlovič Lavrov (1852-1912), giunse ad Astrachan' per pregarlo di scrivere qualcosa di argomento filosofico. Ne venne fuori un pezzo, Proischoždenie teorii blagotvornosti or'by za žizn. Predislovie k nekotorym traktatam po botanike, zoologii i naukam o čelovečeskoj žizni (Origine della teoria sulla benefica lotta per la vita. Prefazione a certi trattati di botanica, zoologia e scienze della vita umana), nel quale Černyševskij critica il pensiero sociologico di Malthus, in particolare la sua proiezione del principio evolutivo ai fenomeni sociali, sia dal punto di vista scientifico che sulla base dei più elementari valori morali. L'articolo, apparso a settembre del 1888 e firmato piuttosto ironicamente Un vecchio trasformista, fu salutato con favore dalla pubblicistica, la quale presto scoprì che chi si celava dietro il falso appellativo era sempre Andreev, e che Andreev era Černyševskij.

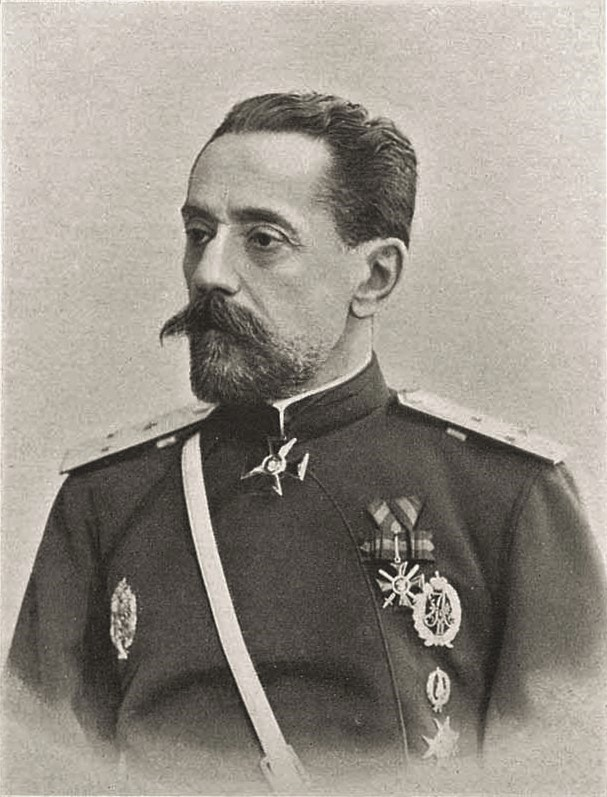
Il principe Leonid Vjazemskij

In contemporanea con la traduzione di Weber, Černyševskij scrisse anche pagine di memorie. Il proposito di pubblicare una biografia di Nekrasov non giunse a termine e restano solo una serie di appunti. Maggiori risultati si videro in un analogo tentativo condotto sul suo più grande amico e intellettuale a lui più congeniale, ossia Nikolaj Dobroljubov. Già poco dopo la morte del giovane, aveva iniziato a raccogliere materiali su di lui finalizzati a una futura biografia, ma l'arresto aveva interrotto il progetto. Ad Astrachan' lo riprese e, con l'aiuto di quanti erano a San Pietroburgo o avevano libertà di spostamento, rientrò in possesso delle vecchie carte e ne poté aggiungere di nuove. Pypin gli inviò le lettere scritte da Dobroljubov e dai suoi corrispondenti. Il fratello dello scrittore Vladimir Korolenko, Illarion, conosciuto a metà del 1887, si recò personalmente a Nižnij Novgorod dai parenti di Dobroljubov per intervistarli, e anche Ol'ga Sokratovna da questa città si mise alla ricerca di documenti e trovò le epistole di Dobroljubov a Panaev. Il lavoro fu edito da Soldatënkov e Černyševskij lo firmò: Uno dei conoscenti di N. A. Dobroljubov.
Alla fine del 1885, il figlio minore di Černyševskij fece domanda allo zar perché consentisse a suo padre di risiedere ovunque nella Russia europea e di potersi dedicare all'attività letteraria, in altre parole di vivere anche in una delle due capitali e di pubblicare con il proprio nome. La richiesta fu respinta, e la sorveglianza speciale continuò ancora per oltre un anno, fin quando non fu sostituita da quella comune, con l'impiego cioè di agenti interni, meno qualificati, l'11 (23) febbraio 1887.
A metà agosto del 1888 fu nominato il nuovo governatore di Astrachan', principe Leonid Dmitrievič Vjazemskij (1848-1909), e tra le prime iniziative che questi prese figura una visita a Černyševskij, una mossa, apparentemente incomprensibile, che presto divenne una consuetudine quasi settimanale. In realtà il principe guardava a Černyševskij con un certo timore, e voleva esercitare, non fidandosi troppo dei gendarmi, una specie di controllo diretto, per avere la certezza che non ci fossero concreti rischi di fuga.
Una nuova petizione del figlio Michail, del marzo 1889, che insisteva sul peggioramento del quadro clinico del padre, affetto da gastrite acuta, febbri reumatiche, e malaria, patologia quest'ultima che, essendo endemica ad Astrachan', costringeva la madre a soggiorni sempre più frequenti a Saratov, non fu accolta dal solito rifiuto. Le autorità presero tempo e chiesero l'opinione di Vjazemskij, abituale frequentatore di Černyševskij. Il principe diede il suo parere favorevole, confermando la gravità delle condizioni di salute e parlando esplicitamente di un deterioramento delle facoltà intellettuali. Fece ciò perché desiderava liberarsi da quello che riteneva un grosso problema, e sapeva che forse accennare allo stato fisico non sarebbe bastato a convincere il Dipartimento di polizia della innocuità di Černyševskij. Il ministero per gli Affari interni, infatti, che doveva anche fare i conti con le critiche della stampa estera, ma che non poteva cedere su questo punto finché le capacità dell'esule non si fossero esaurite, diede il suo benestare e, il 24 giugno (5 luglio) 1889, Nikolaj Gavrilovič lasciò Astrachan' per tornare nella natia Saratov.

### La morte

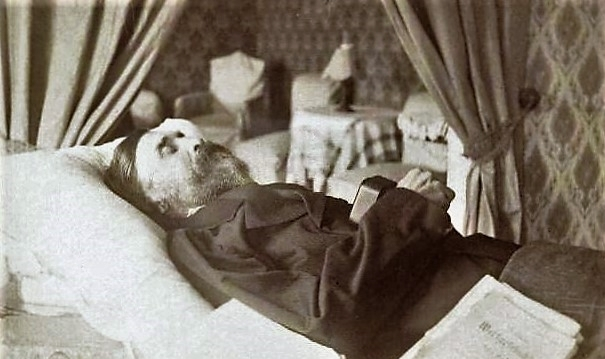
Černyševskij sul letto di morte

A Saratov Černyševskij portò con sé anche il giovane segretario Fedorov, volendo lavorare a due libri, nei quali con semplicità espositiva avrebbe provato a erudire il popolo in materia di economia politica e di storia, oltre che ai volumi conclusivi dell'opera di Weber.
Non si sistemò nella sua vecchia casa, che era stata negli anni precedenti data in affitto a un avvocato, ma in una nuova abitazione a due piani, riparata dal rumore della strada. La città era molto cambiata negli ultimi tempi e Nikolaj Gavrilovič rimase soprattutto colpito dai lavori di prosciugamento di parte del letto del Volga, che a suo giudizio avrebbero avuto importanti implicazioni economiche, come spiegò in un articolo per il Saratovskogo listka (Il foglio di Saratov).
Il suo sogno era di rifare con il Russkaja mysl' lo stesso percorso che a suo tempo aveva sperimentato con il Sovremennik, trasformando un giornale tendenzialmente progressista in una tribuna da cui parlare, seppur tra mille cautele e accorgimenti, dell'attualità politica, ma non ne ebbe il tempo.

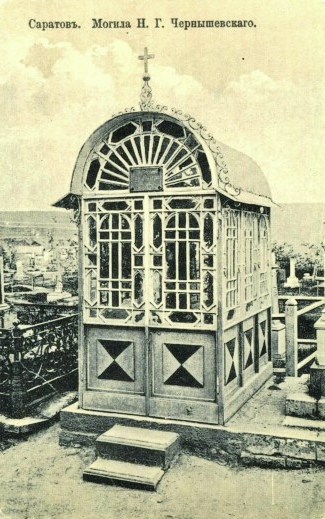
La cappella funeraria nel cimitero Voskresenskoe

Nella seconda metà di settembre, nel corso di una passeggiata verso la stazione, fu colpito da mal di stomaco e vomito. Fu chiamato il più rinomato medico di Saratov, Aleksej Varfolomeevič Brjuzgin, che constatò un ingrossamento della milza e diagnosticò un attacco intestinale di febbre malarica, ragion per cui prescrisse una dose elevata di chinino. Il 14 (26) ottobre Brjuzgin fu nuovamente richiamato al capezzale di Černyševskij, che accusava febbre alta e bassa frequenza cardiaca, e stabilì di somministrare al paziente la stessa dose di chinino ma due volte al giorno. La mattina successiva le condizioni di salute erano migliorate, ma la sera volsero nuovamente al peggio. Černyševskij delirava ed era privo di sensi, anche se di tanto in tanto riprendeva conoscenza e rispondeva lucido alle domande; negli intervalli, tuttavia, il suo stato era di torpore mentale. Brjuzgin, cui in nottata si affiancò il dottor Krotkov, medico dell'ospedale dello zemstvo, constatò una probabile infiammazione delle meningi. Il 16 (28), fu consultato un terzo medico, un luminare, il dottor Ėmmanuel A. Bonveč. Alle due del pomeriggio sopraggiunse una parziale paralisi al lato sinistro del corpo, con ulteriore indebolimento del battito cardiaco. Lo si curò con ghiaccio alla testa, farmaci stimolanti e la digitale, senza apprezzabili risultati e si procedette con iniezioni sottocutanee di etere.

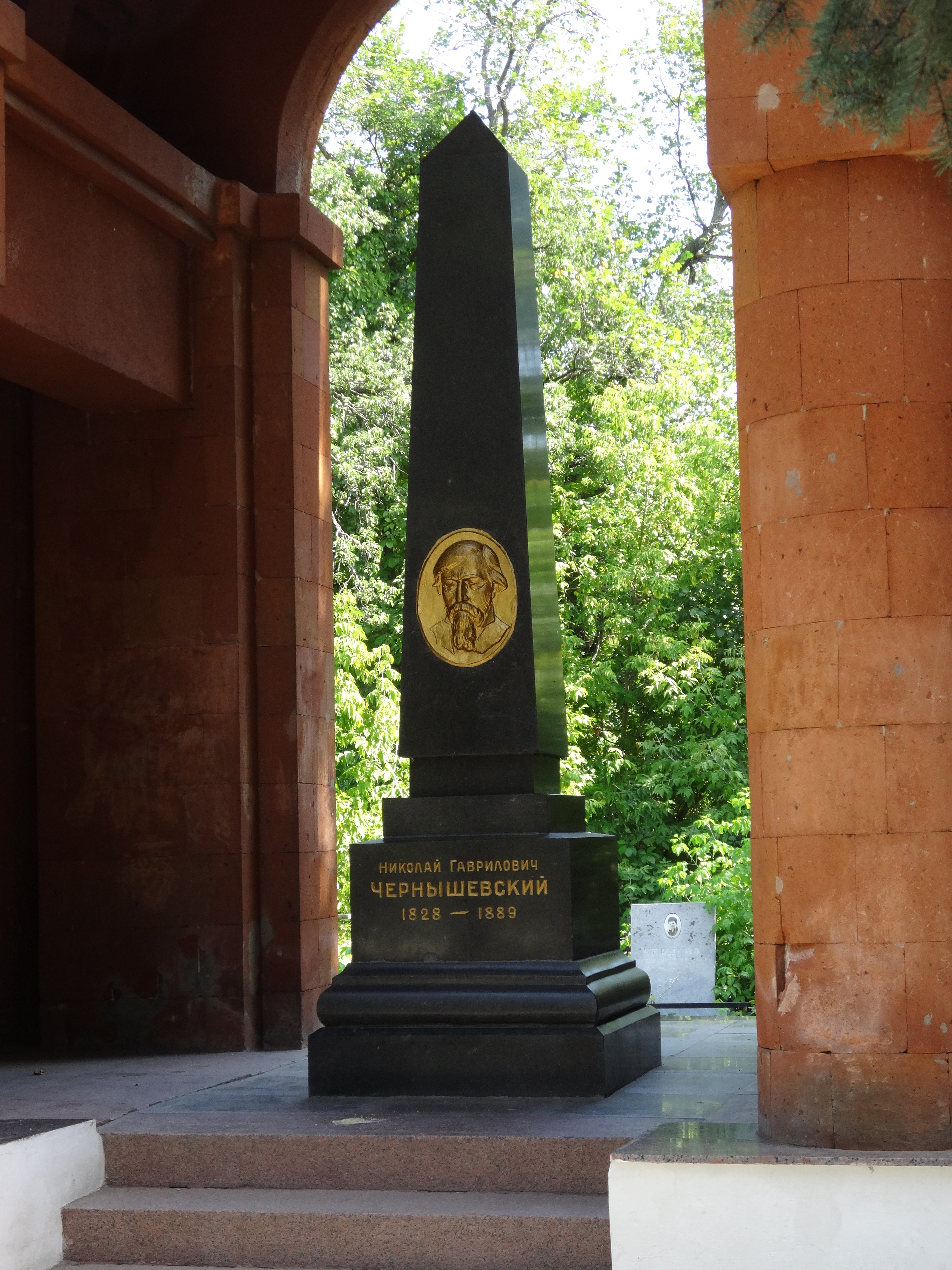
La tomba-monumento di Černyševskij a Saratov

Fu chiamato il pope e, secondo la testimonianza dei presenti avrebbe detto in un momento di chiarezza mentale, riferendosi alla Bibbia che gli era stata messa tra le mani: «Perché in questo libro non c'è la parola di Dio?». Nikolaj Gavrilovič Černyševskij morì alle 00 e 37 minuti del 17 (29) ottobre per emorragia cerebrale, venti minuti dopo l'interruzione della terapia. Per il suo funerale le autorità predisposero eccezionali misure per garantire l'ordine pubblico e agenti in borghese furono infiltrati tra la folla delle migliaia di persone che seguirono il suo feretro. I giornali ebbero l'ordine di non pubblicare necrologi, ma la notizia si diffuse immediatamente e da varie città dell'impero giunsero corone di fiori.
Černyševskij fu sepolto nel cimitero Voskresenskoe in una cripta di famiglia, assieme ai genitori. Due anni dopo, qui fu innalzata una piccola cappella commemorativa. Il 30 ottobre 1939, nel corso delle manifestazioni per il cinquantenario della morte, fu inaugurato sulla tomba un monumento opera dello scultore Pavel Dunduk (1890-1940); contestualmente la cappella fu trasferita nel territorio della casa-museo dello scrittore (allora diretta dal figlio Michail). All'interno dell'arco che sovrasta il nuovo monumento, su una lastra bianca sono incise le seguenti parole: «Ho ben servito il mio Paese e ho diritto alla sua riconoscenza».

## In onore di Černyševskij
Al riconosciuto leader del movimento rivoluzionario degli anni '60 sono stati dedicati alcuni musei e sono state intitolate vie, vicoli, piazze e prospettive in molte città della Russia e in altri paesi dell'ex Unione Sovietica.
Il museo più importante è la Casa-museo Černyševskij di Saratov; altri spazi museali si trovano ad Astrachan' (nell'attuale Museo della Cultura di Astrachan') e ad Aleksandrovskij Zavod.
In Russia via Černyševskij (ulica Černyševskogo) compare, tra i tanti, negli stradari di Astrachan', Belgorod, Ekaterinburg, Irkutsk, Iževsk, Kaliningrad, Lipeck, Nižnij Novgorod, Orël, Pavlovsk, Perm', Podolsk, Tula, Vologda, Voronež e Ufa. A Mosca una via Černyševskij è esistita dal 1941 al 1992, poi è tornata al vecchio nome, via Pokrovka. Piazza Černyševskij (ploščad' Černyševskogo) è presente, tra le altre città, nella natìa Saratov e a San Pietroburgo, dove a Černyševskij è dedicato anche un viale, il prospekt Černyševskogo.
Prendono il nome da Černyševskij due insediamenti urbani siberiani: il primo, Černyševsk-Zabajkajl'skij si trova lungo la ferrovia Transiberiana a circa 300 km a est di Čità (fu intitolato al pensatore nella erronea convinzione che avesse trascorso alcuni anni di prigione nella vicina Kadaja, mentre visse in un'altra Kadaja che si trova più a sud, vicino a Kalga); il secondo si trova nella repubblica di Sacha-Jacuzia, lungo l'argine del fiume Viljuj, vicino a Viljujsk, suo luogo d'esilio.
Fuori dalla Russia, possiamo citare le vie in ricordo di Černyševskij, e a lui tuttora nominate, esistenti in Ucraina — a Odessa, Kiev, Charkiv — e in Bielorussia, a Minsk.

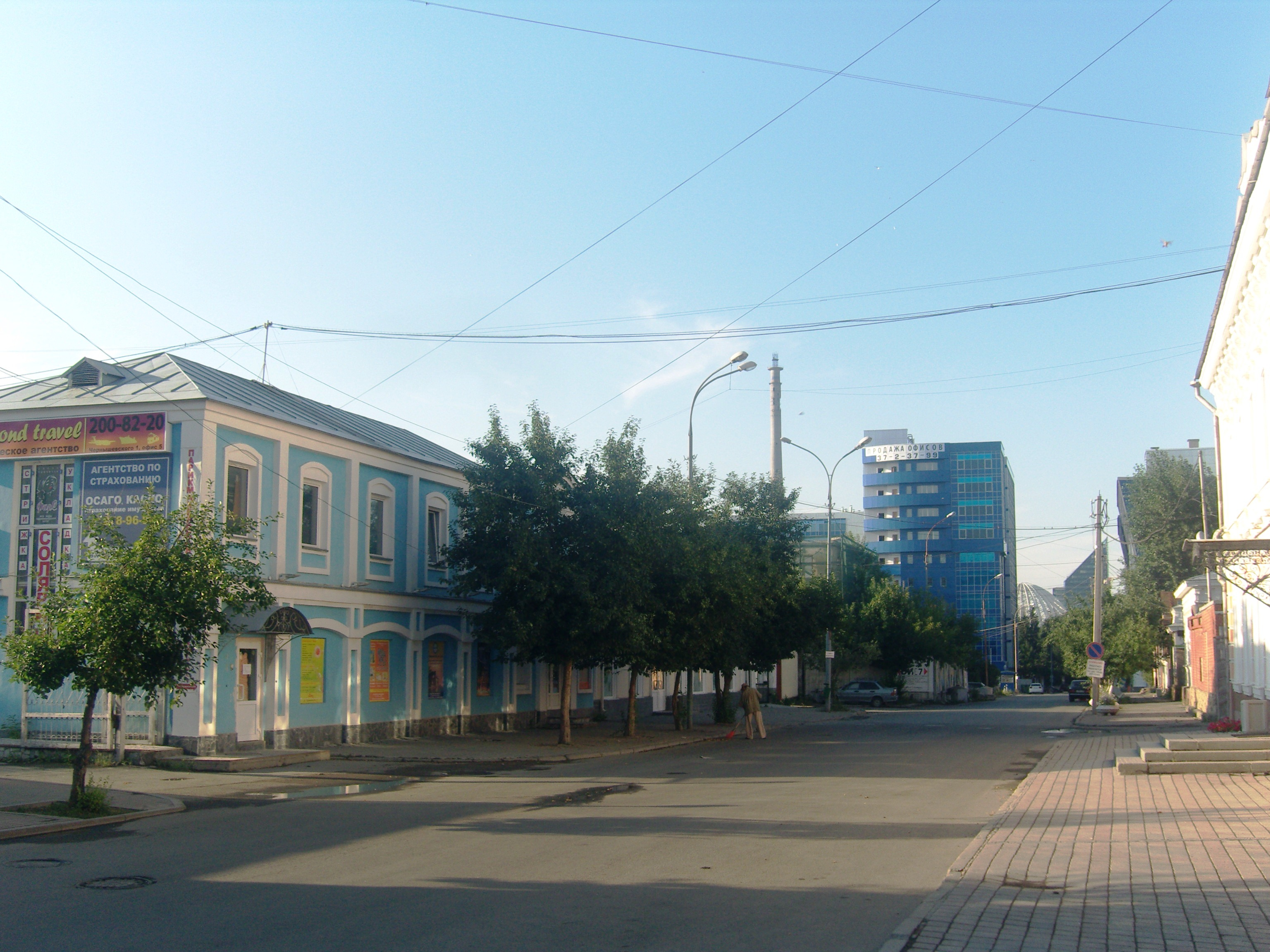
Via Černyševskij a Ekaterinburg
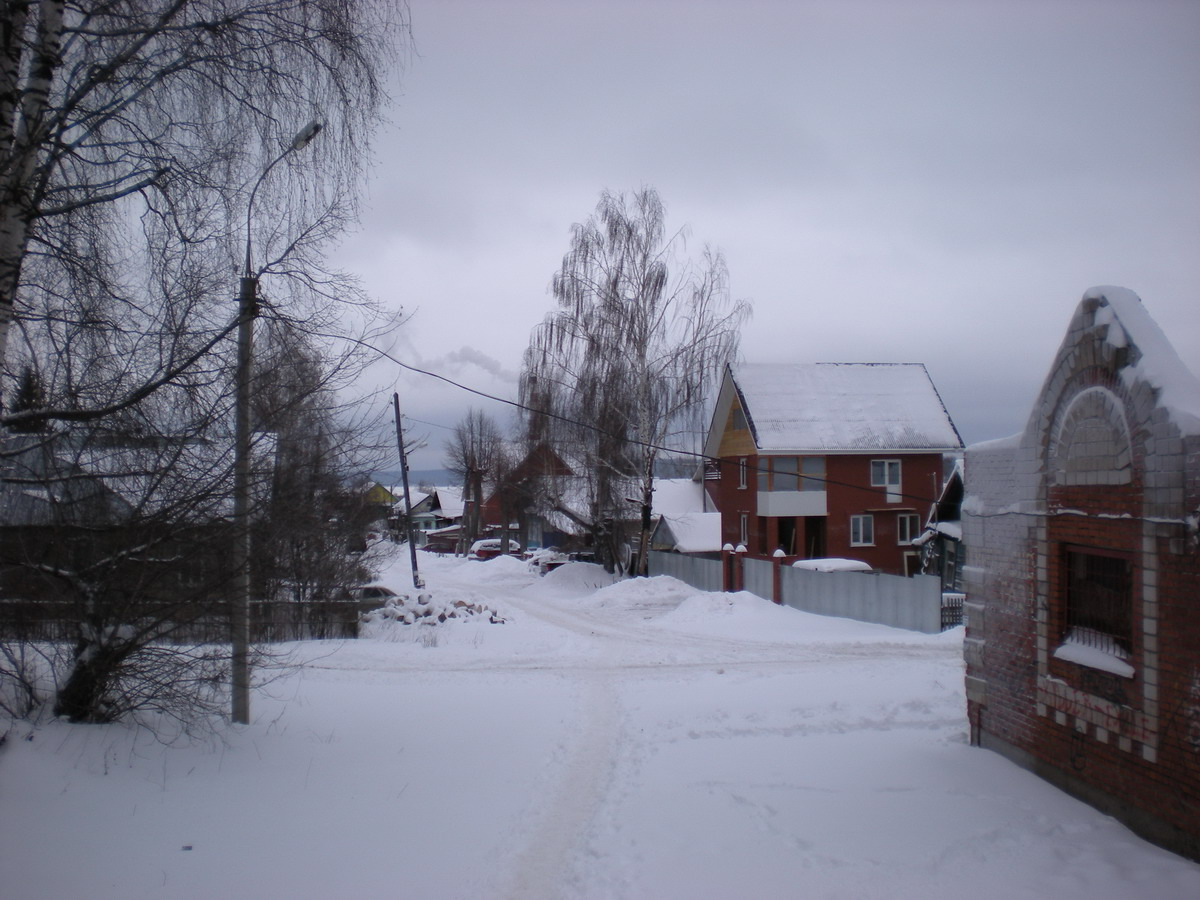
Via Černyševskij a Iževsk
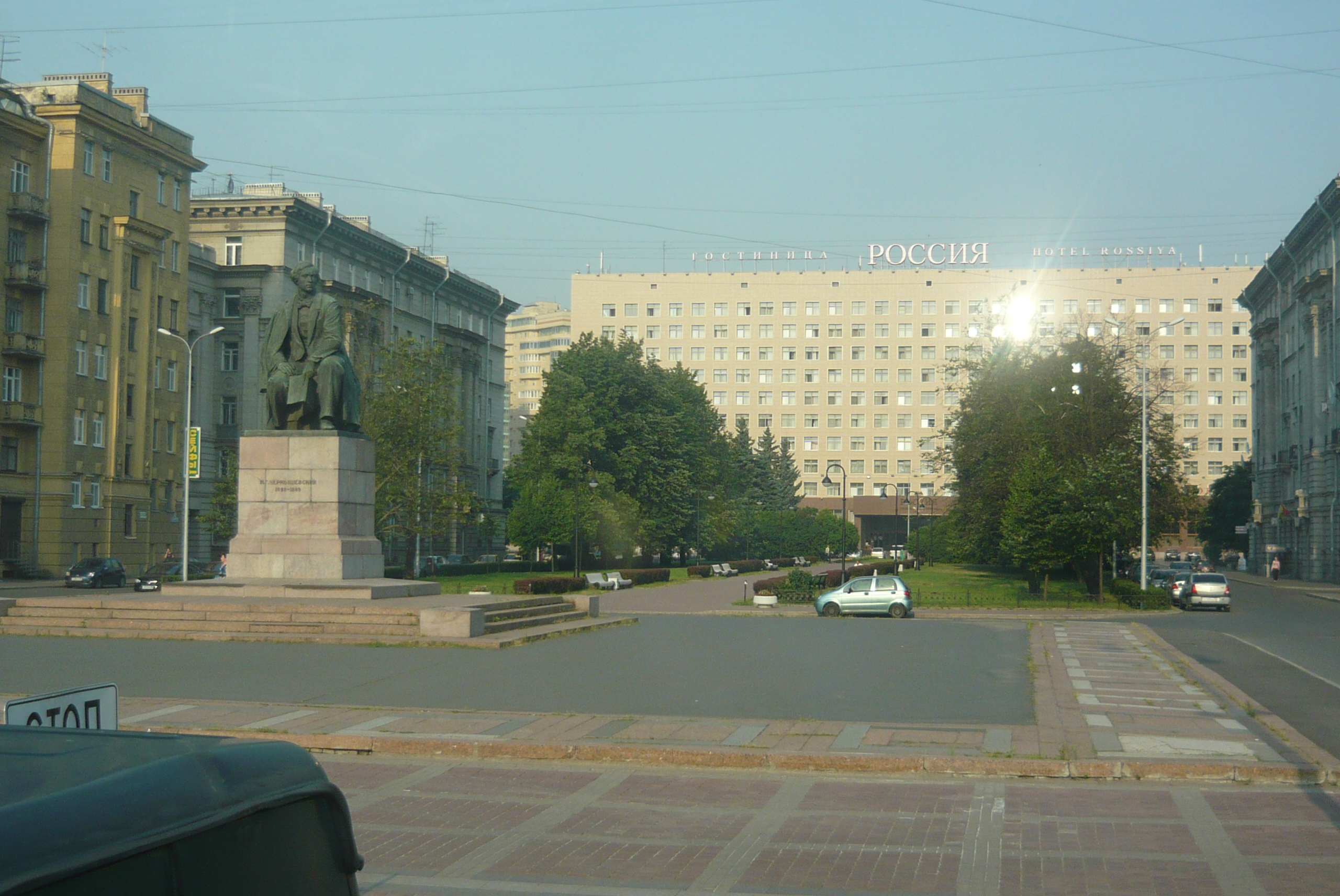
Piazza Černyševskij a San Pietroburgo
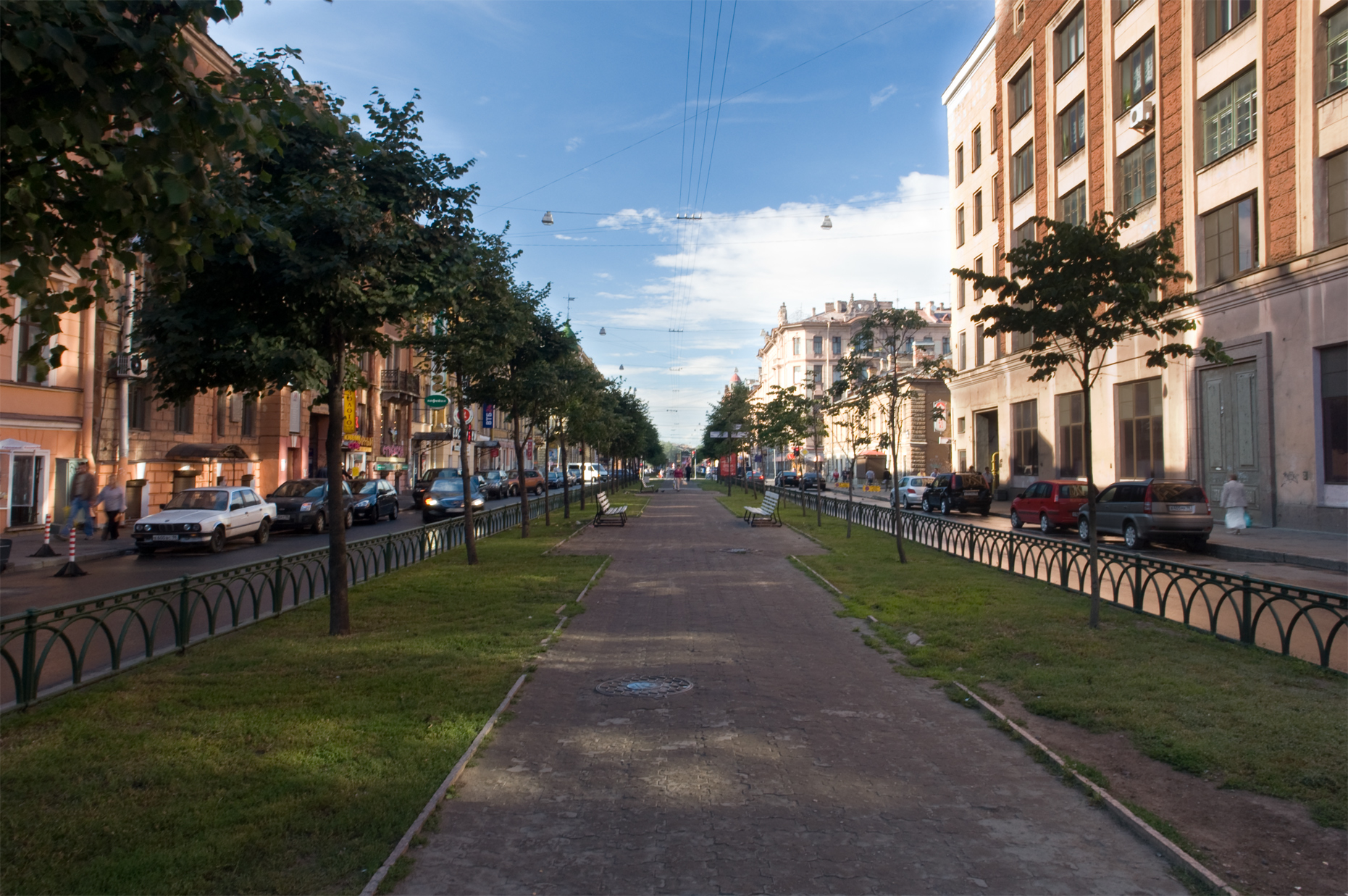
La prospettiva Černyševskij a San Pietroburgo
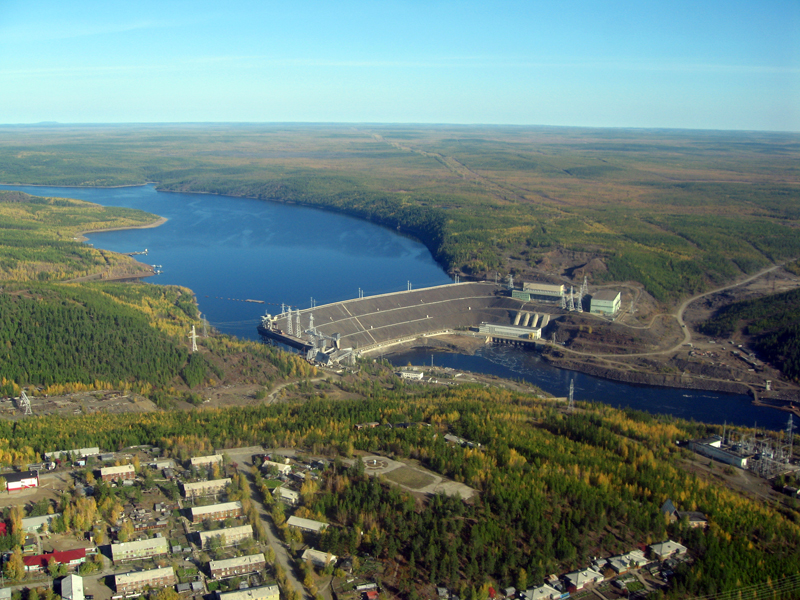
L'insediamento urbano Černyševskij e la diga sul fiume Viljuj

In memoria di Černyševskij sono stati realizzati in Russia diversi monumenti. Il primo in assoluto comparve a Saratov nel 1918. Sul luogo dove faceva mostra di sé un busto di Alessandro II, il nuovo governo rivoluzionario decise di erigere un monumento a Černyševskij e indisse un concorso il 9 settembre 1918. È questo un luogo simbolico, perché nelle vicinanze ci sono sia la casa in cui visse da fanciullo, che quella in cui trascorse gli ultimi mesi di vita. Il 7 novembre, in occasione del primo anniversario della Rivoluzione d'ottobre, fu inaugurato il busto, opera dello scultore Pavel Dunduk, l'unico che aveva accettato di portare a termine l'incarico in un tempo tanto esiguo. Il busto, che raffigurava un Černyševskij pensoso e in età avanzata, molto somigliante all'originale, fu lavorato in gesso e dipinto di nero per proteggerlo dall'azione corrosiva delle acque piovane. L'opera, che non è giunta fino a noi, si presentava di modeste dimensioni rispetto al piedistallo, lo stesso che aveva sorretto il busto dello zar, né poteva essere diversamente dato il poco tempo concesso all'artista. Nel 1935 fu deliberato di omaggiare Černyševskij con un nuovo, più imponente monumento, alto più di otto metri, che sarebbe stato inaugurato solo nel 1953, nell'omonima piazza, nel corso delle celebrazioni per il 125º anniversario della nascita di colui che è soprannominato il «Prometeo della Russia». Il monumento consta di un basamento in granito, progettato dall'architetto Nikolaj Grišin (1921-1989), e della scultura a figura intera, eseguita in bronzo da Aleksandr Kibal'nikov (1912-1987), in cui l'autore ha cercato di trasfondere l'anima coraggiosa e delicata di Černyševskij, qui effigiato nel pieno del suo ardore giovanile, a braccia conserte e con i lunghi capelli al vento. Una nota curiosa al riguardo è che Stalin, cui furono mostrate le foto della statua quando era ancora in creta, prima di essere fusa nel bronzo, ordinò di tagliare i capelli, e così fu fatto. Ma poi il disegno originale fu ripristinato, giacché la parte della chioma che era stata accorciata persisteva nel rivestimento in legno preparato per avvolgere la sagoma al momento della colata.
Sempre a Saratov, all'ingresso dell'università statale che dal 1923 porta il nome di Černyševskij, è possibile osservare un altro monumento in suo onore. In realtà la prima scultura commemorativa era un busto, in seguito andato perduto e sostituito dall'opera attuale che delinea un volitivo Černyševskij a braccia che quasi s'intersecano e con un libro in mano.
Il monumento in ricordo di Černyševskij che campeggia al centro dell'omonima piazza di San Pietroburgo fu realizzato nel 1947 dall'architetto Vsevolod Jakovlev (1884-1950), ideatore del sostegno in cemento alto circa tre metri, e dallo scultore Vsevolod Lišev (1877-1960). La statua, in pietra, raffigura un giovane Černyševskij seduto con lo sguardo perso in lontananza e un libro, momentaneamente lasciato scivolare in mezzo alle ginocchia e tenuto tra il pollice e l'indice della mano destra.
A Belgorod è stato edificato, nel 1957, un busto di Černyševskij all'incrocio tra la via omonima e la via del Popolo, di fronte al mercato.
A Mosca, in piazza Petrovskie Vorota (le Porte di Pietro), si trova il monumento più recente, del 1988, alla memoria di Nikolaj Černyševskij. Creato dallo scultore Jurij Nerod (1920-2006) e dall'architetto Valentin Peterburžcev (1923-1998), raffigura un Černyševskij di mezza età, seduto su una panca, con l'aria cogitabonda di chi non nutre più grandi speranze nell'avvenire.
Dal 1939 al 1978 sono stati emessi in Unione Sovietica una serie di francobolli in omaggio a Černyševskij.

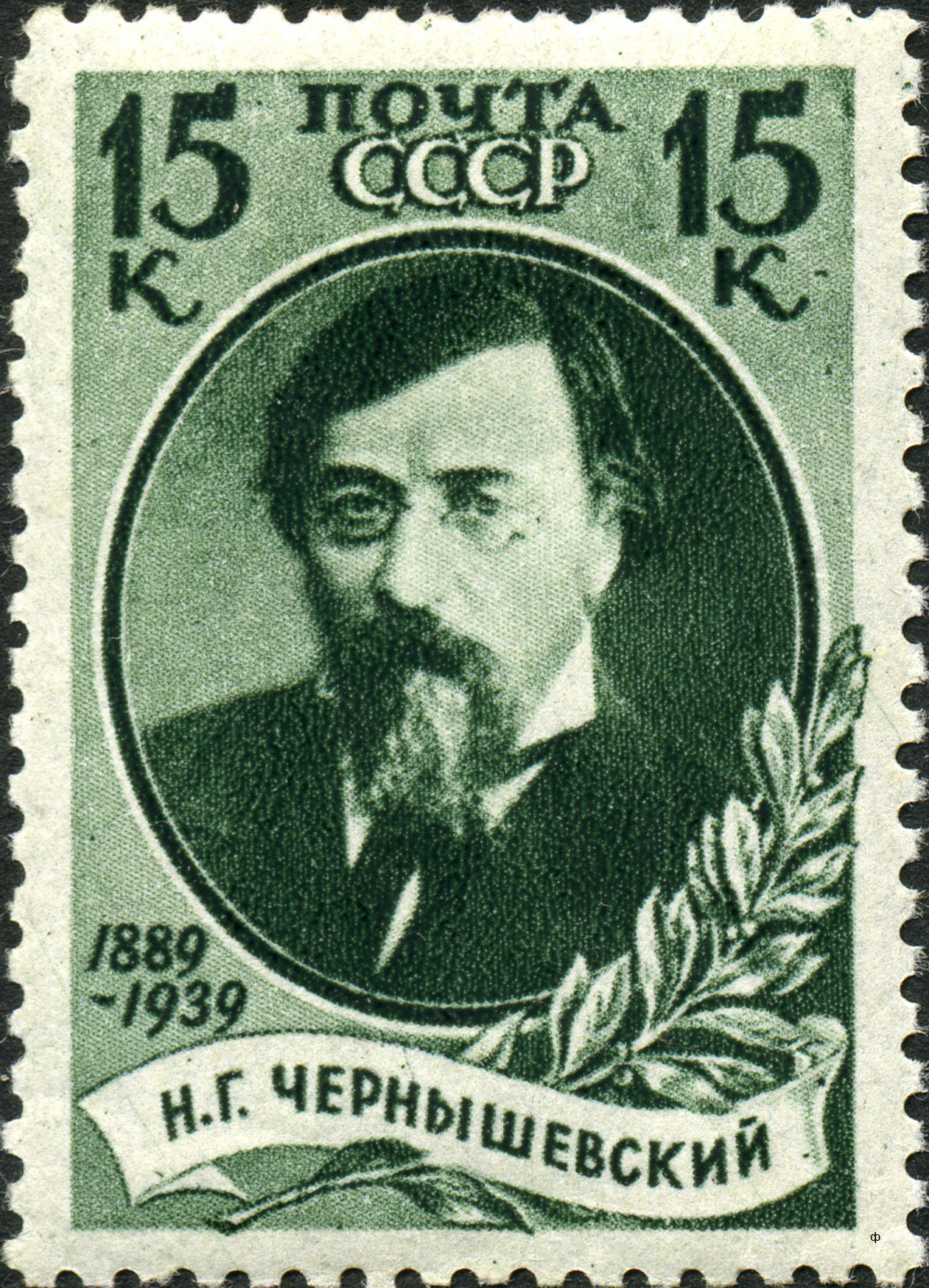
Francobollo da quindici copechi emesso nel 1939
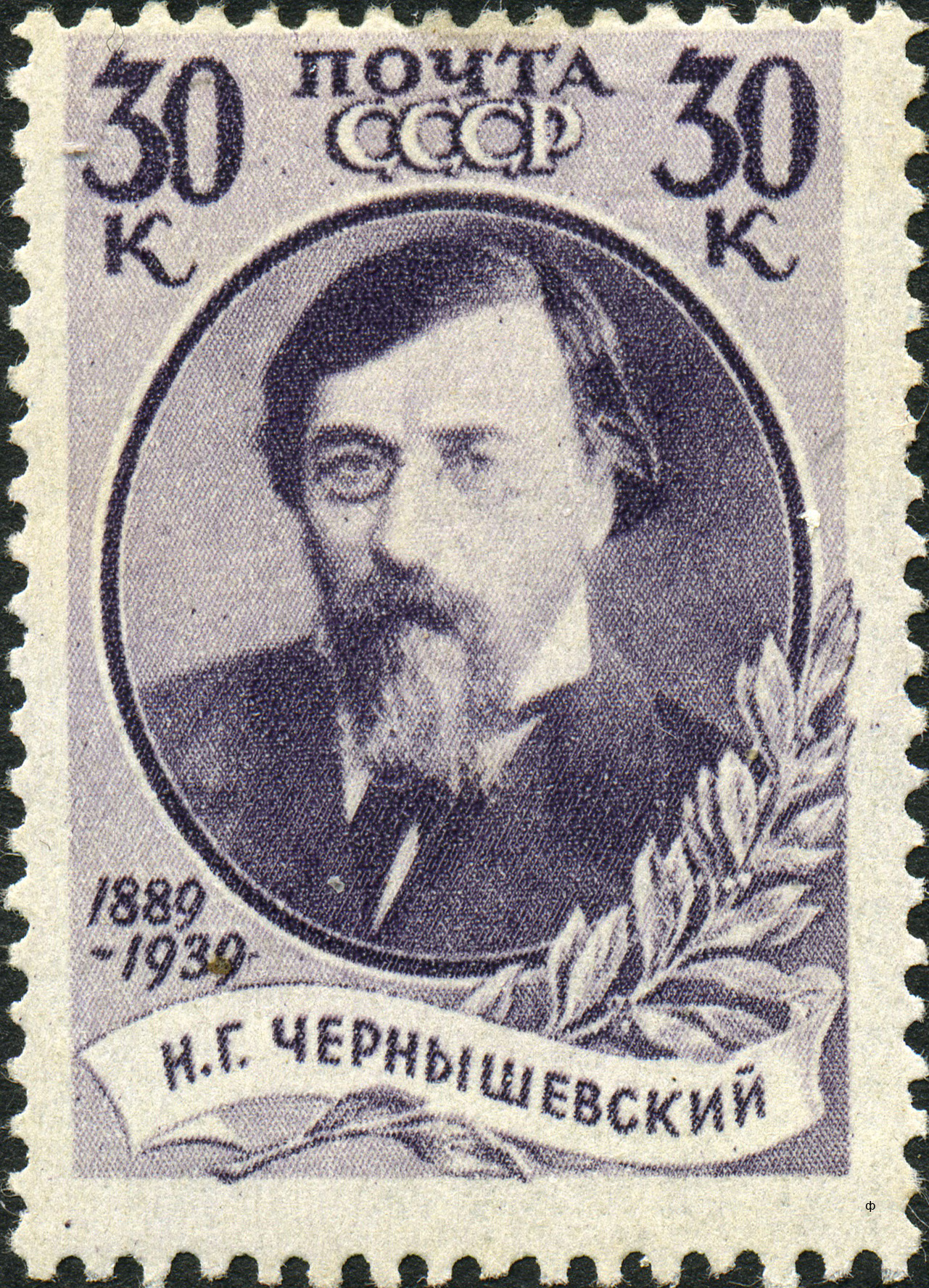
Francobollo da trenta copechi emesso nel 1939
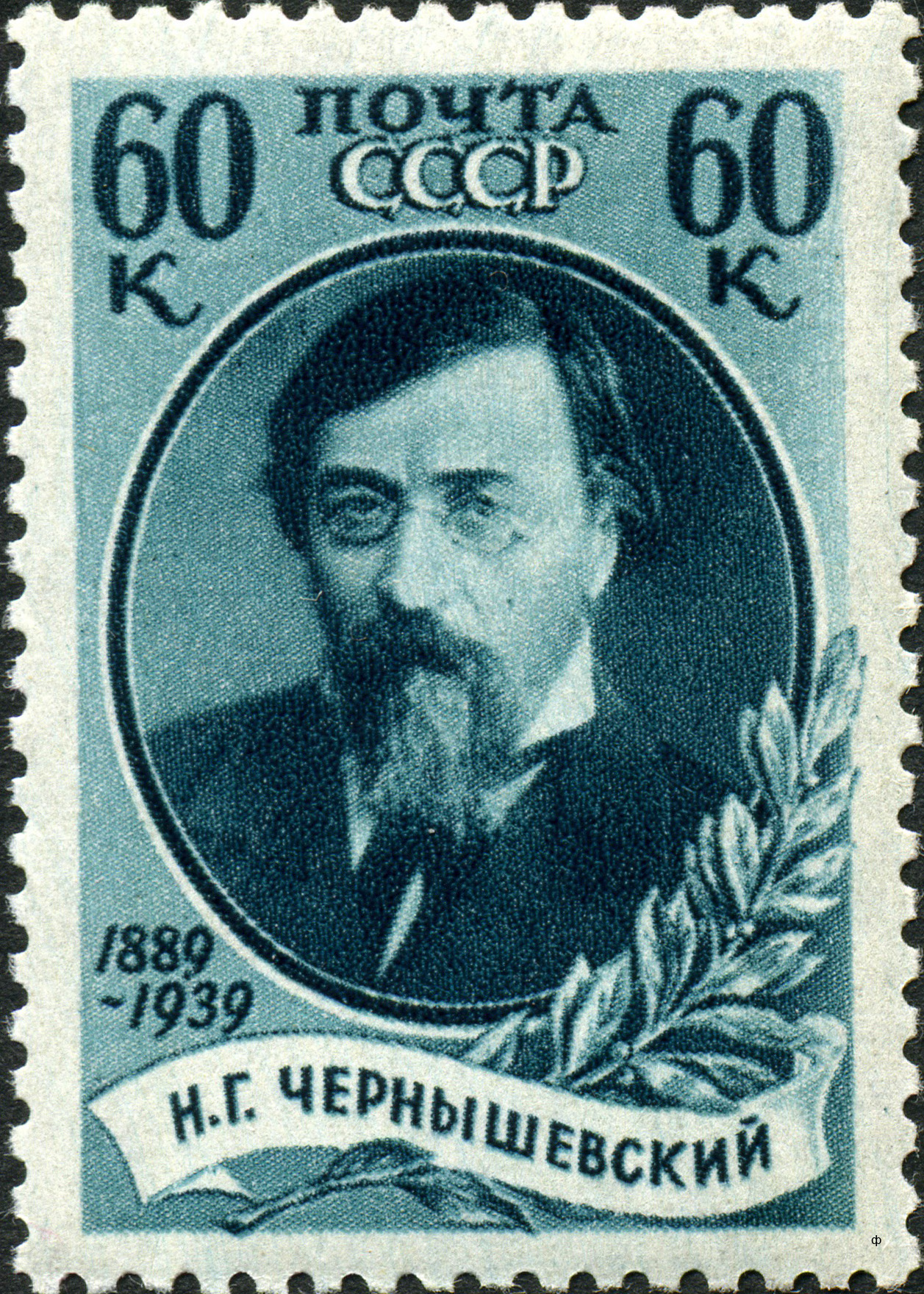
Francobollo da sessanta copechi emesso nel 1939
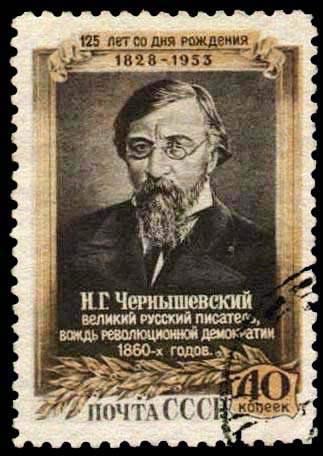
Francobollo da quaranta copechi emesso nel 1953
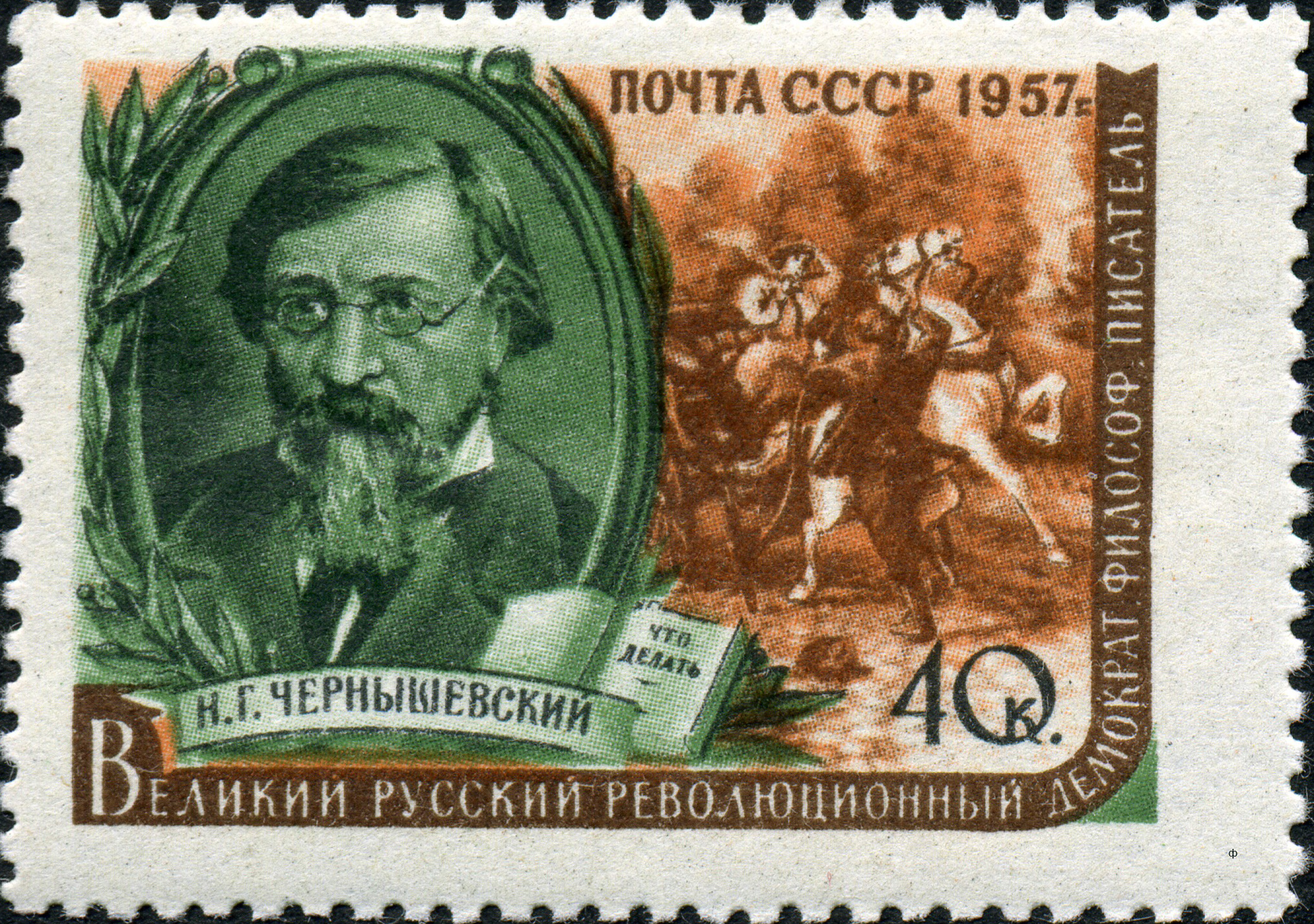
Francobollo da quaranta copechi emesso nel 1957
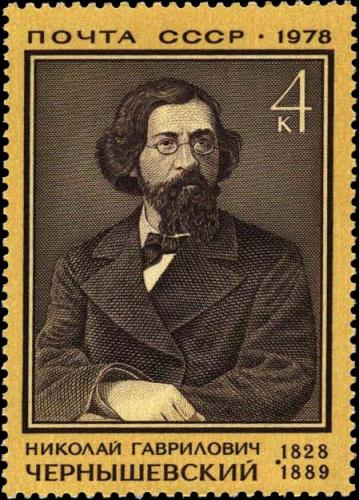
Francobollo da quattro copechi emesso nel 1978

### Esplicative
1. ↑  Le fonti, siano russe o italiane, indicano le date secondo il calendario giuliano, vigente in Russia fino al 14 febbraio 1918, quindi per non creare confusione si è optato per l'inserimento tra parentesi della corrispondente data nel calendario attuale.
2. ↑  Allo stesso modo, il fratello del padre, lo zio Nichanor Vasil'evič, che aveva studiato al seminario di Tambov, di cognome faceva Studenskij, essendo nato nel villaggio di Studënki. Cfr. Demčenko, p. 20.
3. ↑  Sablukov è autore della prima traduzione russa del Corano.
4. ↑  Gavriil Ivanovič era stato elevato al rango di arciprete nel 1825 ed era entrato nel concistoro tre anni dopo.
5. ↑  Aleksandr Pypin fu, per poco tempo e dopo aver conseguito il titolo di magister nel 1857, professore di Storia della letteratura e filologia all'università di San Pietroburgo. Dal 1898 fu membro dell'Accademia delle Scienze, della quale assunse la vicepresidenza nello stesso anno, il 1904, in cui morì. Scrisse opere di argomento letterario, storico ed etnografico, e lavorò per diversi giornali, compreso il Sovremennik, dal 1863 al 1866, quando per decreto imperiale venne definitivamente chiuso.
6. ↑  Lobodovskij in seguito insegnò letteratura russa presso il secondo corpo dei cadetti, prima a San Pietroburgo e, dal 1858, in Siberia. Ebbe fama di essere uno dei migliori insegnanti progressisti e i suoi allievi si distinguevano per l'ottima conoscenza delle letterature russa e straniera.[19]
7. ↑  Condannato a scontare la pena presso la fortezza di Orsk, continuò l'attività politica con la creazione di un circolo russo-polacco-ucraino, la redazione di materiale satirico sui membri del governo, attestazioni di simpatia per le rivoluzioni francesi del 1789 e del 1848, e fu infine trasferito tra i soldati, dove contrasse il colera, malattia di cui morì.[27]
8. ↑  Poco tempo dopo questo viaggio in Europa, Vvedenskij, la cui vista era già da prima debole, divenne cieco e quando ebbe perduta ogni speranza di guarigione, nonostante le più disparate cure cui si era sottoposto, si lasciò lentamente morire.[42]
9. ↑  Il professor Nikitenko, che fu anche censore e dunque funzionario del ministero degli Interni, tenne un diario in cui delineò i profili di varie personalità incontrate nel corso della sua vita e commentò i fatti più rilevanti succedutisi in Russia, dal tentativo dei decabristi fino alla morte. Pur essendo, o forse proprio per questo, un liberale, criticò sovente il suo ex allievo assurto alla testa dell''intelligencija radicale. Nel settembre del 1861, allorché si diffuse la notizia dell'arresto di Černyševskij, scrisse sul suo diario: «Si dice che sia stato preso il grande apostolo del socialismo e del materialismo Černyševskij. Dio mio, per cosa questa gente rovina se stessa e gli altri! Passi pure che si sacrifichi per le proprie convinzioni, ma perché trascinarsi dietro gli altri e, in particolare, questa povera, folle gioventù. Battagliando sul Sovremennik, codesto progressista (come si definisce questo signore) ha investito la sua anima di un enorme peccato, avendo sedotto molti di "questi piccoli fanciulli"». E dopo l'arresto, avvenuto l'estate dell'anno seguente, Nikitenko commentò lapidario: «Non possiamo creare le idee, possiamo solo scuoterle», a riprova di un atteggiamento critico, se non di aperta condanna, assai diffuso negli ambienti liberali verso gli estremisti.[43]
10. ↑  Si tratta del romanzo breve Alla vigilia.
11. ↑  Si allude al liberalismo.
12. ↑  Infatti, se la terra, i pascoli e i boschi erano possesso comune della collettività, i contadini dell'obščina non condividevano né gli strumenti né il prodotto del lavoro, che conducevano ciascuno per proprio conto. E questi fattori, uniti alla ridistribuzione periodica degli appezzamenti, non potevano fungere da stimolo per investire nelle migliorie e maggiorare il rendimento dei terreni.
13. ↑  Nel marzo 1863, quando la rivolta polacca era scoppiata da un mese, Serakovskij, all'epoca capitano di Stato maggiore, prese una licenza di due settimane dal servizio, assunse il nome di Dolenga e si autoproclamò voivoda dei governatorati di Lituania e Kovno. Costituito un battaglione di circa tremila uomini, organizzò la guerriglia nell'area dell'attuale Contea di Vilnius. Ferito in battaglia, fu catturato e giustiziato il 15 (27) giugno 1863.[64]
14. ↑  Questo ramo della Cancelleria imperiale fu istituito nel mese di aprile del 1826, poco prima della ben più celebre Terza sezione, e si occupava di dare un assetto migliore alle leggi vigenti.
15. ↑  Šelgunov aveva fatto i suoi studi presso l'Istituto forestale, organizzato secondo criteri militari, e per qualche anno, dopo il suo viaggio all'estero tra il 1856 e il 1857, vi aveva anche insegnato. Collaboratore del Sovremennik, vi scrisse un importante articolo nel 1861, dal titolo «Rabočij proletariat v Anglii i vo Francii», nel quale portava all'attenzione del pubblico l'opera di Engels La situazione della classe operaia in Inghilterra. Nel 1862 si ritirò dal servizio col grado di colonnello per dedicarsi all'attività pubblicistica e rivoluzionaria. Dopo la condanna di Michajlov, lo raggiunse in Siberia per tentare di farlo evadere, ma, scoperto, fu arrestato, imprigionato nella fortezza Pietro e Paolo, e poi esiliato nel governatorato di Vologda. Solo nel 1877 ebbe il permesso di tornare a San Pietroburgo. Di nuovo vicino agli ambienti radicali, fu nell'ultimo decennio della sua vita sempre tenuto sotto controllo poliziesco. Morì, dopo lunga malattia, il 12 (24) aprile del 1891, e i suoi funerali diedero corso a un'imponente manifestazione politica.[69]
16. ↑  Nonostante la sua partecipazione alle attività cospiratorie di Zemlja i Volja e gli stretti rapporti tenuti con Černyševskij, Obručev non fu mai coinvolto in nessun processo e poté proseguire indisturbato la carriera militare. A cinquant'anni fu generale e capo di Stato maggiore, e riuscì infine anche ad entrare nel Consiglio di Stato.[68]
17. ↑  Dopo l'arresto, Obručev si dichiarò pentito, ma non volle rivelare il nome di chi gli aveva affidato l'incarico di distribuire il Velikoveruss, né mai lo farà. Condannato a cinque anni di lavori forzati e all'esilio in Siberia, a Irkutsk, gli fu concesso di rientrare nella Russia europea nel 1872. Nel 1877 si arruolò volontario nel conflitto che opponeva la Russia alla Turchia e nel 1879 fu reintegrato nel servizio statale, per andare settantenne in pensione con il grado di maggiore generale.[78]
18. ↑  Kostomarov morì in un ospedale per indigenti di San Pietroburgo, il 7 (19) dicembre 1865, colpito da un sarcoma. Dopo il tradimento, era stato oggetto di diffuso ostracismo e non aveva potuto pubblicare quasi più nulla delle sue traduzioni di classici tedeschi, francesi e inglesi.[84]
19. ↑  È anche vero che i lavori forzati propriamente detti erano di fatto svolti dai detenuti comuni, e che i politici ne erano esentati, ma la denominazione della pena restava sempre la stessa. E infatti la rivista storica degli esuli politici, pubblicata a Mosca dal 1921 al 1935, si chiamava "Katorga i ssylka" (Lavori forzati ed esilio).
20. ↑  Lopatin fuggì nel 1873, dopo due falliti tentativi di riguadagnare la libertà.
21. ↑  Si tratta della caratteristica chiatta, diffusa all'epoca nelle aree settentrionali della Russia, adibita al trasporto delle merci.
22. ↑  Era essa un permesso speciale che consentiva ai funzionari governativi di requisire, durante gli spostamenti, cavalli o altri mezzi di trasporto.
23. ↑  In tutto Černyševskij cambiò, nell'arco di quasi sei anni, sette appartamenti. Diverse sono le ragioni: padroni di casa inaffidabili, necessità di ostacolare la propria sorveglianza, desiderio di sfuggire ai troppi visitatori, la scarsa comodità dell'appartamento stesso.[97]
24. ↑  Diminutivo di Michail.

### Riferimenti
1. ↑  Natalizi, p. 14.
2. 1 2  Klimenko.
3. ↑  Demčenko, pp. 15-16.
4. ↑  Demčenko, p. 18.
5. 1 2 3 4  Bogoslovskij55, I capitolo, "I. Detstvo i gody učenija".
6. ↑  Demčenko, pp. 19-20.
7. ↑  Demčenko, p. 21.
8. 1 2  Demčenko, pp. 22-23.
9. ↑  Demčenko, pp. 24-25.
10. 1 2  Demčenko, p. 27.
11. 1 2 3 4 5 6  Bogoslovskij58, I capitolo, "I. Detskie i škol'nye gody".
12. ↑  Venturi1, p. 242.
13. ↑  Natalizi, p. 17.
14. ↑  Natalizi, pp. 17-18.
15. 1 2  (RU) N. V. Bogoslovskij, op. cit., cap. II, "Universitetskaja pora" (Il periodo universitario), su n-g-chernyshevsky.ru. URL consultato il 7 luglio 2019.
16. ↑  (RU) N. G. Černyševskij: pro et contra, su fedy-diary.ru. URL consultato il 7 luglio 2019.
17. 1 2 3  (RU) N. V. Bogoslovskij, op. cit., cap. III, "Družba i pervoe čuvstvo" (Amicizia e primo amore), su n-g-chernyshevsky.ru. URL consultato il 7 luglio 2019.
18. ↑  F. Venturi, Il populismo russo I, p. 243.
19. ↑  (RU) ГОСУДАРСТВЕННЫЙ АРХИВ ОМСКОЙ ОБЛАСТИ, su k.iaoo.ru. URL consultato il 10 luglio 2019 (archiviato dall'url originale il 27 luglio 2019).
20. ↑  (RU) N. V. Bogoslovskij, op. cit., cap. VI, "Ožidanie grozy" (In attesa del temporale), su n-g-chernyshevsky.ru. URL consultato il 7 luglio 2019.
21. 1 2 3 4  (RU) N. V. Bogoslovskij, op. cit., cap. IV, "Rost revoljucionnogo soznanija" (Lo sviluppo della coscienza rivoluzionaria), su n-g-chernyshevsky.ru. URL consultato il 7 luglio 2019.
22. ↑  M. Natalizi, p. 25.
23. ↑  (RU) N. V. Bogoslovskij, op. cit., cap. VII, "Okončanie universiteta" (L'atto finale dell'università), su n-g-chernyshevsky.ru. URL consultato il 7 luglio 2019.
24. ↑  M. Natalizi, p. 26.
25. ↑  F. Venturi, Il populismo russo I, p. 248.
26. ↑  F. Venturi, Il populismo russo I, pp. 250-251.
27. ↑  (RU) Aleksandr Vladimirovič Chanykov, su hrono.ru. URL consultato l'8 luglio 2019.
28. ↑  F. Venturi, Il populismo russo I, p. 253.
29. ↑  M. Natalizi, pp. 31-32.
30. ↑  M. Natalizi, pp. 32-33.
31. ↑  M. Natalizi, p. 36.
32. ↑  M. Natalizi, pp. 34-35.
33. ↑  (RU) N.V. Bogoslovskij, op. cit., cap. VIII, "Neobyknovennyj učitel'" (Un insegnante straordinario), su n-g-chernyshevsky.ru. URL consultato il 7 luglio 2019.
34. 1 2  M. Natalizi, p. 42.
35. ↑  M. Natalizi, p. 37.
36. 1 2 3 4 5 6  (RU) N.V. Bogoslovskij, op. cit., cap. IX, "Ženit'ba. Snova v Peterburge" (Matrimonio. Di nuovo a San Pietroburgo), su n-g-chernyshevsky.ru. URL consultato il 7 luglio 2019.
37. 1 2  M. Natalizi, p. 38.
38. ↑  (RU) G. A. Avetisjan, "Svetlyj mir mečty spokojnoj..." Literaturnoe tvorčestvo A. N. Černyševskogo (G. A. Avetisjan, "Il mondo luminoso di un sogno silente...", Produzione letteraria di A. N. Černyševskij), su ogis.sgu.ru. URL consultato l'8 luglio 2019 (archiviato dall'url originale l'8 luglio 2019).
39. ↑  (RU) Rodoslovnaja N. G. Černyševskogo (Genealogia di N. G. Černyševskij), [vedere "Pokolenie 6" (Sesta generazione)], su proza.ru. URL consultato l'8 luglio 2019.
40. ↑  (RU) Otkrylas' vystavka «Černyševskie posle Černyševskogo». 1917 (Si è aperta la mostra «Cernyševskij dopo Černyševskij. 1917»), su tvoysaratov.ru. URL consultato l'8 luglio 2019.
41. ↑  (RU) Roman «Čto delat'» posvjaščen Kamyšanke Ol'ge Vasil'evoj (Il romanzo «Che fare?» è dedicato a Ol'ga Vasil'eva, nativa di Kamyšin), su kamyshinstar.ru. URL consultato l'8 luglio 2019.
42. ↑  (RU) Vvedenskij (Irinarch Ivanovič), su sch-yuri.ru. URL consultato il 7 luglio 2019 (archiviato dall'url originale il 22 agosto 2011).
43. 1 2 3 4 5 6  (RU) "Delo Černyševskogo. Sbornik dokumentov" (Il caso di Černyševskij. Raccolta di documenti), Saratov, 1968, "Process Černyševskogo i obščestvennost' Rossii" (Il processo di Černyševskij e la società russa), su n-g-chernyshevsky.ru. URL consultato il 7 luglio 2019.
44. 1 2 3 4 5 6  (RU) N. V. Bogoslovskij, op. cit., cap. XI, "Prekrasnoe est' žizn'" (Il bello è la vita), su n-g-chernyshevsky.ru. URL consultato il 7 luglio 2019.
45. ↑  (RU) N. V. Bogoslovskij, op. cit., cap. X, "Znakomstvo s Nekrasovym i rabota v «Sovremennike»" (L'incontro con Nekrasov e il lavoro al «Sovremennik»), su n-g-chernyshevsky.ru. URL consultato il 7 luglio 2019.
46. ↑  M. Natalizi, p. 43.
47. 1 2  A. B. Ulam, p. 63.
48. ↑  F. Venturi, Il populismo russo I, pp. 340-341.
49. ↑  M. Natalizi, p. 44.
50. ↑  M. Natalizi, p. 52.
51. ↑  F. Venturi, Il populismo russo I, pp. 265-266.
52. ↑  M. Natalizi, pp. 54-55.
53. ↑  F. Venturi, Il populismo russo I, pp. 270-271.
54. ↑  F. Venturi, Il populismo russo I, p. 273.
55. ↑  F. Venturi, Il populismo russo I, pp. 270-278.
56. ↑  A. B. Ulam, p. 81.
57. ↑  M. Natalizi, p. 88.
58. ↑  Citazione tratta da «L'uomo russo al rendez vous. Riflessioni dopo la lettura di "Asja" del sig. Turgenev», in F. Venturi, Il populismo russo I, p. 281.
59. ↑  F. Venturi, Il populismo russo I, p. 281.
60. ↑  F. Venturi, Il populismo russo I, p. 290.
61. ↑  F. Venturi, Il populismo russo I, p. 283.
62. ↑  (RU) N. V. Bogoslovskij, op. cit., cap. XII, "V bor'ba za delo naroda" (In lotta per la causa del popolo), su n-g-chernyshevsky.ru. URL consultato il 7 luglio 2019.
63. ↑  A. B. Ulam, pp. 64, 89.
64. ↑  (RU) Pol'skoe vosstanie 1863-1864 gg. Čast' 3 (L'insurrezione polacca del 1863-1864. Parte III), su topwar.ru. URL consultato l'8 luglio 2019.
65. 1 2 3  (RU) N. V. Bogoslovskij, op. cit., cap. XIII, "Vo glabe revoljucionerov" (Alla testa dei rivoluzionari), su n-g-chernyshevsky.ru. URL consultato l'8 luglio 2019.
66. ↑  A. B. Ulam, p. 95.
67. ↑  F. Venturi, Il populismo russo II, p. 64.
68. 1 2  A. B. Ulam, p. 104.
69. ↑  (RU) Nikolaj Šelgunov su «Chronos», su hrono.info. URL consultato l'8 luglio 2019.
70. ↑  F. Venturi, Il populismo russo I, pp. 301-302.
71. ↑  M. Natalizi, pp. 101-102.
72. ↑  A. B. Ulam, p. 91.
73. ↑  F. Venturi, Il populismo russo II, pp. 75-76.
74. ↑  F. Venturi, Il populismo russo II, pp. 112-115.
75. ↑  (RU) Letopis' žizni i tvorčestva (Cronologia della vita e dell'attività creativa), su ngchernyshevsky.ru. URL consultato l'8 luglio 2019.
76. ↑  M. Natalizi, a pag. 98 del suo Il caso Černyševskij, nel riportare l'indirizzo dell'appartamento di Č., scrive: «al numero 4 di via Bol'šaja Moskovskaja».
77. 1 2 3  (RU) N. V. Bogoslovskij, op. cit., cap. XIV, "Arest" (L'arresto), su n-g-chernyshevsky.ru. URL consultato il 7 luglio 2019.
78. ↑  A. B. Ulam, pp. 96-98.
79. ↑  (RU) "Il caso di Černyševskij. Raccolta di documenti", op. cit., "Donesenie ot 11janvarja 1862 g." (Rapporto di polizia dell'11 gennaio 1862), su n-g-chernyshevsky.ru. URL consultato il 7 luglio 2019.
80. ↑  (RU) Dom Čičerina - Dom kupcov Eliseevych - Kinoteatr "Barricada" (Casa Čičerin - Casa dei mercanti Eliseev - Cinema "Barricada". La notizia è tratta dal terzo e ultimo articolo, "Nevskij 15", scritto da P. Šabanov e pubblicato nella rivista della marina e dell'esercito sovietici "Bloknot agitatora" (Quaderno dell'agitatore), 1981, № 31., su citywalls.ru. URL consultato l'8 luglio 2019.
81. ↑  A. B. Ulam, p. 62.
82. ↑  M. Natalizi, p. 98.
83. ↑  (RU) N. V. Bogoslovskij, op. cit., cap. XV, "Roman o novych ljudjach" (Il romanzo sugli uomini nuovi), su n-g-chernyshevsky.ru. URL consultato il 7 luglio 2019.
84. ↑  (RU) Vsevolod Dmitrievič Kostomarov, su bibra.ru. URL consultato il 9 luglio 2019.
85. ↑  M. Natalizi, p. 102.
86. 1 2 3  (RU) N. V. Bogoslovskij, op. cit., cap. XVI, "Prikovannyj Prometej" (Prometeo incatenato), su n-g-chernyshevsky.ru. URL consultato il 7 luglio 2019.
87. ↑  M. Natalizi, pp. 1-2.
88. 1 2 3 4  (RU) N. V. Bogoslovskij, op. cit., cap. XVII, "V Zabajkal'e" (Nel Transbaikal), su n-g-chernyshevsky.ru. URL consultato il 7 luglio 2019.
89. 1 2  (RU) "N. G. Černyševskij i revoljucionery-šestidesjatniki na Nerčinskoj katorge" (N. G. Černyševskij e i rivoluzionari degli anni '60 ai lavori forzati di Nerčinsk), su atamanovka-online.ru. URL consultato il 7 luglio 2019.
90. ↑   G. Locatelli Milesi e A. Venanzio, Nella Siberia orrenda: faville di italico eroismo sulle steppe e nelle galere siberiane; narrazione di Alessandro Venanzio compagno di Nullo nella spedizione in Polonia del 1863, Milano, 1933,  pp. 155-158.
91. 1 2  (RU) N. V. Bogoslovskij, op. cit., cap. XVIII, "Na dalekom severe" (Nell'estremo Nord), su n-g-chernyshevsky.ru. URL consultato il 7 luglio 2019.
92. ↑  F. Venturi, Il populismo russo I, p. 320.
93. ↑  (RU) "Osvoboždenie N. G. Černyševskogo iz Sibiri" (La liberazione di N. G. Černyševskij dalla Siberia), tratto da A. V. Voronichin, "Istoričevskij kalendar' carstvovanija Aleksandra III", Saratov, 2001, su chapaevv.livejournal.com. URL consultato l'8 luglio 2019.
94. ↑  (RU) K. I. Erymovskij, "Černyševskij v Astrachani. Istoriko-biografičevskij očerk" (Černyševskij ad Astrachan'. Saggio storico-biografico), Astrachan', 1964, cap. I, "Iz Viljujska v Astrachan'" (Da Viljujsk ad Astrachan'), I, "Sekretnyj uznik" (Il prigioniero segreto), su n-g-chernyshevsky.ru. URL consultato il 7 luglio 2019.
95. ↑  (RU) K. I. Erymovskij, op. cit., cap. I, II, "Vsreča v Saratove" (Incontro a Saratov), su n-g-chernyshevsky.ru. URL consultato il 7 luglio 2019.
96. ↑  (RU) K. I. Erymovskij, op. cit., cap. I, III, "Po predpisanju svyše" (Per ordine dall'alto), su n-g-chernyshevsky.ru. URL consultato il 9 luglio 2019.
97. ↑  (RU) K. I. Erymovskij, op. cit., cap. V, "Dobryj učitel' ljudej" (Il buon maestro degli uomini), IV, "Astrachanskie «pjatnicy»" (I «venerdì» di Astrachan'), su n-g-chernyshevsky.ru. URL consultato l'8 luglio 2019.
98. 1 2  (RU) K. I. Erymovskij, op. cit., cap. II, "Pervye dni" (I primi giorni), II, "Mečty o rabote" (Sogni di lavoro), su n-g-chernyshevsky.ru. URL consultato il 7 luglio 2019.
99. ↑  (RU) N. V. Bogoslovskij, op. cit., cap. XIX, "Posledine gody žizni" (Gli ultimi anni della vita), su n-g-chernyshevsky.ru. URL consultato l'8 luglio 2019.
100. ↑  (RU) K. I. Erymovskij, op. cit., cap. II, V, "«Osobo bditel'nyj» nadzor" (Sorveglianza «particolarmente attenta»), su n-g-chernyshevsky.ru. URL consultato il 7 luglio 2019.
101. ↑  (RU) K. I. Erymovskij, op. cit., cap. II, IV, "Vstreča s anglijskim korrespondentom" (Incontro con il corrispondente inglese), su n-g-chernyshevsky.ru. URL consultato il 7 luglio 2019.
102. ↑  (RU) K. I. Erymovskij, op. cit., cap. III, "Gorod Poludennoj Rossii" (La città della Russia meridionale), III, "Ostrov sredi peskov" (L'isola tra le sabbie), su n-g-chernyshevsky.ru. URL consultato il 7 luglio 2019.
103. ↑  (RU) K. I. Erymovskij, op. cit., cap. III, IV, "Pisat' – značit žit'" (Scrivere vuol dire vivere), su n-g-chernyshevsky.ru. URL consultato il 7 luglio 2019.
104. ↑  (RU) K. I. Erymovskij, op. cit., cap. III, V, "I možno pisat', i nel'zja..." (Si può scrivere, e non si può), su n-g-chernyshevsky.ru. URL consultato il 7 luglio 2019.
105. ↑  (RU) K. I. Erymovskij, op. cit., cap. IV, "Tjaželye gody" (Anni difficili), I, "Perevod «Vsebščej istorii» Vebera" (La traduzione della «Storia universale» di Weber), su n-g-chernyshevsky.ru. URL consultato il 7 luglio 2019.
106. ↑  (RU) K. I. Erymovskij, op. cit., cap. IV, VI "Bol'šie zamysly i dejstvitel'nost'" (I grandi progetti e la realtà), su n-g-chernyshevsky.ru. URL consultato il 7 luglio 2019.
107. 1 2  (RU) K. I. Erymovskij, op. cit., cap. IV, II "Glavnaja mečta" (Il sogno più grande), su n-g-chernyshevsky.ru. URL consultato il 7 luglio 2019.
108. ↑  (RU) Nikolaj Černyševskij , Proischoždenie teorii blagotvornosti or'by za žizn (Origine della teoria sulla benefica lotta per la vita), su az.lib.ru. URL consultato il 7 luglio 2019.
109. ↑  (RU) K. I. Erymovskij, op. cit., cap. IV, IV, "Vospominanija o Nekrasove" (Ricordi su Nekrasov), su n-g-chernyshevsky.ru. URL consultato il 7 luglio 2019.
110. ↑  (RU) K. I. Erymovskij, op. cit., cap. IV, V "Dorogaja kniga" (Un libro amato), su n-g-chernyshevsky.ru. URL consultato il 7 luglio 2019.
111. ↑  (RU) K. I. Erymovskij, op. cit., cap. V, "Dobryj učitel' ljudej" (Il buon maestro degli uomini), VI, "Nadzor bez sroka" (Sorveglianza senza termine), su n-g-chernyshevsky.ru. URL consultato il 7 luglio 2019.
112. ↑  (RU) K. I. Erymovskij, op. cit., cap. VI, "Poslednie dni" (Gli ultimi giorni), I, "Vizit Vjazemskogo" (La visita di Vjazemskij), su n-g-chernyshevsky.ru. URL consultato il 7 luglio 2019.
113. 1 2  (RU) K. I. Erymovskij, op. cit., cap. VI, "Poslednie dni" (Gli ultimi giorni), II, "Vse zavisit ot obstojatel'stv" (Tutto dipende dalle circostanze), su n-g-chernyshevsky.ru. URL consultato il 7 luglio 2019.
114. ↑  (RU) K. I. Erymovskij, op. cit., cap. V, VII, "Pis'ma s «ostrova»" (Lettere dall'«isola»), su n-g-chernyshevsky.ru. URL consultato il 7 luglio 2019.
115. 1 2  (RU) N. M. Černyševskaja, N. G. Černyševskij e Saratov, Saratov, 1978, «Snova v rodnom gorode. Poslednie mesjacy žizni» (Ancora una volta nella città di Saratov. Gli ultimi mesi di vita), su n-g-chernyshevsky.ru. URL consultato il 7 luglio 2019.
116. ↑  (RU) Vladimir Kantor, "Počemu Černyševskij ne ėmigriroval?" (Perché Černyševskij non è emigrato?), su gefter.ru. URL consultato il 7 luglio 2019.
117. ↑  (RU) Nikolaj Larinskij, «Miasma vivum. Istorija bolezni N. G. Černyševskogo» (Miasma vivum. La cartella clinica di N. G. Černyševskij), su uzrf.ru. URL consultato il 7 luglio 2019.
118. ↑  (RU) Mogila N. G. Černyševskogo (La tomba di N. G. Černyševskij)., su saratovmer.ru. URL consultato il 7 luglio 2019.
119. ↑  (RU) Pamjatnik N. G. Černyševsomu (Monumento a Černyševskij nella città di Saratov, su elsso.ru. URL consultato il 7 luglio 2019.
120. ↑  (RU) Pamjatnik N. G. Černyševskomu na territorii SGU (Monumento a Černyševskij nell'area dell'Università statale di Saratov, su saratovregion.ucoz.ru. URL consultato il 7 luglio 2019.
121. ↑  (RU) Pamjatnik Černyševskomu v Sankt-Peterburge (Monumento a Černyševskij in San Pietroburgo, su rutraveller.ru. URL consultato il 7 luglio 2019.
122. ↑  (RU) Bjust Černyševskomu N. G. (Busto di Černyševskij a Belgorod), su tripadvisor.ru. URL consultato il 9 luglio 2019.
123. ↑  (RU) Pamjatnik Černyševskomu (Monumento a Černyševskij in Mosca), su pokrovka.narod.ru. URL consultato il 7 luglio 2019.